# Беларусь
Белару́сь, или Белору́ссия (бел. Беларусь, МФА: [bʲɛlaˈrusʲ]о файле), официально Респу́блика Белару́сь (бел. Рэспубліка Беларусь, МФА: [rɛsˈpublʲika bʲɛlaˈrusʲ]о файле), — государство в Восточной Европе. Население на 1 января 2025 года составляет 9 109 280, территория — 207,6 тыс. км². Занимает 97-е место по количеству населения и 84-е — по территории в мире.
Столица и самый крупный город государства — Минск, другие крупные города — Гомель, Гродно, Витебск, Могилёв, Брест, Бобруйск, Барановичи, Борисов, Пинск, Мозырь, Лида, Орша и Солигорск. Государственные языки — белорусский и русский.
Государство подразделяется на шесть областей; город Минск является отдельной административно-территориальной единицей и имеет особый статус города республиканского подчинения. На северо-западе республика граничит с Литвой, на западе — с Польшей, на севере — с Латвией, на востоке и северо-востоке — с Россией, на юге — с Украиной.
Беларусь — унитарная президентская республика. 20 июля 1994 года пост президента в ходе первых в истории страны президентских выборов занял Александр Лукашенко, впоследствии побеждавший также на выборах 2001, 2006, 2010, 2015, 2020 и 2025 годов.
Объём ВВП по паритету покупательной способности государства в 2019 году составил 200,839 млрд долларов США (около 21 350 долл. на душу населения). Денежная единица — белорусский рубль.
Датой возникновения белорусской государственности считается 1 января 1919 года, когда Манифестом Временного рабоче-крестьянского правительства Беларуси была провозглашена Белорусская Социалистическая Советская Республика в составе РСФСР. Предшествовавшее этому 9 марта 1918 года провозглашение Белорусской Народной Республики Исполнительным комитетом Рады Всебелорусского съезда не привело к созданию полноценно функционирующих органов власти из-за немецкой оккупации территории Беларуси.
16 января 1919 года территории Витебской, Смоленской и Могилёвской губерний были исключены из состава ССР Беларуси.
31 января 1919 года БССР в границах Минской и Гродненской губерний вышла из состава РСФСР и объявлена независимой постановлением Президиума ВЦИК «О признании независимости Белорусской Социалистической Советской Республики» (опубликовано 5 февраля). 27 февраля 1919 года БССР объединилась с Литовской Советской Республикой в Литовско-Белорусскую ССР, которая де-факто прекратила существование через несколько месяцев в ходе советско-польской войны. 31 июля 1920 года Беларусь была восстановлена принятием «Декларации о провозглашении независимости Советской Социалистической Республики Белоруссии». 30 декабря 1922 года Белорусская Советская Социалистическая Республика стала одной из четырёх советских республик, подписавших Договор об образовании СССР.
24 октября 1945 года Белорусская ССР, наряду с Украинской ССР, стала членом — основателем ООН в связи со своим значительным вкладом в разгром нацизма, большими материальными и людскими потерями во время немецкой оккупации в ходе Второй мировой войны.
27 июля 1990 года была принята Декларация о государственном суверенитете Белорусской ССР, 25 августа 1991 года ей был придан статус конституционного закона, а 19 сентября страна обрела своё нынешнее наименование. 8 декабря 1991 года Беларусь совместно с РСФСР и Украиной подписала Беловежские соглашения о создании СНГ.
7 июня 1995 года, по результатам референдума, страна обрела современные герб и флаг, годом ранее — Конституцию. Является членом (соучредителем) ООН, СНГ, ОДКБ, Союзного государства, бывшего ЕврАзЭС и его преемника ЕАЭС.

## Этимология

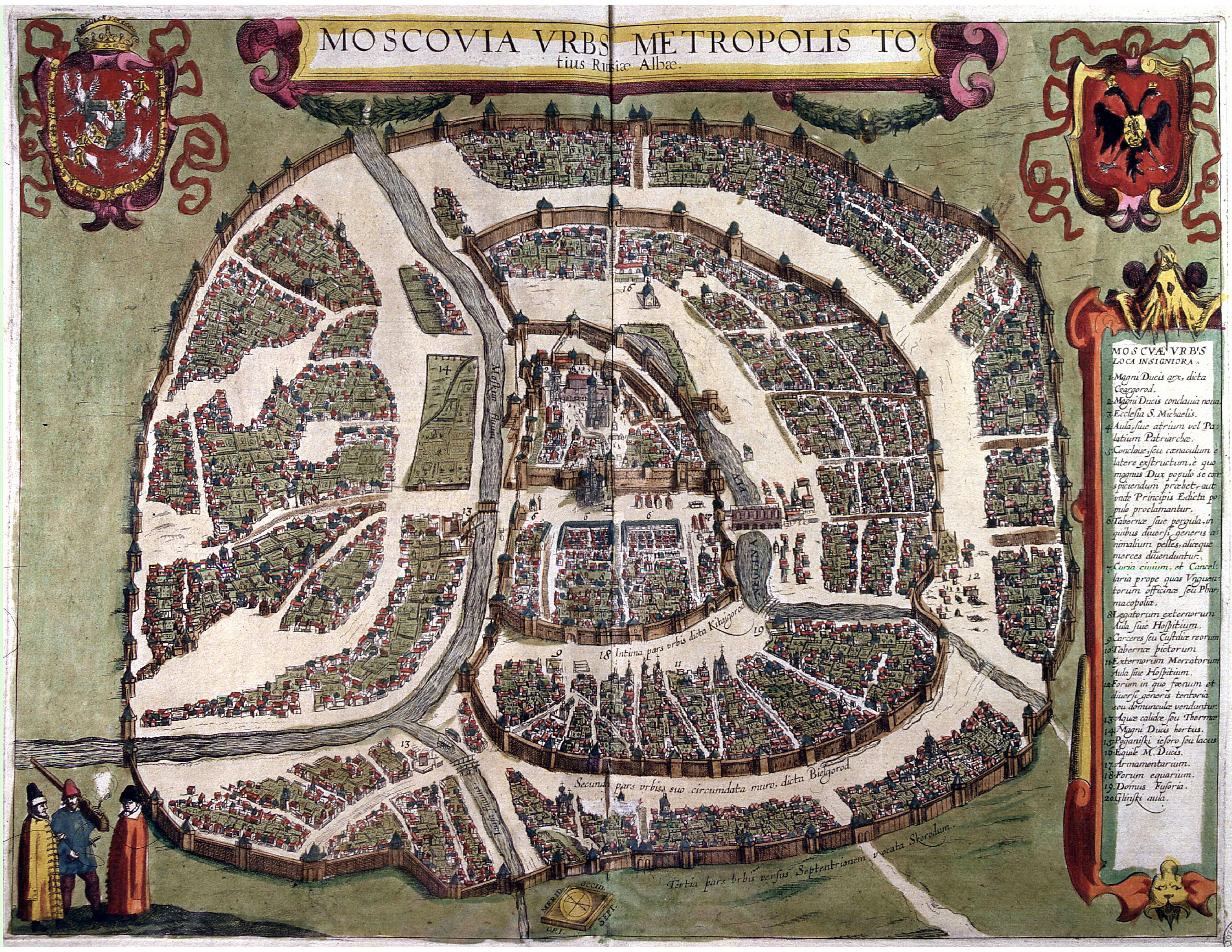
Сигизмундов план Москвы (1610 год), Москва — столица всей Белой Руссии (Moscovia urbs metropolis tutius Russiæ Albæ)

Название государства происходит от словосочетания «Белая Русь», известного с середины XIII века и употреблявшегося по отношению к различным регионам Руси. До конца XV века большинство упоминаний о «Белой Руси» (Alba Russia) происходит из Западной Европы и относится к территории Новгородской республики. По отношению к части современной территории Беларуси, а именно к подвинской земле (современная Витебская область), название «Белая Русь» впервые стало употребляться с середины XIV века. В XV—XVI веках термин также относился к Московскому государству.
Существует три основных версии происхождения названия «Белая Русь». По одной из них, население, проживавшее на территории нынешней Беларуси, носило одежду из светлой холщовой ткани. Вкупе со светлыми волосами и глазами это производило впечатление чистоты, света, поэтому данную часть Руси и назвали «Белой». По другой версии, до этой земли почти не доходили татаро-монгольские завоеватели и термин «Белая Русь» употреблялся в значении «свободная». По третьей версии, «Белой» эту территорию назвали из-за широкого распространения христианства по сравнению с языческой «Чёрной» Русью. С 1620-х годов термин начал закрепляться за восточными (подвинско-поднепровскими) землями Великого княжества Литовского. Для обозначения жителей Белой Руси в этот период употреблялся термин «белорусцы»; одновременно с ним продолжали использоваться политоним «литвины» и этноним «русины».
Первой административно-территориальной единицей, которая содержала в своём официальном названии термин «Беларусь», было Белорусское генерал-губернаторство (1796) в составе Российской империи. Идею создания самостоятельного государства (не государственных образований), которое имело бы титульное название «Беларусь», выдвинул в конце 1915 года Вацлав Ластовский. Первым государством, которое имело название «Беларусь», стала Белорусская Народная Республика (1918—1919). В 1919 году была образована Белорусская Советская Социалистическая Республика. 19 сентября 1991 года в связи с распадом СССР и образованием суверенного государства новым названием стало «Республика Беларусь». В начале XX века во время становления белорусского национального движения предлагались и другие варианты названия страны, например, Крывия. По сообщению этнографа Ефима Карского, название «Белоруссия» не было известно простонародью региона.

## Физико-географическая характеристика

### Географическое положение
Общая площадь Беларуси составляет 207,6 тыс. км² (84-е место по площади среди стран мира), из которых 202,9 тыс. км² приходятся на сушу. Она практически в два раза больше Болгарии, в три раза — Ирландии. Наиболее близкие по площади страны — Великобритания и Румыния. Беларусь занимает территорию, которая по своей форме напоминает пятиугольник. С севера на юг простирается на 560 км, с запада на восток — на 650 км. Глубина территории Беларуси составляет 220 км. Общая протяжённость государственной границы составляет 3617 км. Страна граничит с пятью государствами: Россией, Украиной, Польшей, Литвой и Латвией. Самый протяжённый участок границы с Россией — 1283 км. Немного короче граница с Украиной — 1084 км. На западе на протяжении 398 км Беларусь граничит с Польшей, на северо-западе — с Литвой (679 км) и Латвией (173 км).
Беларусь расположена в пределах умеренного географического пояса между 51 и 56° с. ш. Крайний северный пункт расположен в Верхнедвинском районе севернее озера Освейского, а южный — в Брагинском районе возле посёлка городского типа Комарин. Крайняя западная точка находится вблизи города Высокое Каменецкого района, восточная — недалеко от Хотимска. Географический центр страны находится около деревни Антоново Пуховичского района и имеет координаты 53°32′ с. ш. 28°03′ в. д.. По версии белорусских учёных, на территории страны находится географический центр Европы и расположен он недалеко от Полоцка, в котором установлен соответствующий памятный знак.

### Климат
Климат Беларуси — умеренно-континентальный, на западе — переходный от морского к континентальному, формирующийся под влиянием воздушных масс Атлантики. В зимний период нередки оттепели. Среднегодовые температуры воздуха постепенно повышаются с северо-востока на юго-запад от +5,5 до +8 °С. Самый холодный месяц — январь. В январе средняя температура воздуха понижается с юго-запада на северо-восток от −3 до −6 °С. Нередко зимой
температуры понижаются до −20 — −30 °С. Самая низкая температура за весь срок наблюдений в Беларуси (-42,2 °С) была отмечена на метеостанции Славное (Толочин) 17 января 1940 года. Температуры самого тёплого месяца (июля) повышаются с севера на юг. Разница температур значительно меньше, чем зимой. В северных районах температура воздуха в июле около +17,5 °С, в южных — около +19,5 °С. Абсолютные максимальные температуры воздуха составляют +35 — +38 °С, а самая высокая температура в Беларуси (+38,9 °С) была зафиксирована в Гомеле в 2010 году. Осенью и зимой на всей территории Беларуси относительная влажность воздуха превышает 80 %. Весной и летом из-за более высоких температур она понижается до 50-60 %, а в отдельные дни — даже до 30 %.
Количество осадков зависит от рельефа. Поэтому центральная и северная части Беларуси, где преобладают возвышенности, получают 650—700 мм осадков. Самое увлажнённое место страны — Новогрудская возвышенность. Здесь выпадает более 750 мм осадков в год. На низменностях южных районов количество осадков понижается до 550—600 мм. Наблюдаются значительные колебания осадков по годам. В засушливые годы выпадает всего около 300 мм, а в наиболее влажные — свыше 1100 мм.

### Внутренние воды

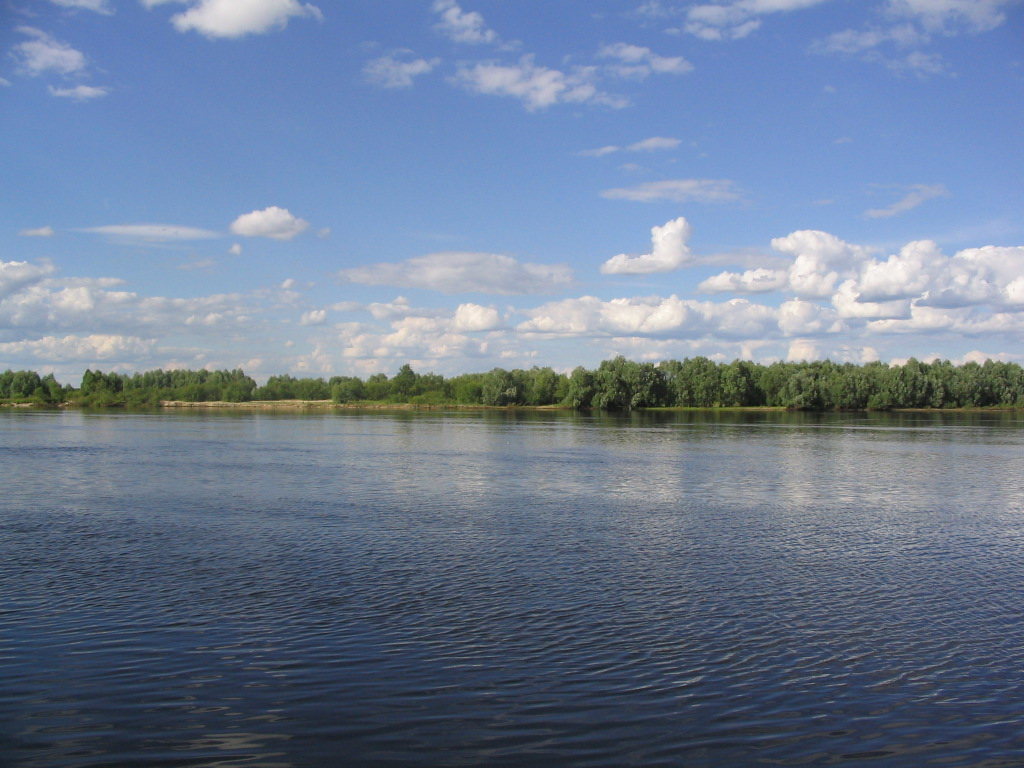
Река Припять близ Мозыря

Речная сеть включает около 20 800 рек и ручьёв общей длиной порядка 90 600 км. Только две реки в пределах страны имеют длину более 500 км: Днепр и его приток Березина. Около 58 % территории относится к бассейну Чёрного моря, а 42 % — Балтийского. Главные речные системы страны: Днепр с Березиной и Сожем, Припять, Западная Двина, Неман и Западный Буг. Наличие водораздела обусловило строительство судоходных каналов ещё в XVIII—XIX веках: Днепровско-Бугского, Огинского, Августовского, Березинской водной системы. Самый крупный и важный по хозяйственному значению — Днепровско-Бугский канал протяжённостью 196 км.
Отличительной чертой страны является большое количество озёр — более 10 тыс. Суммарная площадь водного зеркала озёр составляет 1600 км², а общий объём воды — около 7 км³. Самое крупное озеро Беларуси — Нарочь площадью водного зеркала 79,6 км². Самое глубокое озеро на территории страны — Долгое, достигающее в глубину 53,7 м. Многие озёра расположены близко друг к другу, связаны протоками и образуют озёрные группы. Наиболее известными среди них являются: Браславская группа, включающая более 30 озёр общей площадью 113 км²; Нарочанская группа из 14 озёр площадью около 100 км²; Ушачская группа из 60 озёр площадью около 75 км². В стране около 160 водохранилищ и свыше 1500 прудов.

### Рельеф и недра
Территория страны является частью Восточно-Европейской равнины. Геологическая история обусловила распространение в её пределах аккумулятивных равнин. Средняя абсолютная высота поверхности составляет 160 метров над уровнем моря. Равнины Беларуси делятся на три группы: волнистые равнины чередуются с холмистыми возвышенностями и плоскими низменностями. Наибольшее влияние на формирование рельефа страны оказали древние оледенения. Благодаря им образовалось около 80 % рельефа Беларуси. Накопление ледниковых отложений привело к образованию моренных равнин и конечно-моренных возвышенностей. Талые воды ледников наполняли пониженные участки, местами образовывали приледниковые озёра, а также формировали плоские и слабоволнистые низины и равнины.

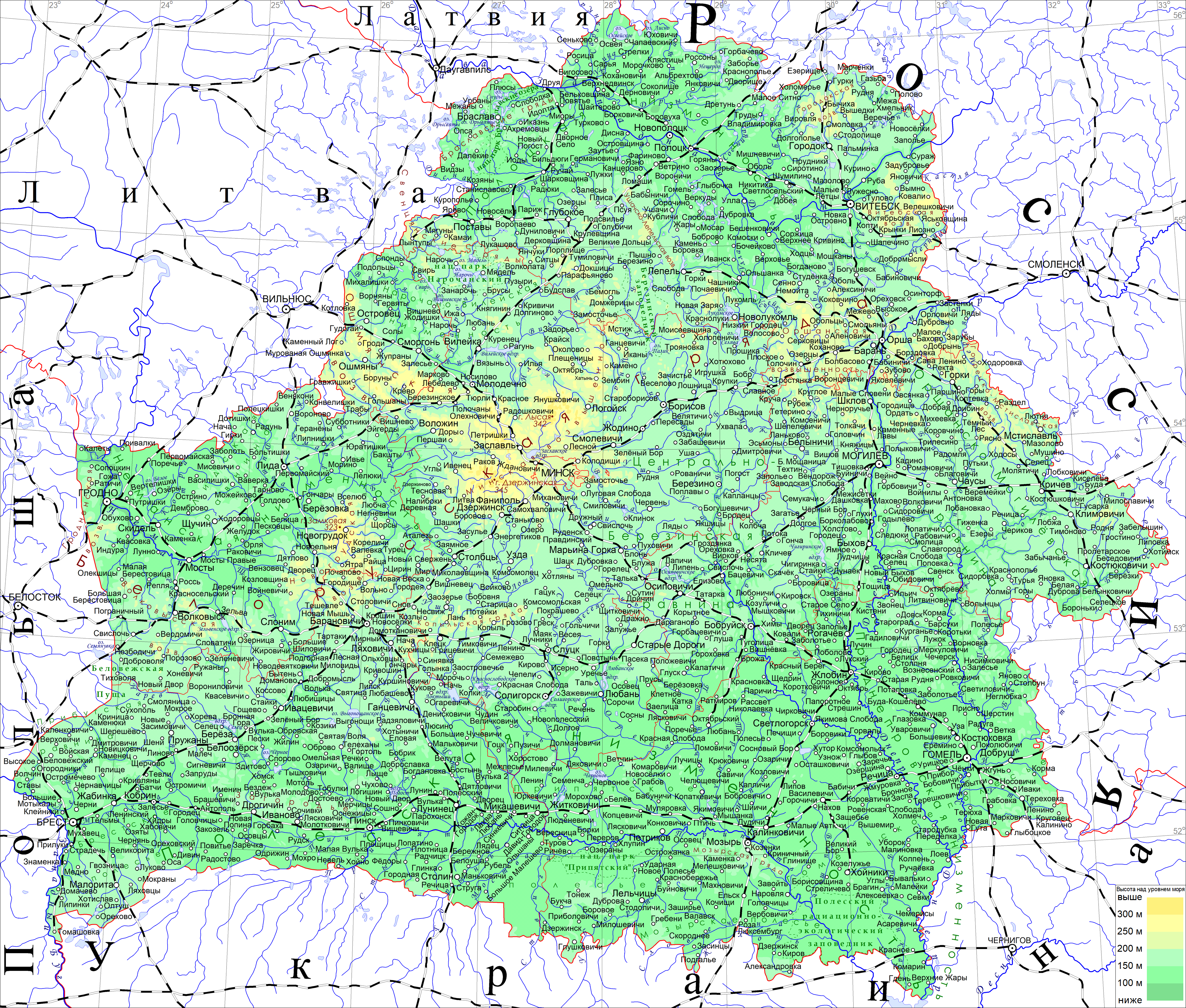
Физическая карта Беларуси

Возвышенности занимают немногим более пятой части территории страны. Особенно они характерны для центральных районов, где с запада на восток простирается Белорусская гряда. Преимущественно по ней проходит Главный европейский водораздел. Речными долинами Белорусская гряда расчленяется на отдельные возвышенности. Равнины с абсолютными высотами от 150 до 200 метров занимают около половины территории Беларуси. Расположены равнины между возвышенностями Белорусской гряды. Низменности же занимают около 30 % территории страны, в основном в долинах крупнейших рек. К ним относятся территории с абсолютными отметками высот от 80 до 150 метров. Шире они представлены на юге Беларуси, где расположены Полесская и Приднепровская низменности. В северных и центральных районах низменности чередуются с равнинами и возвышенностями. Крупнейшими из них являются Полоцкая и Неманская. Гора Дзержинская — наивысшая точка Беларуси.
Беларусь расположена в пределах западной части Восточно-Европейской платформы. Для неё характерна земная кора континентального типа мощностью в пределах 43—57 км. Платформа имеет двухъярусное строение: на кристаллическом фундаменте располагается осадочный чехол. Для Беларуси характерны медленные вертикальные движения, амплитуда которых не превышает двух сантиметров в год. Крупнейшими тектоническими структурами Беларуси являются Русская плита, Волыно-Азовская плита и Украинский щит. Центральную часть территории страны занимает Белорусская антеклиза, в пределах которой фундамент залегает на глубинах 20—100 метров от поверхности, склоны сложены мелководно-морскими, преимущественно карбонатными, отложениями палеозоя. На севере Белорусская антеклиза примыкает к пермско-мезозойской Польско-Литовской синеклизе. В южной части Беларуси в широтном направлении простирается заложенный в середине девонского периода Припятский прогиб, заполненный в основном соленосными отложениями верхнего девона. На северо-востоке располагается Оршанская впадина, выполненная верхнепротерозойскими ледниковыми и вулканическими комплексами. На крайнем западе страны — Подлясско-Брестская впадина, включающая верхнепалеозойские и мезозойские отложения. Мощность осадочного чехла во впадинах и прогибах достигает 1000—5000 метров. На территории Беларуси повсеместно распространены четвертичные ледниковые и озёрно-речные отложения (частично затронутые гляциодислокациями), перекрывающие более древние породы.
На территории страны разведаны крупные Старобинское и Петриковское месторождения калийной соли с запасами сырья в несколько миллиардов тонн и месторождения каменной соли с запасами сырья в несколько десятков миллиардов тонн. В Гомельской области известно несколько десятков небольших месторождений нефти, на которых ежегодно добывается чуть более 1,7 млн т нефти и незначительное количество природного газа. В долине Припяти известны месторождения бурого угля и горючих сланцев. Перспективы добычи сланцевого газа пока неясны. По всей территории республики располагаются богатые залежи торфа — известно около 7 тыс. торфяников. Известны два значительных, но глубоких месторождения железной руды и несколько небольших месторождений (рудопроявлений) самородной меди, медного колчедана, редкоземельных металлов, бериллия и урановых руд. Разрабатывается множество месторождений сырья для производства строительных материалов и источников пресной и минеральной воды.

### Почвы и растительность
Почвенный покров Беларуси включает 12 типов почв. Дерново-подзолистые почвы занимают около 37 % площади страны. Дерново-подзолистые заболоченные почвы занимают около 33 % сельскохозяйственных и лесных земель. На севере Беларуси они занимают более половины территории. Торфяно-болотные низинные и аллювиально-болотные почвы занимают более 12 % земель, формируются в понижениях с близким залеганием грунтовых вод. Около 9 % земель Беларуси занимают дерновые заболоченные почвы. Особенно они распространены на Полесье. Торфяно-болотные верховые и переходные почвы чаще встречаются на севере страны и приурочены к плоским водоразделам. Занимают около 4,5 % преимущественно лесных земель. В поймах Припяти, Днепра и других рек формируются пойменные дерновые заболоченные почвы, которые занимают около 3 % земель. Дерново-карбонатные почвы формируются на карбонатных породах. Характеризуются высоким содержанием гумуса (3—6 %). Это самые плодородные почвы страны, но встречаются они редко. Их доля составляет всего 0,02 % от общей площади земель.
Распределение почвообразующих пород Беларуси
 Супесчаные, подстилаемые суглинком (23,4 %) Супесчаные (21,8 %) Суглинистые, подстилаемые песками (19,3 %) Песчаные (18,8 %) Торфяные (11,7 %) Другие (5 %)
Почвообразующие породы страны представлены глинистыми, суглинистыми, супесчаными, песчаными и торфяными. Глинистые породы встречаются в основном на севере Беларуси, суглинистые — на возвышенностях и моренных равнинах центральных и северных районов. Супеси (около 45 % пород) и пески чаще встречаются на равнинах южной и центральной части страны. Наиболее крупные массивы торфяных пород — в Полесье. Свыше 1/3 территории Беларуси занимают болота и избыточно увлажнённые земли, особенно распространённые в Полесской, Приднепровской и других низменностях.
Растительный мир насчитывает около 12 тыс. видов живых организмов, относящихся к царствам растений, протистов и грибов. Среди них более 4100 видов грибов, более 4000 видов сосудистых растений, более 2300 видов водорослей и более 1100 видов лишайников и мхов. В составе флоры встречаются тундровые (морошка, багульник), степные (тимофеевка степная, лён жёлтый) и полупустынные виды (полевичка малая). В Беларуси сохранились и реликтовые растения, среди них — пихта белая, орех водяной, кувшинка малая, рододендрон жёлтый.
По состоянию на 1 января 2023 года леса занимают около 8335,3 тыс. га территории страны. Средняя лесистость составляет 40,1 %. Больше всего лесов на Полесье, Полоцкой низменности, на Центральноберезинской равнине, лесистость в данных регионах превышает 50 %. На Минской возвышенности, Копыльской гряде, Оршанско-Могилёвской равнине с плодородными суглинистыми почвами лесистость понижается до 20 %. По административным районам показатель лесистости колеблется от 11 % в Несвижском районе до 72 % — в Россонском. Хвойные леса занимают около 65 % лесопокрытой площади и представлены сосняками и ельниками. Самая распространённая порода в лесах Беларуси — сосна (более половины площади лесов). Ельники чаще встречаются на севере страны и занимают около 9 % площади лесов. На юге Беларуси еловые леса отсутствуют. Мелколиственные леса занимают около 30 % лесопокрытой площади. Среди них преобладают вторичные леса, которые появились на месте вырубленных хвойных или широколиственных лесов. Представлены преимущественно берёзой, ольхой и осиной. Березняки занимают около 23 % площади лесов. На заболоченных территориях Полесья произрастают коренные леса из берёзы пушистой и чёрной ольхи. В целом ольховые леса занимают около 9 % площади лесов. Широколиственные леса занимают менее 5 % лесопокрытой площади. Самой распространённой породой является дуб. Дубравы представлены по всей территории, однако чаще на Полесье.

### Животный мир

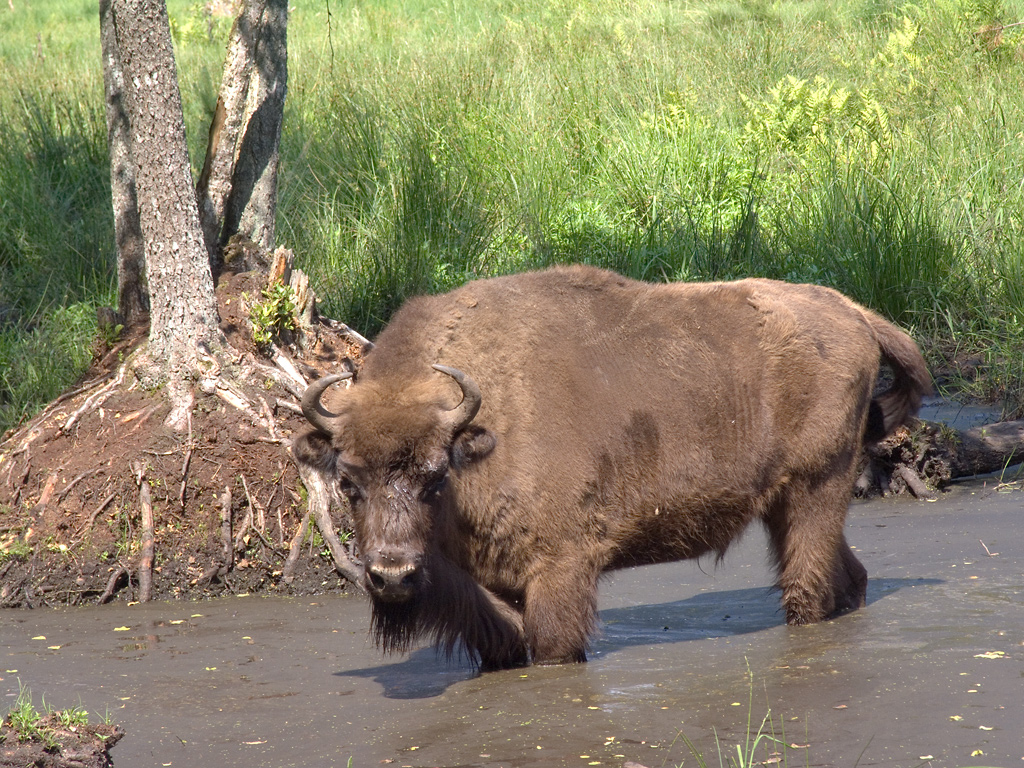
Европейский зубр

Фауна Беларуси насчитывает более 460 видов позвоночных животных и более 30 тыс. видов беспозвоночных. Фауна млекопитающих включает 80 видов, среди которых преобладают грызуны и хищники. Самая разнообразная фауна птиц — более 320 видов, из них почти 230 видов гнездятся на территории страны. В животном мире 20 видов земноводных и пресмыкающихся, 68 видов рыб.
Основу животного мира страны составляют млекопитающие и птицы лесной зоны. Среди них животные таёжной фауны: бурый медведь, белка, лось, рябчик, глухарь и др. Более разнообразна фауна широколиственного леса: зубр, косуля, кабан, куница лесная, дятел, соловей и др. Изредка встречаются представители фауны тундры (белая куропатка) и степей (хомяк обыкновенный, заяц русак, жаворонок и др.). Животный мир изменяется под воздействием хозяйственной деятельности. За последние 300—400 лет исчезло более 20 видов позвоночных: тур, лесной тарпан, соболь, лань, лесной кот и др. Больше не встречаются такие птицы, как розовый пеликан, дрофа. В результате строительства плотин в реках исчезло более 10 видов рыб, среди которых белуга, русский осётр, лосось, кумжа. Среди птиц — кукушка, соловей, щегол, тетерев, сова, ястреб, орлан-белохвост и др. В Беловежской пуще живёт самый крупный представитель млекопитающих белорусских лесов — зубр.

### Состояние окружающей среды и особо охраняемые территории
Города страны сильно загрязнены, особенно промышленные центры, такие как Солигорск и Новополоцк. Это обусловлено, в основном, развитием тяжёлой промышленности. Ещё одна важная проблема — бытовые и промышленные отходы. Ежегодно образуется более 30 миллионов тонн отходов, из которых бытовые отходы составляют 3 миллиона тонн. Каждый год объём увеличивается на 20 %. Существующие станции по переработке отходов способны перерабатывать только 12 % бытовых отходов. Сточные воды — главная причина загрязнения внутренних вод. Большинство рек загрязнены азотом и фосфорными соединениями ниже или выше максимально допустимого значения.

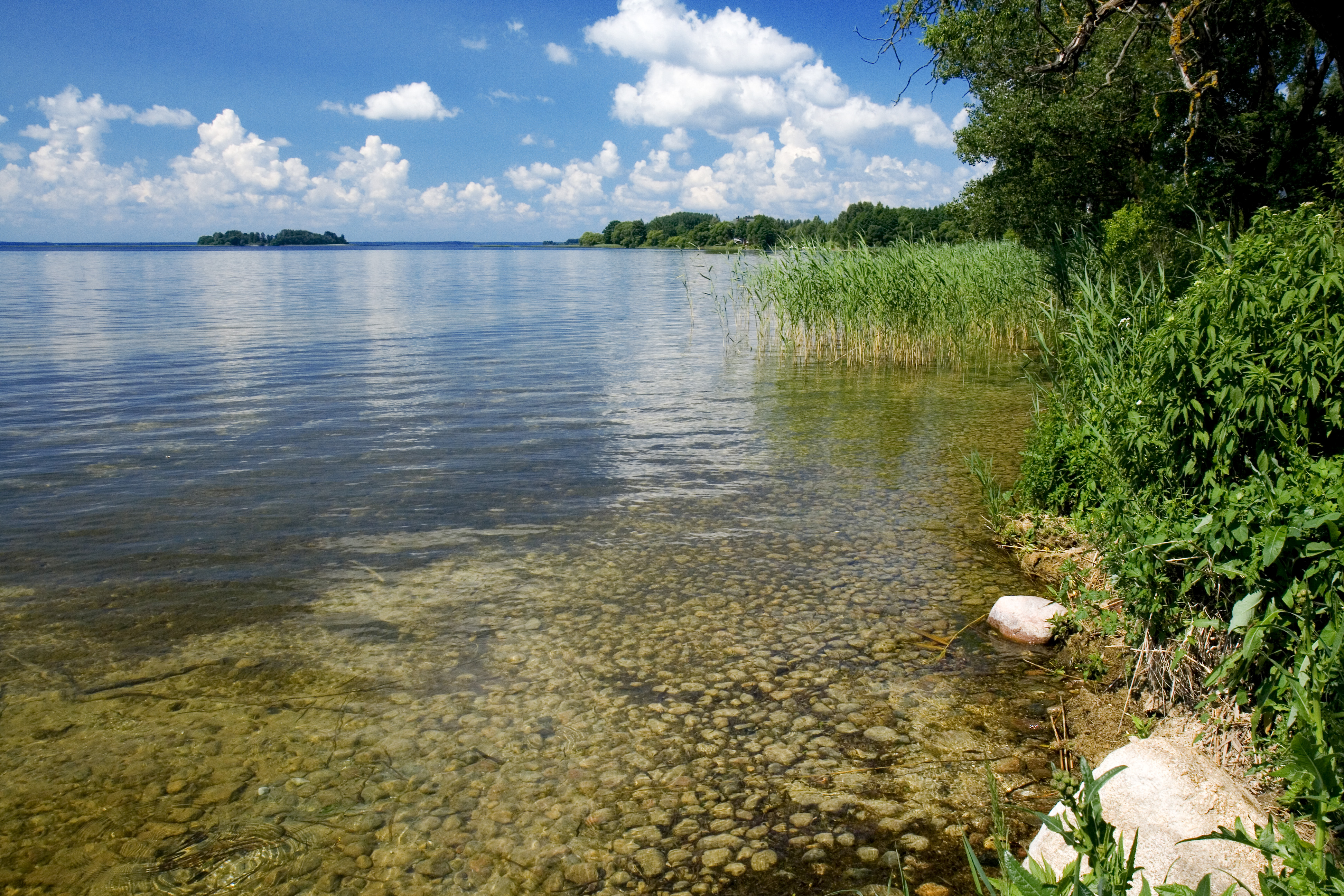
Нарочанский национальный парк

По состоянию на январь 2023 года в Реестре административно-территориальных единиц содержатся сведения о 1226 особо охраняемых природных территориях, в том числе:
- 4 национальных парках (Беловежская Пуща, Браславские озера, Припятский, Нарочанский);
- 2 заповедниках (Березинский биосферный и Полесский государственный радиационно-экологический);
- 101 заказнике республиканского значения;
- 15 заказниках областного значения;
- 400 заказниках районного значения;
- 259 памятниках природы республиканского значения;
- 24 памятниках природы областного значения;
- 421 памятнике природы районного значения.

Беларусь сильнее других стран пострадала от последствий аварии на Чернобыльской АЭС. Направление ветра в первые дни и недели после аварии обусловило то, что из всего объёма цезия-137, выпавшего на Европейском континенте, около 70 % пришлось на территорию Беларуси. Учитывая тяжесть и масштабность поражения страны в результате аварии, в июле 1991 года территория Беларуси была объявлена зоной экологического бедствия. Особенно пострадали Гомельская и Могилёвская области. Вместе с тем, вред окружающей среде республики от последствий катастрофы к началу 2010-х годов в значительной мере преодолён: значительно сократилось число населённых пунктов в зоне загрязнения и численность населения в них. По состоянию на 1 января 2023 года площадь загрязнения составляет 12,3 % от всей территории страны. В перечне населённых пунктов и объектов, находящихся в зонах радиоактивного загрязнения, числится 2022 населённых пункта (в 2014 году — 2393), в которых в 2023 году проживало 945,1 тыс. человек (в 2014 году — 1852,9 тыс.), в том числе 189 тыс. детей. Планируется, что последний населённый пункт «выйдет» из зоны загрязнения к 2090 году.

## История

### Доисторическая эпоха
Первые попытки проникновения первобытного человека на территорию Европы датируются примерно 40—35 тыс. лет назад. Люди приспособились к жизни в очень холодном климате, обусловленном нахождением на территории Беларуси ледника. Кроманьонцы начали расселяться на юге Беларуси. Самые древние поселения людей найдены археологами на берегах рек Припять и Сож возле деревень Юровичи и Бердыж в Гомельской области. Они существовали примерно 24—21 тыс. лет до н. э. Здесь найдены остатки кострищ, орудия труда из кремня, а также кости и черепа мамонтов, которые использовались для строительства жилья. После отхода последнего ледника (примерно 14 тыс. лет до н. э.) наступило потепление. Территория Беларуси покрылась реками и озёрами, лесами, была заселена мелкими лесными животными (мамонты и другие крупные животные исчезли).
Во время бронзового века на территорию Беларуси стали постепенно проникать индоевропейцы.
Балтские племена на границе 3-го и 2-го тысячелетий до н. э. начали постепенно осваивать территорию Беларуси.

### Расселение славян
Формирование первых политических объединений на белорусских землях относят к VI—IX векам. Этот процесс тесно связан с расселением славян. Древнерусские летописи сообщают о переселении части племён белых хорватов, сербов и хорутан, теснимых врагами на север из центральной Европы, пришедших в VI—VII веках и осевших на территории Беларуси. В результате слияния культур пришлых славян и местных балтов возникли союзы племён, среди них — кривичи, дреговичи, радимичи. Примерно с X века кривичи и дреговичи начали заселение Понеманья, где жили племена ятвягов и литвы (вдоль Немана). Однако ассимиляция балтов здесь происходила медленно, и эта территория оставалась смешанной балто-славянской зоной. Общественные отношения восточных славян регулировались в составе соседской общины, которая окончательно сложилась на территории Беларуси в VIII веке. Хозяйственная жизнь восточных славян характеризовалась также началом возникновения городов как центров ремёсел и торговли.

### Древнерусское государство

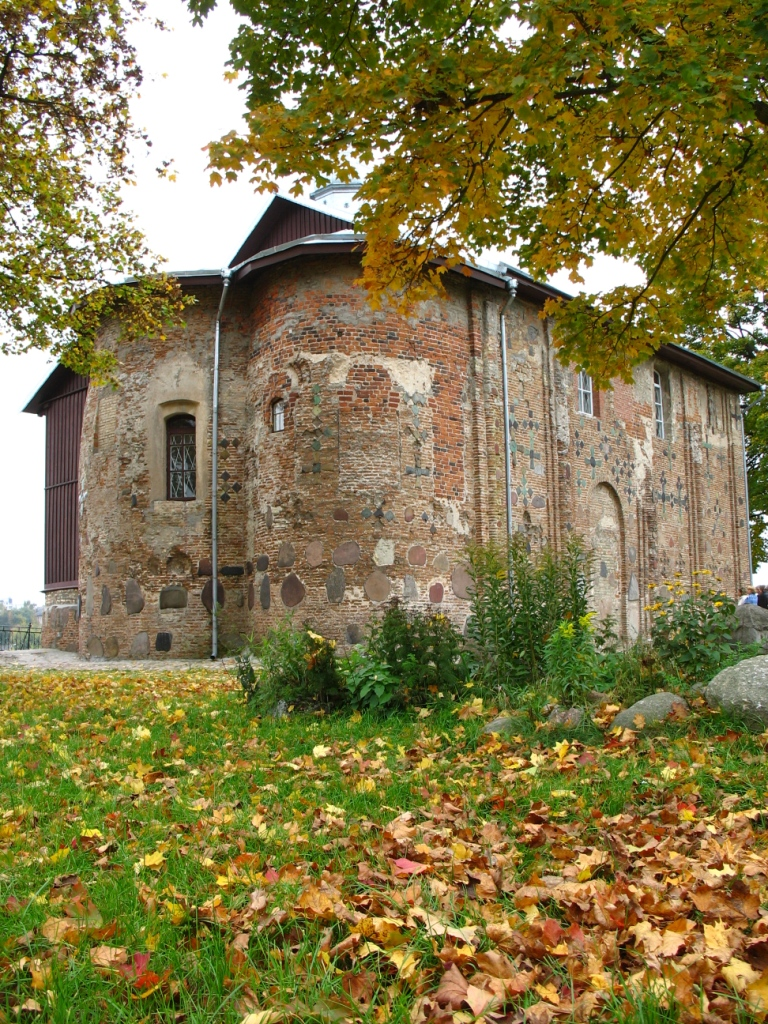
Коложская церковь — единственный сохранившийся памятник городенского зодчества XII века.

К концу IX века относят появление государства Рюриковичей, известного как Древнерусское государство или Киевская Русь. Важная роль в формировании государства принадлежит торговому пути «по Днепру», часть которого проходила и по территории современной Беларуси. Правителями Руси велась жестокая борьба с местными племенными княжескими династиями, предпринимались неоднократные военные походы. В 872 году произошёл поход Аскольда на полочан. Летописи сообщают, конце X века в Полоцке правил Рогволод, а в Турове — Тур. Восточнославянские земли были объединены новгородским князем Владимиром только в самом конце X века. Его дружина подчинила Полоцк, Туров, Смоленск, Киев. Включённые в состав государства Владимира земли постепенно получили себе князей-наместников из числа его сыновей. Около 988 года было совершено крещение Руси, уже в 992 году была основана епархия в Полоцке, а в 1005 — в Турове.
К середине XII века Киевская Русь фактически распалась на полтора десятка отдельных княжеств, вступив в череду междуусобных войн, продолжавшихся более века, вплоть до монгольского нашествия.

#### Полоцкое княжество
Наиболее известным полоцким князем был Всеслав, при нём, в XI веке Полоцкое княжество вышло из зависимости от Киева. После его смерти государство распалось на ряд удельных княжеств-волостей. Первым выделилось Менское княжество, во главе которого стал князь Глеб. Контроль над Полоцком и верховный титул князя полоцкого перешли к Рогволоду. Другие сыновья Всеслава Брячиславича получили Друцк, Лукомль и Витебск. К 1180-м годам контроль над Полоцком переходил от минских князей Глебовичей к витебским князьям Васильковичам. Полоцкое княжество постепенно слабело, некоторые его части попали под власть Смоленска. В конце XII — начале XIII веков полоцкие князья вынуждены были вступить в борьбу с немецкими рыцарями в Подвинье. В более позднее время развернулась борьба за Полоцк со смоленскими князьями. Последние взяли под свой контроль торговые отношения с немецкими купцами. В 1229 году был подписан договор между Смоленском, Полоцком, Витебском с Ригой и Готландом о свободной торговле на Двине и Балтийском море.

#### Туровское княжество
С начала X века туровский княжеский престол переходил под контроль киевского князя или его сына. В первой половине XII века княжество перешло к роду Мономаха. В 1157 году туровским князем стал правнук Владимира Мономаха Юрий Ярославич. Так появилась отдельная династия турово-пинских князей. Туровское княжество вскоре распалось на уделы. Сыновья Юрия Ярославича получили Пинск, Городец, Клецк. В середине XIII века часть Туровской земли попала под власть галицко-волынских князей, а главный город был разрушен монголами и потерял своё политическое значение.

#### Монгольское нашествие на Русь
В 1237—1241 годах, в результате монгольского нашествия большинство княжеств Киевской Руси, либо исчезли, либо попали в зависимость от Орды. Однако, на территории Беларуси несколько княжеств, включая Полоцкое княжество, избежали разгрома.

### В Великом княжестве Литовском

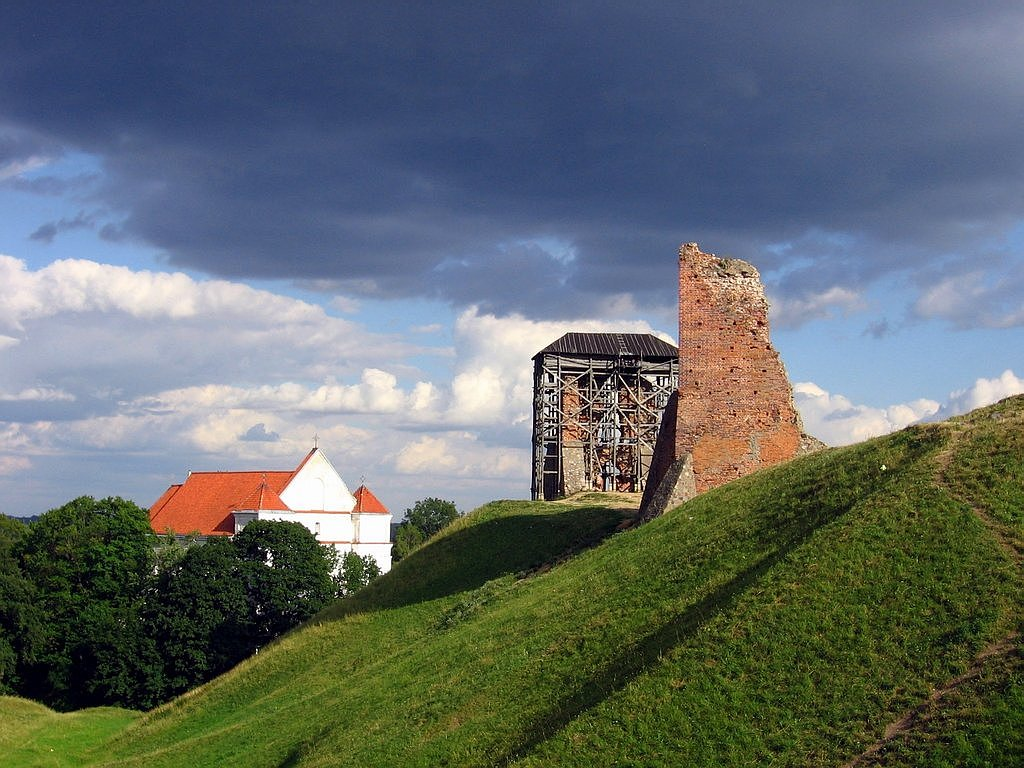
Руины замка в Новогрудке

В 1240-х годах в результате подчинения ряда литовских и русских земель князем Миндовгом возникло Великое княжество Литовское. Его образование происходило в сложных военно-политических условиях: с востока и юга нависала угроза со стороны монголов, с запада — крестоносцев. В 1251 году Миндовг принял крещение, а через два года — королевскую корону, таким образом государство получило признание в качестве полноправного европейского королевства. После разгрома крестоносцев в битве при Дурбе в 1260 году Миндовг порвал с христианской верой, вернувшись к язычеству, и возобновил борьбу с Тевтонским и Ливонским орденами. При сыне Миндовга князе Войшелке границы княжества расширились. Белорусские земли присоединялись преимущественно на добровольно-договорной основе.
При князе Гедимине в 1316—1341 годах в состав ВКЛ вошла большая часть белорусских земель. Его территория увеличилась почти в три раза. Это почти 80 % современной территории Беларуси. Принцип государственного правления при Гедимине стал следующим: «не трогать старины, не вводить новизны». Это означало уважительное отношение к землям феодалов и сохранение исторических традиций населения ВКЛ, преемственность в политической и общественной жизни.
Политическое развитие ВКЛ в 1345—1377 годах связано с деятельностью князя Ольгерда. В 1362 году он разбил Крымскую орду на реке Синие Воды, ордынцы были вытеснены из украинских земель. В результате правления Ольгерда общая территория ВКЛ увеличилась вдвое. После смерти Ольгерда усилилась борьба за княжение. Великим князем литовским стал Ягайло (1377—1392) — старший сын от второго брака Ольгерда с тверской княжной. Начало его княжения характеризовалось междоусобными войнами.

#### После Кревской унии

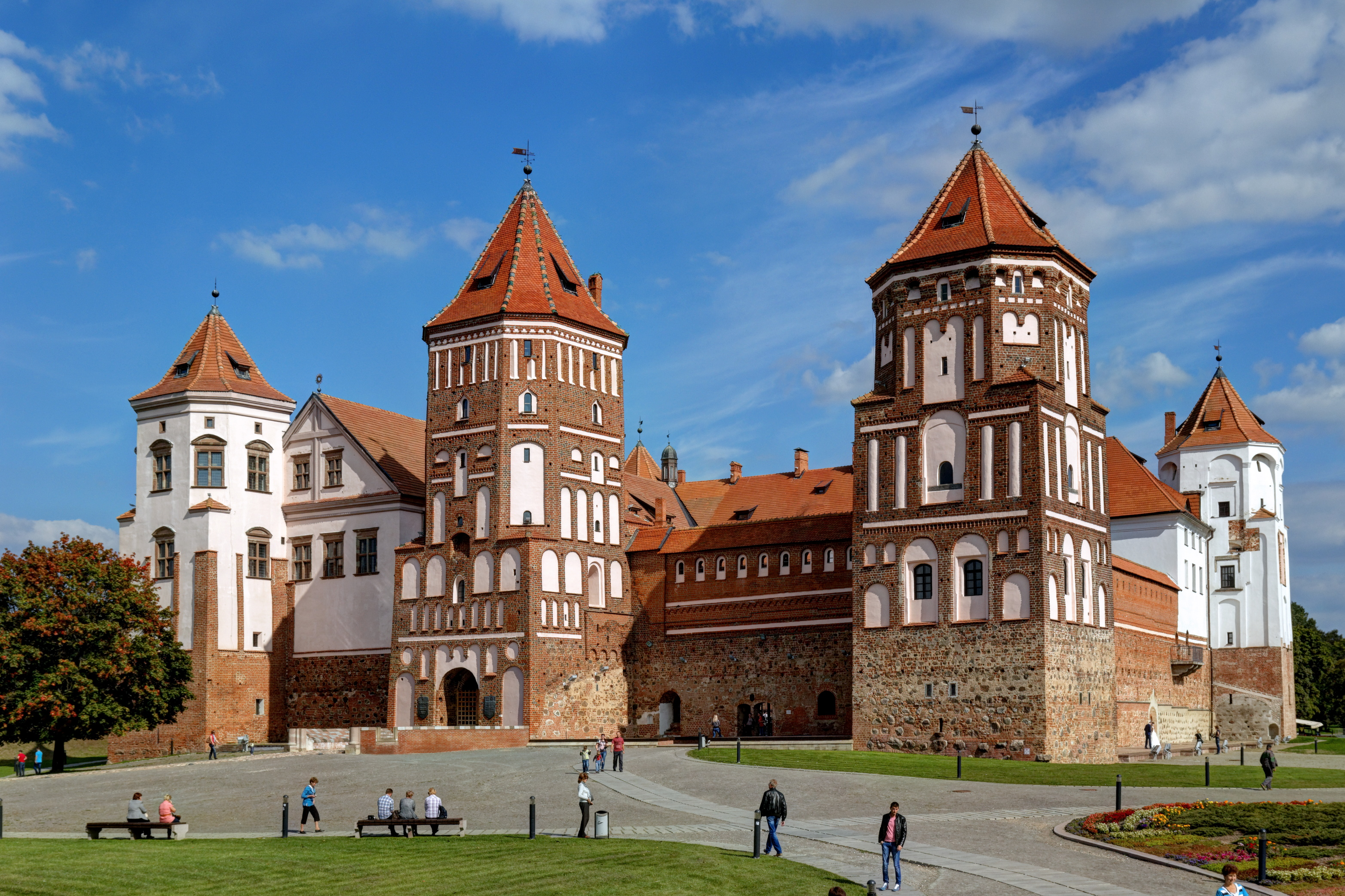
Мирский замок

В 1385 году была заключена Кревская уния, по которой великий князь литовский Ягайло становился также и королём польским, обязавшись при этом крестить остававшиеся языческими литовские земли. Не сумев удержать власть в Литве, Ягайло уступил её своему двоюродному брату Витовту. В условиях нарастания угрозы со стороны Тевтонского ордена польский король Ягайло и великий князь литовский Витовт приняли решение о войне с крестоносцами. Во время этой войны 15 июля 1410 года состоялась одна из крупнейших битв Средневековья — Грюнвальдская битва. В 1411 году «Великая война» закончилась Торуньским миром.
Впоследствии Витовт стремился разорвать свои зависимые отношения с Ягайло. С этой целью на съезде феодалов Польши и ВКЛ, который прошёл в 1413 году, была подписана Городельская уния. По условиям унии сохранялась самостоятельность ВКЛ. В то же время усиливались позиции феодалов ВКЛ католического вероисповедания. Внутриполитические противоречия в ВКЛ обострились, когда великим князем литовским стал Свидригайло, главной опорой которого были феодалы православного вероисповедания, что привело к феодальной войне в 1432—1439 годах, завершившейся победой великого князя Сигизмунда, заручившегося поддержкой феодалов-католиков.
Княжение Казимира и его сына Александра Казимировича (1492—1506), представлявших династию Ягеллонов, которая пришла на смену династии Гедиминовичей, отмечено изменениями в управлении ВКЛ. Изменения в государственном строе нашли отражение в законодательстве ВКЛ. В 1468 году при Казимире вышел первый сборник законов ВКЛ, который получил название Судебник. В 1529 году все изданные ранее великими князьями привилеи и законы, государственные постановления были записаны в одну книгу — Статут Великого княжества Литовского. XVI век вошёл в историю как золотой век ВКЛ, что было связано с княжением великого князя Сигизмунда I Старого (1506—1548), который содействовал укреплению веротерпимости в государстве, чтобы покончить с неравноправием православной знати ВКЛ в сравнении с феодалами-католиками.

#### В Речи Посполитой

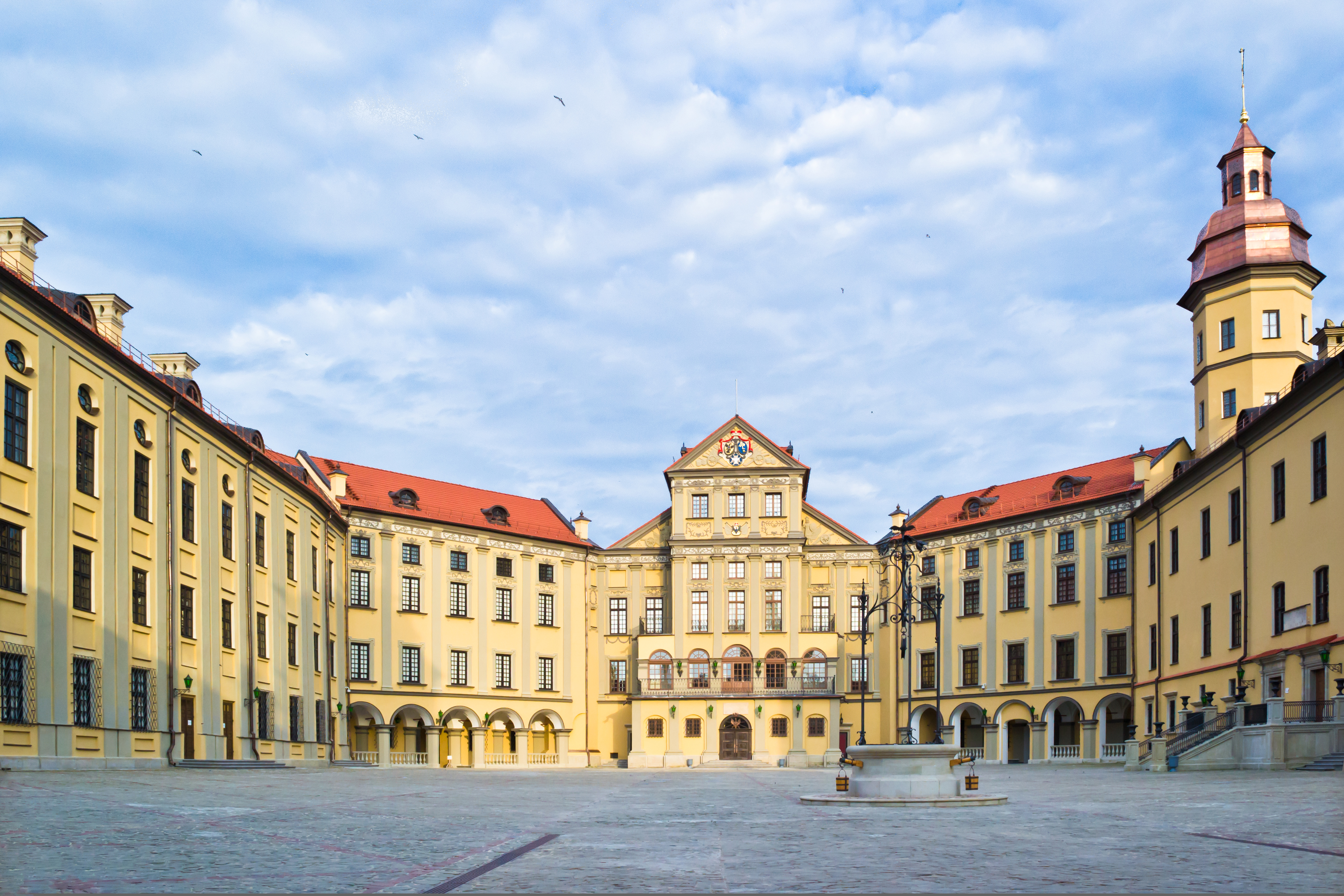
Несвижский замок

В 1569 году, в ходе Ливонской войны, Великое княжество Литовское вынуждено было пойти на заключение Люблинской унии с Польским королевством. В результате унии было создано федеративное государство, известное как Речь Посполитая. При этом Великое княжество Литовское, утратив часть территории, не ликвидировалось и сохраняло некоторую самостоятельность. Усилились процессы полонизации местной элиты, постепенно перенимавшей польский язык и культуру. В 1697 году языком делопроизводства окончательно стал польский, сменивший официально использовавшийся до этого западнорусский язык, именуемый в белорусской историографии как старобелорусский.
В XVI веке ВКЛ, как и многие другие европейские государства, охватила реформация. Наиболее ярким представителем реформационного движения Беларуси стал представитель магнатского рода Николай Радзивилл Чёрный (1515—1565). Его авторитет повлиял на массовый переход шляхты в протестантизм. Направления в Реформации на территории Беларуси были представлены кальвинизмом и арианством. Во второй половине XVI века началась Контрреформация — религиозно-политическое движение против Реформации. Главными её проводниками стали иезуиты — члены Общества Иисуса, стремившиеся через расширение образования закрепить позиции католической церкви.
Государственной религией Речи Посполитой был католицизм, большинство же населения современных белорусских территорий оставались православными. В 1596 году была заключена Брестская церковная уния, в результате которой большинство православных иерархов Великого княжества Литовского признало власть папы римского и католические догматы с условием сохранения православной обрядности. После принятия унии православная церковь на территории ВКЛ была запрещена, а её приходы стали униатскими. Хотя уния вызывала активное сопротивление многих православных, к концу XVIII века большинство жителей современной территории Беларуси были униатами, представители же высшего сословия в большинстве своём были католиками.
В XVII—XVIII веках, в результате череды войн с соседями, несовершенством государственного устройства, отсутствием реформ, всевластием шляхты, слабостью королевской власти, Речь Посполитая постепенно слабела попав в итоге, первой половине XVIII века в политическую зависимость к Российской империи, что привело к разделам государства между Россией, Пруссией и Австрией. Документ о первом разделе Речи Посполитой был подписан в 1772 году в Санкт-Петербурге.
Попыткой реформирования Речи Посполитой стало принятие Конституции Речи Посполитой 3 мая 1791 года, согласно которой Великое княжество Литовское прекратило существование. Конституция стала второй в мире после Конституции США (1787) и первой в Европе. Поскольку Конституция отменила многие шляхетские вольности, это привело к недовольству части шляхты и магнатов, которые объединились в Тарговицкую конфедерацию и попросили поддержки у Екатерины II. В 1793 году почти 100-тысячное российское войско направилось в Украину и белорусские земли, что означало второй раздел Речи Посполитой. Последней попыткой сохранить суверенность Речи Посполитой в границах 1772 года стало восстание 1794 года, проходившее под лозунгом «Свобода, целостность, независимость». Руководителем восстания стал Андрей Тадеуш Бонавентура Костюшко. В ВКЛ во главе восстания был полковник Якуб Ясинский. К отрядам повстанцев потянулись косинеры. На территории Беларуси они составляли до одной трети от количества повстанцев. Однако достигнуть массовой поддержки населения руководителям восстания не удалось. Оно было подавлено российскими войсками. В 1795 году было подписано соглашение о третьем разделе Речи Посполитой, в результате которого Речь Посполитая прекратила существование, а территория Великого княжества Литовского вошла в состав Российской империи.

### В Российской империи

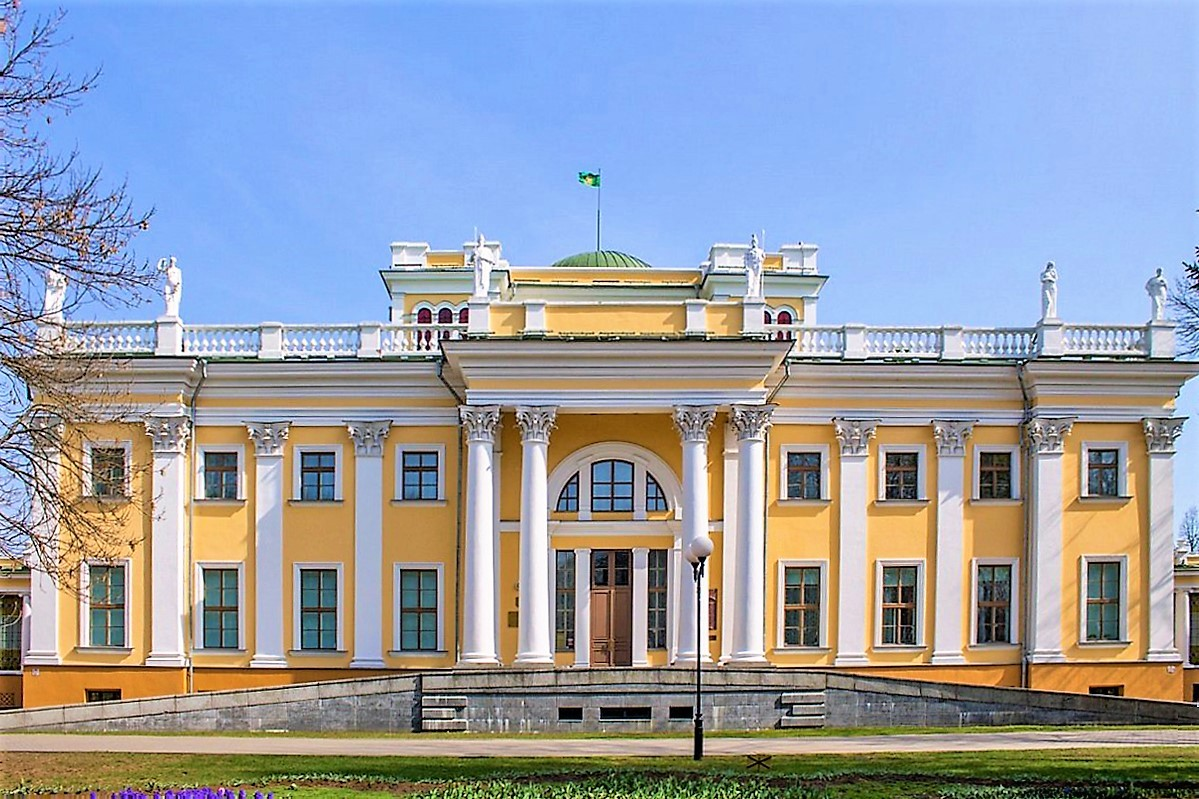
Дворец Румянцевых — Паскевичей в Гомеле

Земли Великого княжества Литовского вошли в Российскую империю в качестве шести губерний Белорусского генерал-губернаторства и Литовского генерал-губернаторства, которые иногда неформально называли Северо-Западный край. Царской властью проводилась сословная политика, направленная на усмирение шляхты. Некоторая часть шляхты попала под так называемый «разбор» шляхты — проверку документов о дворянском происхождении, в результате которой была исключена из дворянского сословия и переведена в состав государственных крестьян и мещан. В отношении городских жителей отменялось магдебургское право. Царской властью были приняты законы, ограничивающие права евреев. Для еврейского населения в 1794 году определялась черта еврейской оседлости, которая охватила белорусские и часть украинских губерний. Для крестьян была введена рекрутская повинность.
В 1811 году Михал Клеофас Огинский предложил российскому императору Александру I проект воссоздания ВКЛ. Однако проект не был принят, а сторонники идеи воссоздания ВКЛ в условиях войны поддержали французскую армию. Приказом Наполеона было создано Временное правительство ВКЛ. Боевые действия на территории Беларуси начались в июне 1812 года. Первоначально Наполеон планировал разгромить российские армии в приграничных боях, обосноваться в Вильне и заставить российского императора Александра I пойти на заключение мира. Однако этот план не осуществился. Российские армии, отступив, объединились под Смоленском. Осенью 1812 года, под командованием Михаила Кутузова началось изгнание французов. Во время отступления французской армии боевые действия второй раз прокатились по территории Беларуси. В ноябре 1812 года решающая битва произошла на реке Березине (под Борисовом). Французская армия была разбита. При сравнении итогов двух ревизий — довоенной 1811 года и послевоенной 1815 года — отмечено снижение численности населения на белорусских землях на 6 %.
Проявлением общественно-политического движения стали образование и деятельность тайных организаций, которые были представлены шляхетской интеллигенцией и студенческой молодёжью. В 1817 году по инициативе студентов Виленского университета — Адама Мицкевича, Томаша Зана, Яна Чечота — было образовано Общество филоматов. В 1820 году возникла более массовая организация — Общество филаретов. Наряду с расширением образования его приверженцы пропагандировали идеи равенства и свободы вплоть до ликвидации крепостного права и предоставления народам независимого существования. Царская власть увидела в деятельности филоматов и филаретов угрозу и запретила её. Проводились аресты представителей обществ. После польского восстания 1830 года, охватившего в том числе западную часть современной территории Беларуси, российские власти начали проводить политику русификации края с целью упразднения польского влияния. В 1839 году униатская церковь в Российской империи была ликвидирована. В 1840 году было отменено действие Статута Великого княжества Литовского. Восстание 1863—1864 годов стало продолжением борьбы за возрождение государственности на землях бывшей Речи Посполитой. Основными участниками восстания стала шляхта, требовавшая возобновления государственности в границах Речи Посполитой 1772 года. Часть крупных помещиков стремилась возродить Речь Посполитую ненасильственными средствами. Приверженцы этой тактики получили название «белые». Мелкая и безземельная шляхта, мещане, интеллигенция, частично крестьяне составляли политическое направление, получившее название «красные». Некоторая их часть стремилась возобновить государственность Речи Посполитой через общенародное восстание. Расхождения участников восстания во взглядах отразились на ходе и результате восстания. Осенью 1863 года вооружённая борьба в Беларуси была практически подавлена.

Белорусский язык в Российской империи по переписи 1897 года

Всероссийская перепись населения Российской империи 1897 года выявила преобладание белорусского языка практически на всей территории современной Республики Беларусь, за исключением территорий Брестского и Кобринского уездов, в которых преобладал украинский язык. Белорусскоязычные также являлись самой многочисленной языковой группой в Суражском, Краснинском, Велижском и Невельском уездах, территории которых сегодня являются частью России, Виленском уезде, территории которого сегодня являются частью Литвы, и Сокольском уезде, территории которого сегодня являются частью Польши.
Основные события революции 1905—1907 годов в Беларуси были прежде всего отмечены выступлениями солидарности в связи с событиями «Кровавого воскресенья» 9 января 1905 года на Дворцовой площади в Санкт-Петербурге. 17 апреля 1905 года был издан указа Николая II об «укреплении начал веротерпимости». Православные подданные Российской империи получили право менять вероисповедание. В Минске при попустительстве местной власти 18 октября 1905 года был расстрелян многолюдный митинг. Это событие получило название «Курловский расстрел». Митинг был расстрелян также и в Витебске. В декабре 1905 года царь объявил о проведении выборов в I Государственную думу, большинство в которой завоевали «кадеты». Депутаты от национальных окраин образовали свою группу — автономистов. В неё вошла едва не половина депутатов всей Беларуси. В июне 1906 года указом царя I Дума была распущена. Большинство мест во II Думе от Беларуси получили представители Русского окраинного союза. В условиях усталости и разочарования широких масс в результатах долгой и протяжённой борьбы Николай II 3 июня 1907 года подписал указ о роспуске Думы, нарушив этим Манифест 17 октября 1905 года, по условиям которого Государственная дума наделялась законодательными полномочиями.

#### Во время Первой мировой войны

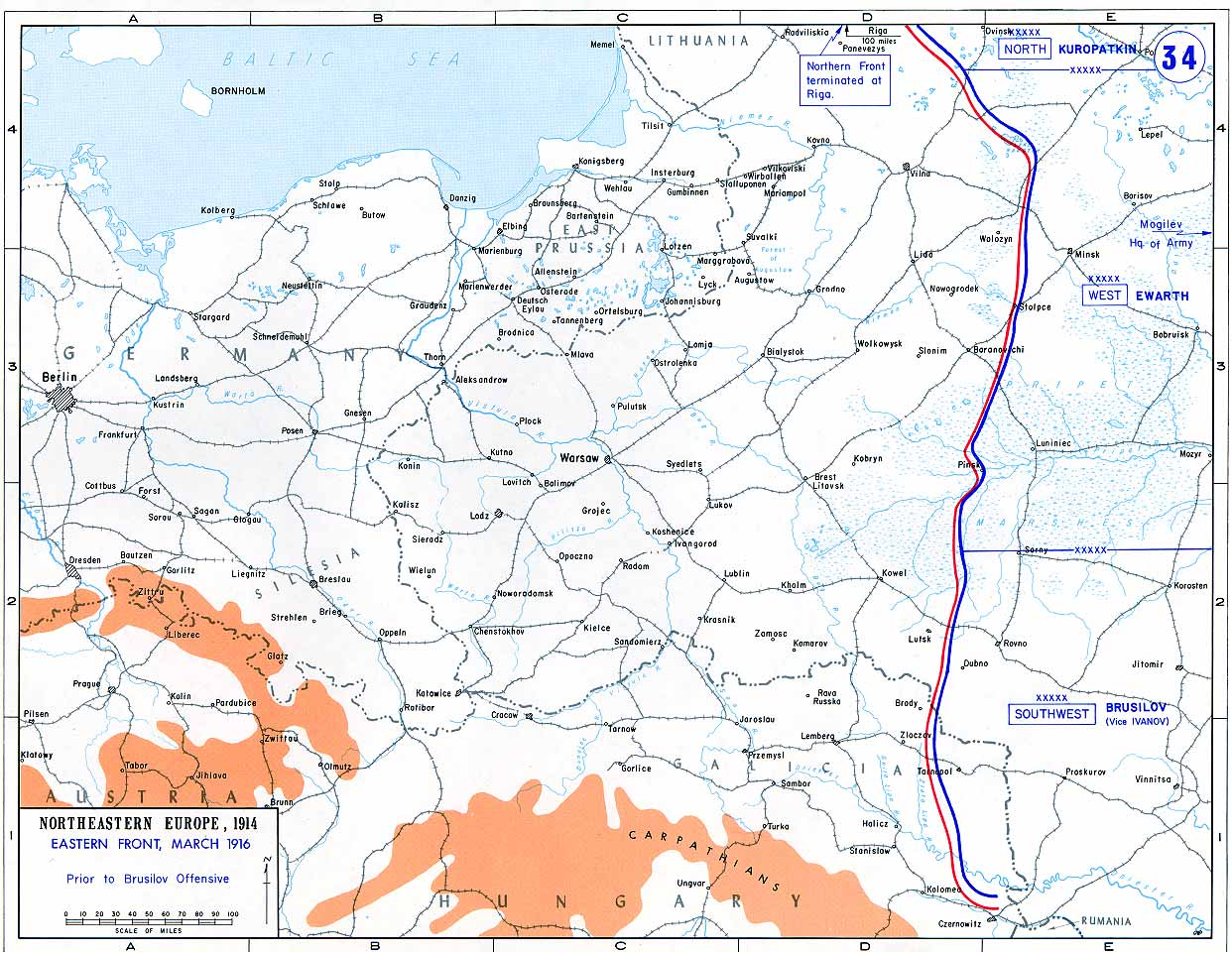
Фронт на линии Двинск — Поставы — Барановичи — Пинск

В 1914 году началась война между двумя военно-политическими блоками. Российская Империя находилась в составе Антанты. Западные губернии были переведены на военное положение. Запрещались деятельность политических партий, проведение манифестаций, собраний, шествий, забастовок, распространение газет и книг, вводилась военная цензура. Боевые действия на территории Беларуси начались летом 1915 года. В августе—сентябре 1915 года германские войска заняли Брест. Осенью наступательная операция германской армии, известная под названием «Свенцянский прорыв», создала угрозу захвата Минска. В октябре 1915 года фронт установился по линии Двинск — Поставы — Сморгонь — Барановичи — Пинск. Германский оккупационный режим установился на 1/4 части Беларуси. Такое положение сохранялось до 1917 года, когда в Петрограде произошла Февральская Революция. Первоначально война благодаря пропаганде правительства воспринималась населением как отечественная и справедливая, однако неудачи царской армии 1915—1916 годов, огромное людские потери вызвали рост антиправительственных настроений среди населения Беларуси.

### Революция и Гражданская война в Беларуси
В 1917 году, в результате Февральской революции власть в Петрограде перешла к Временному правительству, а Российская Империя прекратила существование. В марте 1917 в Минске состоялся съезд белорусских национальных организаций, который выдвинул требования государственной автономии Беларуси в составе Российской Федеративной Демократической Республики и избрал исполнительный орган — Белорусский национальный комитет (БНК). В июле 1917 состоялся съезд белорусских организаций и партий, вместо БНК была создана Центральная рада белорусских организаций, реорганизованная в Великую белорусскую раду.

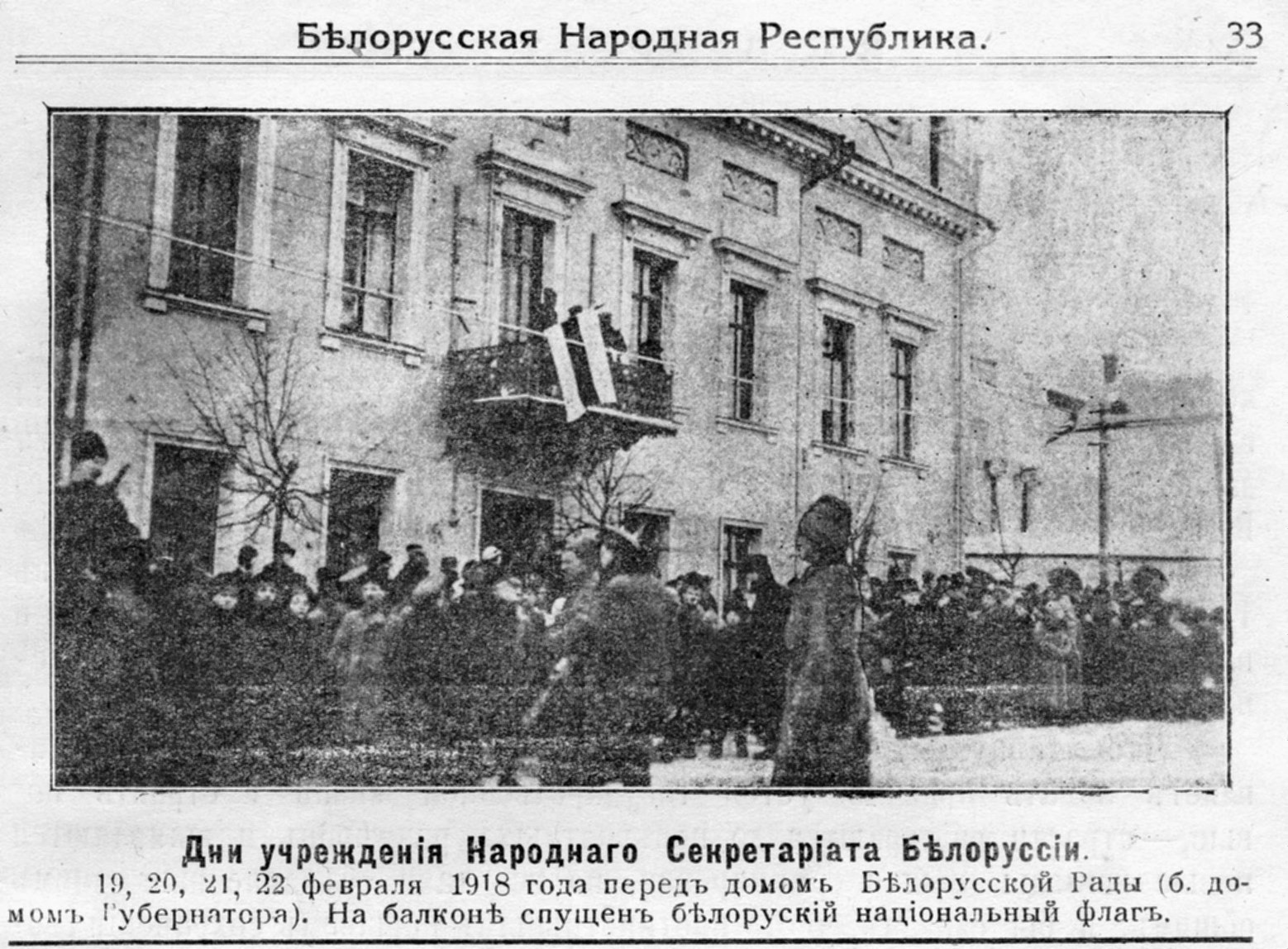
Рада Белорусской народной республики в Минске, февраль 1918

В октябре — ноябре 1917 года в результате Октябрьской революции власть на неоккупированных территориях перешла в руки Советов, уже в ноябре в Минске состоялись съезды Советов, созданы советские исполнительные органы Западной области (Облисполкомзап и СНК). 7 (20) декабря 1917 года начался Первый Всебелорусский съезд, который, не признав легитимность созданных органов, декларировал передачу власти Исполнительному комитету, после чего в нём отказались участвовать большевики, и съезд был ими разогнан.
3 марта 1918 года в Брест-Литовске (ныне Брест) был подписан мирный договор, согласно которому в добавление к уже оккупированной территории запада Беларуси под германский контроль была передана бо́льшая часть остальной части белорусской этнической территории. В этих условиях деятелями белорусского национального движения 25 марта 1918 года была провозглашена независимость Белорусской народной республики, однако она не получила дипломатического признания.
После ухода немецких войск Красной армией была занята бо́льшая часть территории Беларуси. Среди коммунистов не было единого мнения насчёт целесообразности создания отдельной белорусской советской республики. Против её создания выступали представители Облисполкомзапа и СНК Западной области. Их взгляды формировались под влиянием идеи мировой социалистической революции, а в самоопределении народов и образовании национальных государств они видели препятствие на пути к ней. Они аргументировали это тем, что белорусы не являются самостоятельной нацией, и поэтому принцип самоопределения им не подходит. «За» выступали белорусские коммунистические организации (Белнацком и белорусские секции при РКП(б)), поддержанные впоследствии руководством РСДРП(б).

#### Советско-польская война
В Смоленске, в ночь с 1 на 2 января 1919 года, был обнародован Манифест об образовании Советской Социалистической Республики Белоруссия в составе РСФСР. 8 января столица ССРБ была перенесена в Минск (занятый без боя Красной армией ещё 10 декабря 1918 года). На эти территории также претендовала и вновь образованная Польша, что привело зимой 1919 года к образованию советско-польского фронта.
31 января 1919 года республика вышла из состава РСФСР, в Минске 2 и 3 февраля 1919 года проходил I Всебелорусский съезд Советов, где была принята конституция. 16 февраля власти ССРБ предложили польскому правительству определить границы, но польское правительство оставило это предложение без внимания. 27 февраля 1919 года ССРБ была расформирована: Смоленская, Витебская и Могилёвская губернии были включены в состав РСФСР, а остальные территории Советской Беларуси объединились с Литовской Советской Республикой в Литовско-Белорусскую ССР (Литбел). В марте 1919 года войска Литовской Тарибы, поддержанные немецкими оккупационными гарнизонами, начали военные действия в Литве. В результате польского наступления Литбел был оккупирован польскими войсками и фактически прекратил существование 19 июля 1919 года.
После занятия Красной армией значительной части территории Беларуси 31 июля 1920 года в Минске была вновь провозглашена Белорусская Социалистическая Советская Республика. По условиям Рижского договора, заключавшегося без участия БССР, Западная Беларусь отошла Польской Республике. Попытка формирования белорусских несоветских воинских частей (Слуцкое восстание), происходившая под лозунгами восстановления БНР, завершились неудачей[страница не указана 2242 дня].

### В Польской Республике

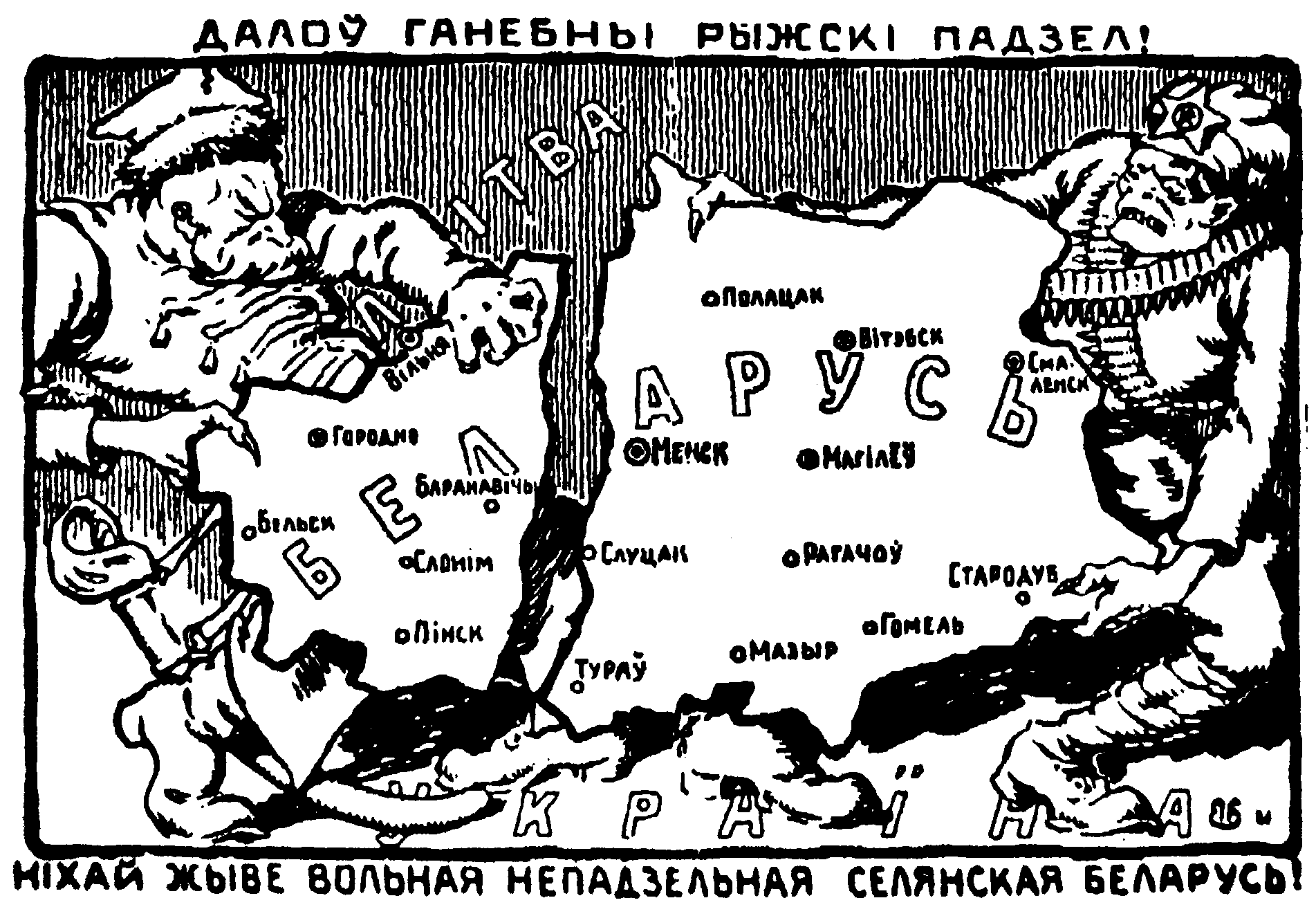
Карикатура 1921 г. на «позорный рижский раздел Беларуси между Польшей и большевиками»

Территория Западной Беларуси и прилегающие к ней украинские, литовские и польские территории вошли в состав четырёх воеводств Польши. После выборов 1922 года 11 депутатов и 3 сенатора от западно-белорусских земель образовали «Белорусский депутатский клуб», целью которого было защита интересов белорусского населения Польши. В октябре 1923 года на правах автономной организации в составе Компартии Польши (КПП) была организована Коммунистическая партия Западной Беларуси (КПЗБ). В 1925 году была образована и вскоре приобрела массовый характер Белорусская крестьянско-рабочая громада. В 1926 году в Польше был установлен авторитарный режим санации, после чего лидеры БКРГ, являвшиеся депутатами польского сейма, были арестованы, а в марте БКРГ была запрещена. В 1928 г. в сейм от белорусских земель было выбрано 10 депутатов-белорусов и 2 сенатора, в 1930 г. — всего один белорусский депутат, а в 1935 и 1938 гг — ни одного. В 1934 году в городе Берёза-Картузская действовал польский концентрационный лагерь в качестве места внесудебного интернирования на срок до 3 месяцев противников правящего режима. В 1938 году решением Коминтерна КПП и в КПЗБ были распущены, позднее многие из бывших руководителей КПЗБ были репрессированы советской властью.

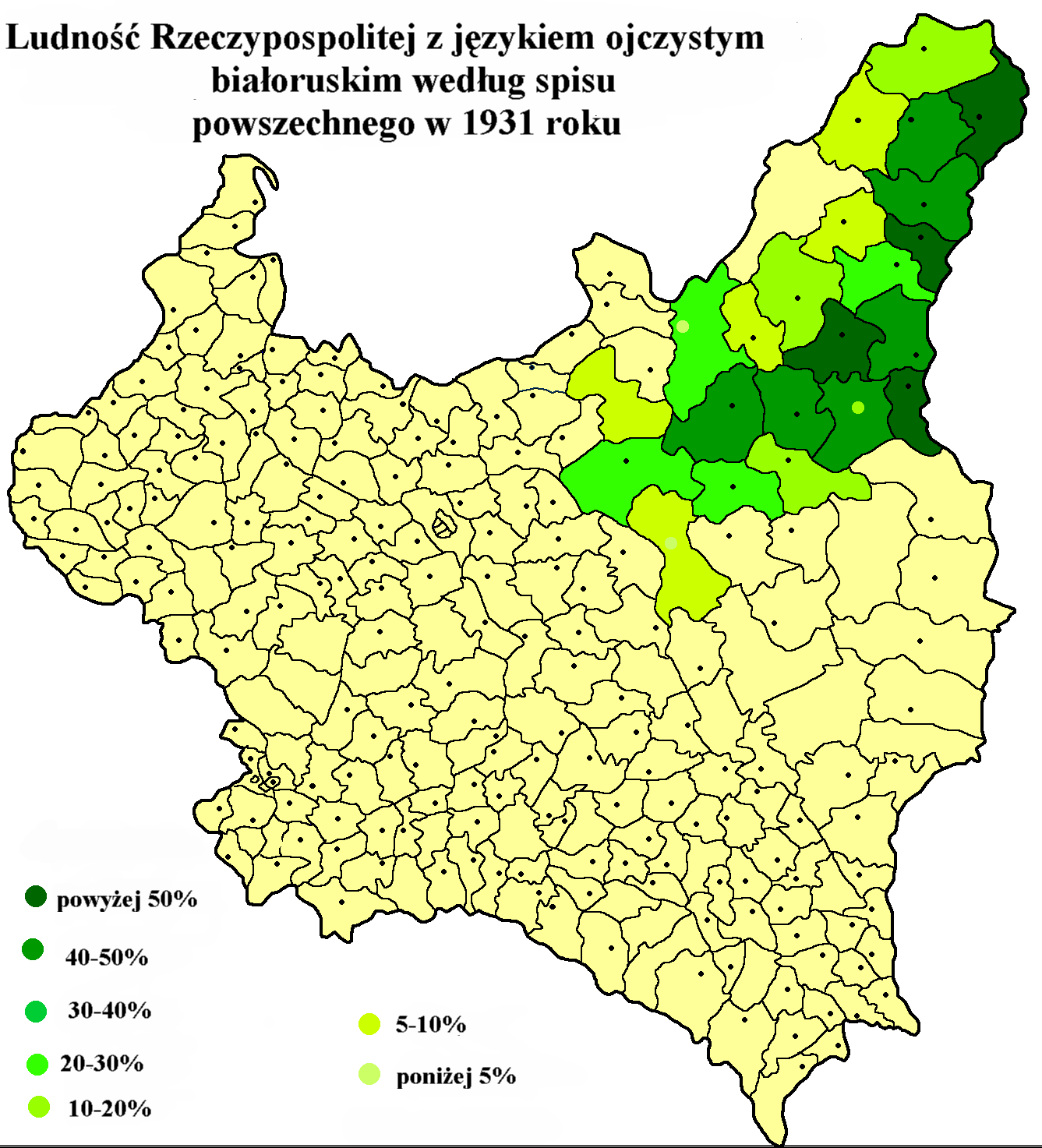
Белорусский язык в Польской Республике по переписи 1931 года (без указавших родным языком «тутэйший»)

Польское правительство не соблюдало положения Рижского договора о равноправии всех этнических групп и проводило политику полонизации непольского населения. К марту 1923 года из 400 существовавших белорусских школ осталось 37, при этом росло число польских школ. В 1938—1939 годах оставалось только 5 общеобразовательных белорусских школ. 1300 православных церквей было преобразовано в католические, нередко с применением насилия. В середине 1930-х годов 43 % западных белорусов были по-прежнему неграмотны, а студентов-белорусов во всей Польше не насчитывалось и двух сотен.
По данным переписи 1931 года, в Польской Республике проживал почти 1 миллион указавших белорусский язык родным, а также более 700 тысяч указавших родным языком «тутэйший» (преимущественно жители Западного Полесья).
Мировой экономический кризис 1929—1939 годов тяжело отразился на Западной Беларуси: многие десятки тысяч жителей Западной Беларуси эмигрировали в Западную Европу и Америку.

### В СССР

#### 1922—1939 годы

Герб БССР, 1937—1938 гг. Девиз «Пролетарии всех стран, соединяйтесь!» на четырёх официальных языках БССР — белорусском, русском, польском и идиш

В 1922 году БССР вошла в состав Советского Союза. В марте 1924 года ЦИК СССР принял решение о передаче БССР 15 уездов и отдельных волостей Витебской, Гомельской и Смоленской губерний. Территория БССР увеличилась до 110 584 км², население — до 4,2 млн человек. 70,4 % населения составляли белорусы.
В 1926 году в Москве было решено передать БССР Гомельский и Речицкий уезды. Территория БССР увеличилась на 15 727 км², а население — на 649 тыс. человек.
В 1920—1930-е годы в Советской Беларуси активно шли процессы индустриализации. К началу индустриализации в БССР проживало 3,4 % населения и производилось всего 1,6 % промышленной продукции СССР. Развивались преимущественно лёгкая, пищевая, деревообрабатывающая и химическая промышленности, а начиная со второй пятилетки — машиностроение и производство строительных материалов. За 3 пятилетки промышленное производство в БССР выросло в 23 раза.
В середине 1920-х в БССР активно проводилась белорусизация — комплекс мер по расширению сферы применения белорусского языка и развитию белорусской культуры. До 1936 года официальными языками БССР наряду с белорусским и русским были польский и идиш. В БССР в 1932—1938 годах существовала польская национальная автономия Дзержинский польский национальный район.
В 1930-е годы политика белорусизации была свёрнута и возобновилась русификация. В 1933 году с целью сближения белорусского языка с русским была проведена языковая реформа. Политика развития хуторов 1920-х годов сменилась активной коллективизацией 1930-х.
Согласно рассекреченному архивному документу СВР России, в 1933 году существовали планы Адольфа Гитлера устроить переворот в СССР и превратить Беларусь в колонию Германии.
В ходе сталинских репрессий многие представители интеллигенции и зажиточные крестьяне были расстреляны, сосланы в Сибирь и Среднюю Азию. Из 540—570 литераторов, печатавшихся в Беларуси в 1920—1930-х годах, было репрессировано не менее 440—460 (80 %). Количество прошедших через лагеря оценивается примерно в 600—700 тыс. человек, расстрелянных — не менее 300 тыс. человек. В 1937, в ходе сталинских репрессий, были расстреляны большинство представителей тогдашней белорусский интеллигенции, а их останки похоронены в Куропатах. Определённую часть репрессированных составляли поляки из ликвидированного в 1938 году Польского национального района, депортированные в Казахстан и Сибирь.

#### Вторая мировая война и Великая Отечественная война в Беларуси

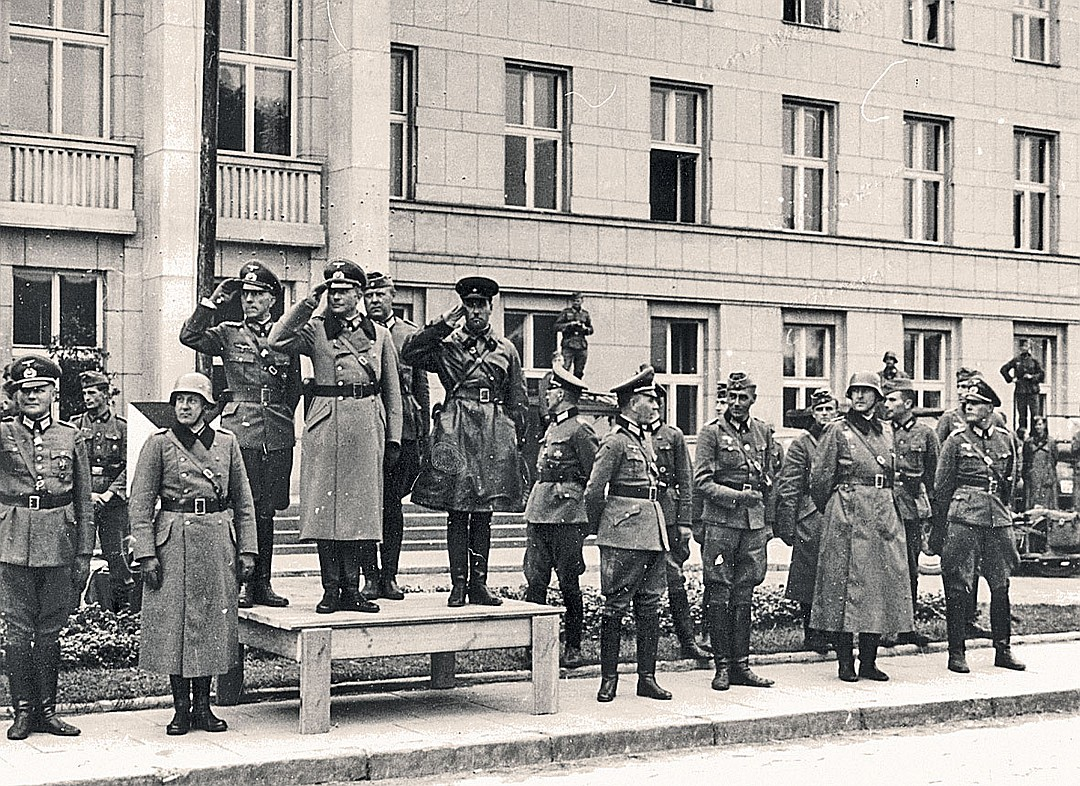
Брест, 22 сентября 1939 года. Парад вермахта перед частями РККА в Бресте. На трибуне — немецкий генерал Хайнц Гудериан и советский комбриг Семён Кривошеин

1 сентября 1939 года Нацистская Германия, положив начало Второй мировой войне, атаковала Польшу с запада.
17 сентября, на следующий день после иммиграции правительства Польши, действуя в рамках секретного протокола к пакту Молотова — Риббентропа, Советский Союз вторгся в Польшу с востока. Восточная Польша была оккупирована и аннексирована СССР. В начале октября 1939 года Польская Республика фактически прекратила существование.

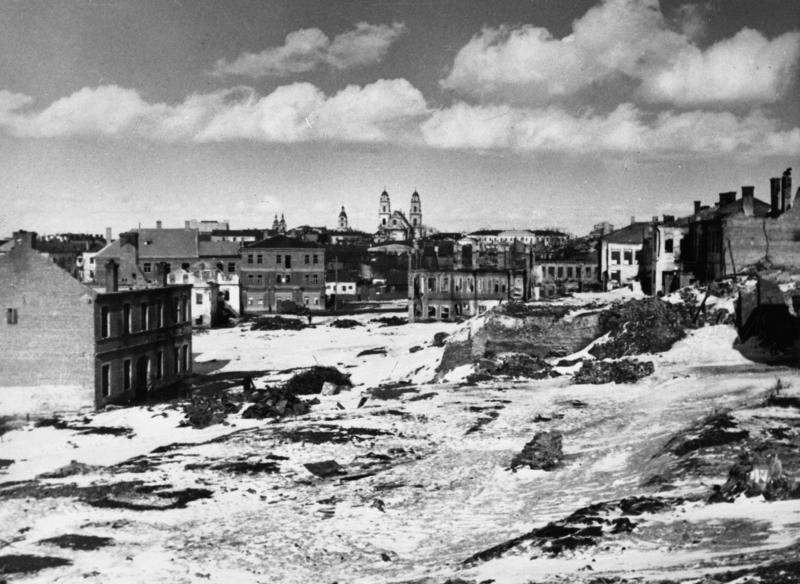
Минск после немецких бомбардировок 24—27 июня 1941 года

14 ноября 1939 года Верховный Совет БССР постановил принять Западную Беларусь в состав БССР. Территория, которая вошла в состав Польши в результате Рижского мира в 1921 году, в СССР в межвоенный период называвшаяся «Западной Белоруссией», была почти полностью присоединена к Белорусской ССР, северо-западная часть этих территорий, около 20 % входившего в их состав Виленского края, вместе с Вильно была отдана Литовской Республике (что также было предусмотрено секретным протоколом пакта Молотова — Риббентропа) в обмен на четыре советские военные базы в соответствии с Договором о взаимопомощи между Советским Союзом и Литвой. После присоединения Западной Беларуси на её территории было репрессировано 130 тыс. жителей, преимущественно этнических поляков, из которых около 30 тыс. было расстреляно.
22 июня 1941 года Германия напала на Советский Союз и уже в первые месяцы войны территория БССР оказалась под немецкой оккупацией, в результате которой погибло от 2,5 до 3 млн человек, что составляло 25—30 % всего населения страны на 1 января 1941 года.
Во время оккупации на территории страны развернулось крупнейшее в Европе партизанское движение.
В июне — августе 1944 года в результате операции «Багратион» территория БССР была освобождена Красной армией.

#### Послевоенная Беларусь

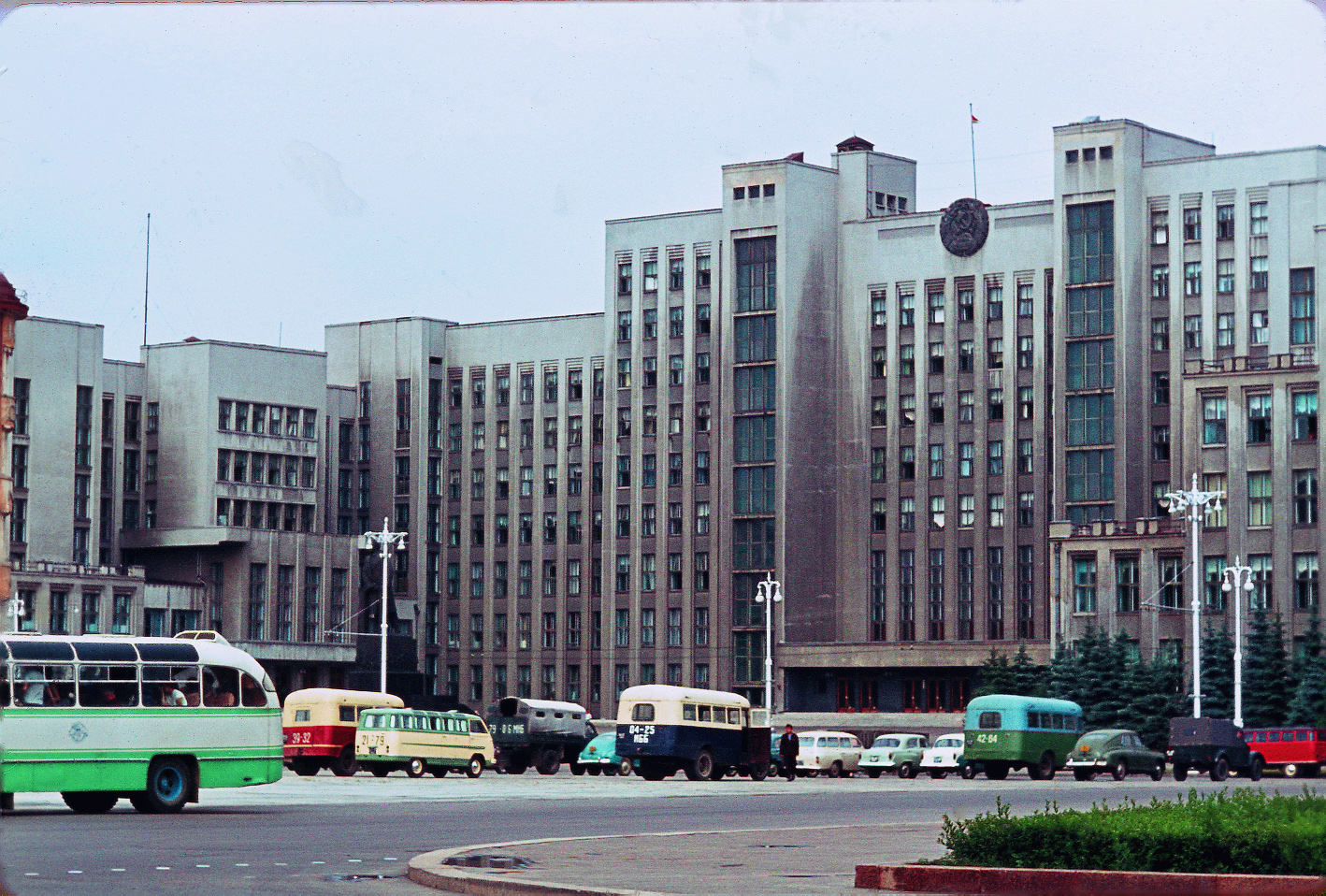
Дом правительства в Минске

В 1945 году БССР стала одной из стран-основательниц Организации Объединённых Наций, при этом решения по всем вопросам белорусская делегация согласовывала с всесоюзными представителями.
В 1945 году польско-белорусская граница была установлена согласно предложенной в 1919 году линии Керзона, Польше была передана Белостокская область.

Мемориальный комплекс Хатынь

После окончания войны на территории Беларуси ещё несколько лет действовали антисоветские партизанские группы: как польские (Армия Крайова), так и немногочисленные белорусские, с некоторыми из них пытались установить связь западные спецслужбы. Отряды НКВД устраивали карательные операции против антисоветского подполья.
Послевоенные годы отметились быстрым восстановлением и ростом экономики, ростом населения, особенно городского, развитием науки и культуры, ростом количества высших образовательных учреждений, улучшением общего благосостояния, образованности, социальной поддержки и медицинского обслуживания граждан.
Послевоенная русификация Беларуси привела к значительному ухудшению позиций белорусского языка во многих сферах общественной жизни республики и усилению роли русского языка.
В 1986 году на границе Белорусской и Украинской ССР произошла Чернобыльская катастрофа, радиационному загрязнению подверглась значительная часть территории БССР.
27 июля 1990 года была принята Декларация о государственном суверенитете Белорусской ССР, 25 августа 1991 года ей был придан статус конституционного закона, а 19 сентября республика обрела своё нынешнее название.
26 декабря 1991 года, на основании Беловежских соглашений, СССР прекратил существование.

### Республика Беларусь

«Погоня» — герб Беларуси в 1991—1995 гг.

После распада СССР и приобретения независимости Беларусь стала парламентской республикой. Законодательной властью обладал Верховный Совет, первым председателем которого был социал-демократ Станислав Шушкевич. Исполнительная власть, в том числе контроль над силовыми ведомствами, находилась в руках Совета министров, который возглавлял Вячеслав Кебич, сохранивший свой пост с 1990 года. В 1992 году был введён белорусский рубль, началось формирование собственных вооружённых сил. В 1993 году Беларусь ратифицировала Международный пакт о гражданских и политических правах.
В 1994 году была принята Конституция, преобразовавшая Беларусь из парламентской республики в парламентско-президентскую, а на первых президентских выборах победил Александр Лукашенко. В 1995 году им был инициирован референдум, в результате которого русский язык получил статус государственного наравне с белорусским, был изменён герб и флаг, президент получил право роспуска парламента в случае систематического или грубого нарушения конституции. Президентом проводился курс, направленный на экономическую интеграцию с Россией.
К 1996 году в Беларуси обострились противоречия между президентом и парламентом, и страна вступила в полосу политического кризиса. По инициативе президента был проведён второй референдум, по результатам которого в конституцию были внесены изменения, существенно расширившие права президента и превратившие республику из парламентско-президентской в президентскую. Президент получил возможность издания декретов, имеющих силу закона, право на досрочный роспуск парламента, возможность формировать основной состав Конституционного суда и другие полномочия. Верховный Совет был распущен, а из лояльных и нейтральных по отношению к президенту депутатов было сформировано двухпалатное Национальное собрание. Некоторые государства и международные органы, такие как ОБСЕ, Совет Европы и Европейский союз, официально не признали результаты референдума, аргументируя тем, что референдум проводился с серьёзными процедурными нарушениями.
В 1997 году Беларусь закончила вывоз со своей территории 72 межконтинентальных ракет СС-25 с ядерными боеголовками. Беларусь получила статус безъядерного государства.
После референдума 1996 года отсчёт 5-летнего срока президентства начат заново, так что следующие выборы состоялись только в 2001 году. Победу в первом туре одержал Александр Лукашенко. До и после выборов в стране проходили забастовки и митинги памяти пропавших политиков.
В 2004 году был проведён новый референдум, в результате которого из Конституции были убраны ограничения на количество президентских сроков и, таким образом, Александр Лукашенко получил право участвовать в последующих президентских выборах. 19 марта 2006 года он в третий раз был избран президентом Беларуси. После этого оппозиция организовала массовые акции протеста. 19 декабря 2010 года состоялись четвёртые выборы президента, в результате которых Александр Лукашенко был переизбран на четвёртый срок. Между тем, эти выборы, как и выборы 2001 и 2006 годов, не были признаны ОБСЕ, США и Европейским союзом, и также сопровождались акцией протеста.
В 2008, 2011 и 2014 годах в Беларуси прошли финансовые кризисы, связанные с внешними шоками (в основном российской экономики), хроническим отрицательным внешнеторговым балансом страны и недостатками экономической политики.
В октябре 2015 года прошли пятые президентские выборы. Их победителем был объявлен Александр Лукашенко с рекордным результатом 83,49 %. В связи с отсутствием массовых манифестаций были приостановлены санкции ЕС, введённые после выборов 2010 года. Также на решение ЕС повлиял факт освобождения политических заключённых летом 2015 года.

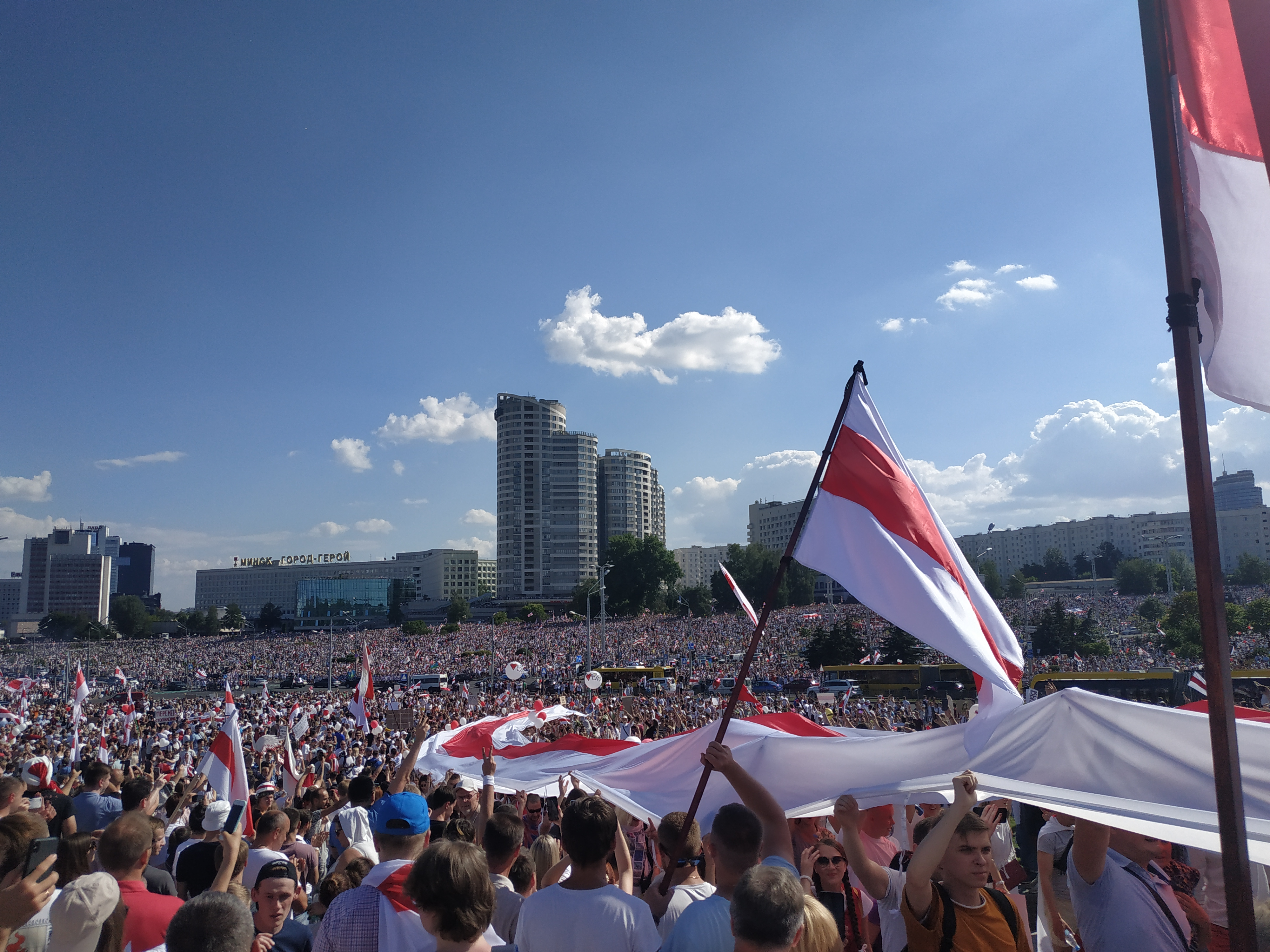
Марш за свободу в Минске 16 августа 2020 года

В августе 2020 года прошли шестые президентские выборы, по итогам которых Александр Лукашенко был переизбран на шестой президентский срок. Его главный оппонент, Светлана Тихановская, набрала, по данным ЦИКа, 10,12 %. Европейский союз, США и ряд других стран не признали легитимность Лукашенко. Выборы привели к наиболее массовым акциям протеста за всю историю страны. Согласно выводу докладчика ОБСЕ в рамках Московского механизма, имеются неоспоримые доказательства фальсификации выборов, а силовые органы в своих действиях в ответ на мирные демонстрации допустили массовые нарушения прав человека, в том числе применение пыток. В ходе столкновений части протестующих с сотрудниками правоохранительных органов милиция применила слезоточивый газ, светошумовые гранаты, водомёты и резиновые пули, что, по утверждению представителей силовых органов, было оправдано провокациями и нарушениями общественного порядка со стороны демонстрантов. Достоянием гласности стала чрезмерная жестокость, с которой сотрудники силовых органов обращались с протестующими в первые дни протестов. За первую неделю протестов два человека погибли и более двухсот было ранено. После выборов белорусская оппозиция начала создавать различные органы: Координационный совет белорусской оппозиции, Народное антикризисное управление, а также Единую книгу регистрации преступлений. Из-за акций протеста пострадала экономика страны: поднялись цены на иностранные валюты, люди начали забирать свои вклады из банков, возник риск дефолта.
С начала полномасштабного вторжения России в Украину в 2022 году российская армия с территории Беларуси пересекает границу Украины в районе Киевской, Житомирской и Черниговской областей, также производятся запуски российских баллистических ракет.

## Административное деление
Беларусь делится на 6 областей, которые, в свою очередь, делятся на районы и города областного подчинения. Общее число районов во всех областях составляет 118, а городов областного подчинения — 10.
| № | Область (на бел. )        | Площадь, км² (2023) | Население, чел. (2024) | Население, чел. (2025) | Административный центр | Внутреннее деление | Карта |
| - | ------------------------- | ------------------- | ---------------------- | ---------------------- | ---------------------- | ------------------ | --- |
| 1 | Брестская (Брэсцкая)      | 32 776,60           | ↘ 1 308 569            | ↘ 1 299 912            | Брест                  | 16 районов         | · Минская область · Витебская область · Гомельская область · Могилёвская область · Минск · Брестская область · Гродненская область |
| 2 | Витебская (Віцебская)     | 40 062,33           | ↘ 1 081 911            | ↘ 1 072 063            | Витебск                | 21 район           | · Минская область · Витебская область · Гомельская область · Могилёвская область · Минск · Брестская область · Гродненская область |
| 3 | Гомельская (Гомельская)   | 40 381,76           | ↘ 1 338 617            | ↘ 1 327 973            | Гомель                 | 21 район           | · Минская область · Витебская область · Гомельская область · Могилёвская область · Минск · Брестская область · Гродненская область |
| 4 | Гродненская (Гродзенская) | 25 131,90           | ↘ 992 556              | ↘ 984 880              | Гродно                 | 17 районов         | · Минская область · Витебская область · Гомельская область · Могилёвская область · Минск · Брестская область · Гродненская область |
| 5 | Минская (Мінская)         | 39 834,99           | ↘ 1 460 289            | ↘ 1 456 357            | Минск                  | 22 района          | · Минская область · Витебская область · Гомельская область · Могилёвская область · Минск · Брестская область · Гродненская область |
| 6 | Могилёвская (Магілёўская) | 29 086,83           | ↘ 981 174              | ↘ 971 365              | Могилёв                | 21 район           | · Минская область · Витебская область · Гомельская область · Могилёвская область · Минск · Брестская область · Гродненская область |
| 7 | Минск (столица) (Мінск)   | 353,60              | ↘ 1 992 862            | ↗ 1 996 730            | Минск                  | 9 районов          | · Минская область · Витебская область · Гомельская область · Могилёвская область · Минск · Брестская область · Гродненская область |

Город Минск является самостоятельной административной единицей, которая не входит ни в одну область и имеет деление на внутренние районы, как и ряд городов областного подчинения.

## Государственное устройство
Беларусь — унитарная республика президентского типа.
Республика Беларусь обладает верховенством и полнотой власти на своей территории, самостоятельно осуществляет внутреннюю и внешнюю политику, защищает свою независимость и территориальную целостность, конституционный строй, обеспечивает законность и правопорядок.
Основным законом государства является Конституция 1994 года с изменениями и дополнениями, принятыми на республиканских референдумах 24 ноября 1996 года, 17 октября 2004 года и 27 февраля 2022 года.
Основы государственного устройства закреплены в Конституции.
Основные институты белорусской государственности были сформированы в первые годы независимого развития страны. Вместе с тем, правовые нормы их функционирования претерпели значительные изменения в ходе преобразований середины 1990-х — начала 2000-х годов. Эти изменения осуществлялись как путём внесения поправок в Конституцию, так и через принятие пакета законов.

### Президент

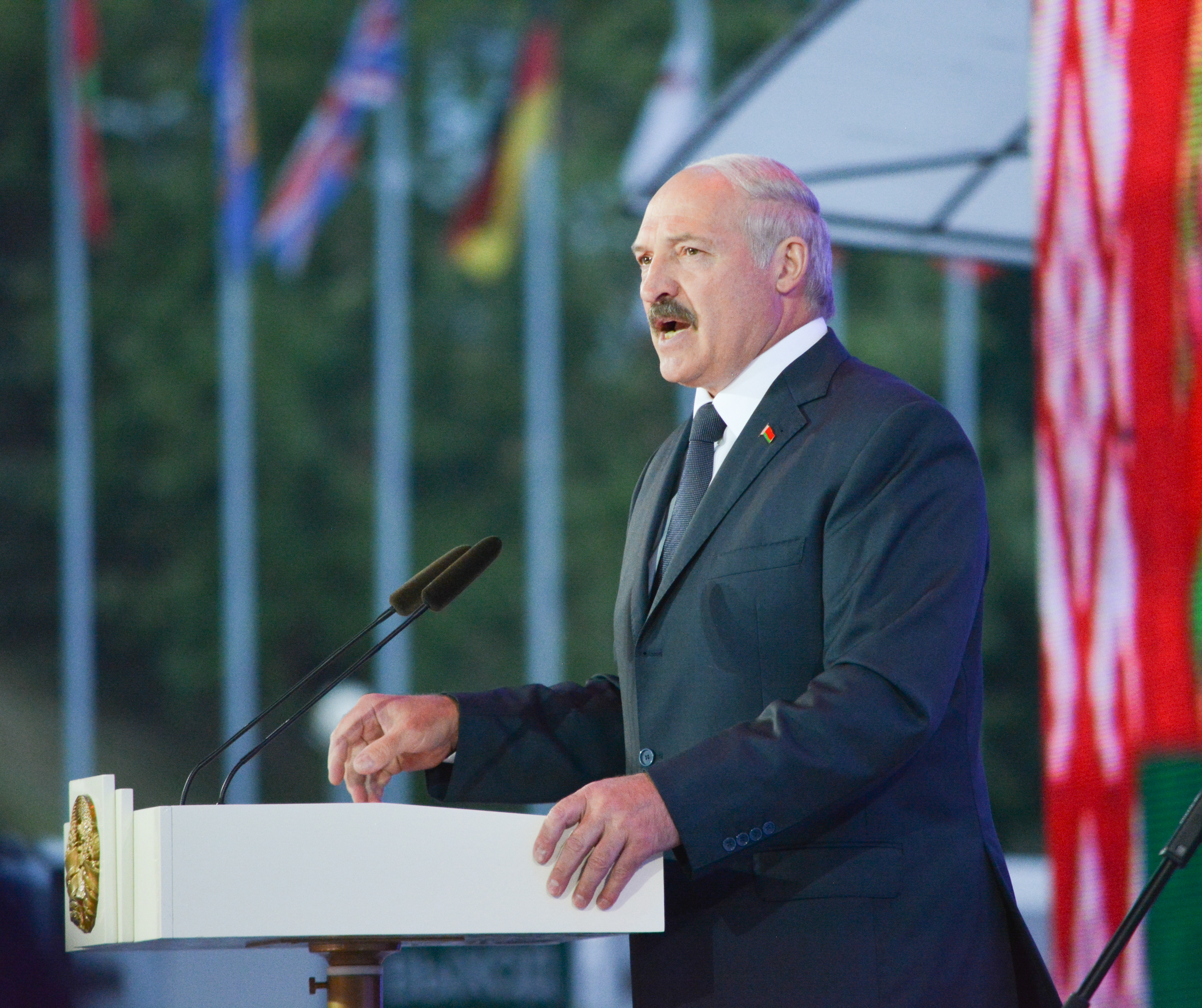
Александр Лукашенко — президент Беларуси с 1994 года

Главой государства является Президент, в настоящее время — Александр Лукашенко. Президент является также гарантом Конституции, прав и свобод человека и гражданина.
Президентом может быть избран гражданин Республики Беларусь по рождению, не моложе 40 лет, обладающий избирательным правом, постоянно проживающий в Республике Беларусь не менее 20 лет непосредственно перед выборами, не имеющий и не имевший ранее гражданства иностранного государства либо вида на жительство или иного документа иностранного государства, дающего право на льготы и другие преимущества.
Президент избирается сроком на 5 лет непосредственно народом Республики Беларусь на основе всеобщего, свободного, равного и прямого избирательного права при тайном голосовании. Одно и то же лицо может быть Президентом не более двух сроков.
Президент назначает республиканские референдумы, назначает очередные и внеочередные выборы в Палату представителей, Совет Республики и местные представительные органы, с предварительного согласия Палаты представителей назначает на должность премьер-министра, определяет структуру правительства Беларуси, назначает судей судов общей юрисдикции и освобождает их от должности, осуществляет помилование осуждённых, ведёт переговоры и подписывает международные договоры, назначает на должность и освобождает от должности послов и постоянных представителей при международных организациях, подписывает законы, формирует и возглавляет Совет Безопасности, является Главнокомандующим Вооружёнными силами, осуществляет иные установленные Конституцией и законами полномочия, необходимые для реализации возложенных на него конституционных функций.
Президент на основе и в соответствии с Конституцией издаёт указы и распоряжения, имеющие обязательную силу на всей территории страны.
Президент не может занимать другие должности, если иное не предусмотрено Конституцией, а также получать помимо заработной платы денежные вознаграждения, за исключением авторского вознаграждения за произведения науки, литературы и искусства.
В случае вакансии должности Президента или невозможности исполнения им своих обязанностей по основаниям, предусмотренным Конституцией, его полномочия до принесения Присяги вновь избранным Президентом переходят к Председателю Совета Республики.

### Всебелорусское народное собрание
Всебелорусское народное собрание — высший представительный орган народовластия в Республике Беларусь, определяющий стратегические направления развития общества и государства, обеспечивающий незыблемость конституционного строя, преемственность поколений и гражданское согласие. Предельная численность делегатов составляет 1200 человек. Срок полномочий — 5 лет. Заседания проводятся не реже одного раза в год. Коллегиальным органом, обеспечивающим в порядке, установленном законом, оперативное решение вопросов, входящих в компетенцию Всебелорусского народного собрания, является Президиум. Всебелорусское народное собрание для реализации возложенных на него конституционных функций принимает решения, являющиеся обязательными для исполнения.

### Законодательная власть

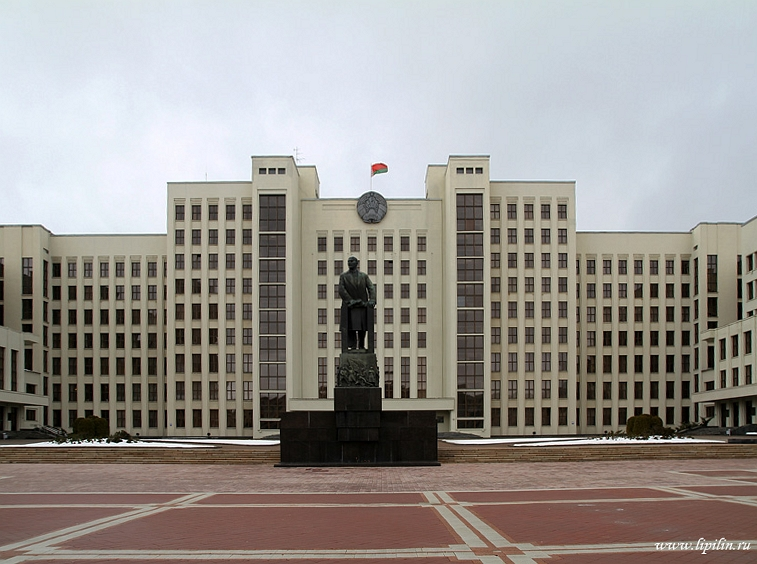
Дом правительства — место заседаний белорусского Совета министров и Палаты представителей

Согласно Конституции, законодательную власть осуществляет Национальное собрание — парламент, состоящей из Палаты представителей и Совета Республики. Совет Республики является палатой территориального представительства. От каждой области и города Минска тайным голосованием избираются на заседаниях депутатов местных Советов депутатов базового уровня каждой области и города Минска по восемь членов Совета Республики. Президентом назначаются 8 членов Совета Республики. Членом Совета Республики пожизненно с его согласия является Президент, прекративший исполнение своих полномочий в связи с истечением срока его пребывания в должности либо досрочно в случае его отставки. Состав Палаты представителей — 110 депутатов. Избрание депутатов Палаты представителей осуществляется в соответствии с законом на основе всеобщего, свободного, равного, прямого избирательного права при тайном голосовании. Срок полномочий парламента — 5 лет. Полномочия парламента могут быть продлены на основании закона только в случае войны.

### Исполнительная власть
Исполнительную власть в Беларуси осуществляет правительство — Совет министров — центральный орган государственного управления. Оно в своей деятельности подотчётно президенту и ответственно перед парламентом. Правительство слагает свои полномочия перед вновь избранным президентом. Правительство состоит из премьер-министра, его заместителей и министров. В состав правительства могут входить и руководители других государственных органов и организаций. Совет Министров возглавляет Премьер-министр, в настоящее время эту должность занимает Александр Турчин.

### Судебная власть

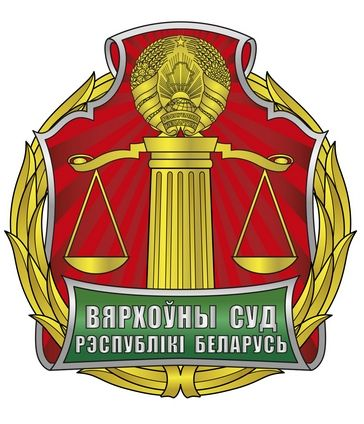
Эмблема Верховного суда Беларуси

Судебная власть в Беларуси осуществляется судами. Верховный суд Беларуси возглавляет систему судов общей юрисдикции и является высшим судебным органом, который осуществляет правосудие посредством гражданского, уголовного и иных форм судопроизводства, предусмотренных законом.
Верховный суд работает в составе: Пленума, Президиума, коллегий по гражданским, уголовным, экономическим делам и делам интеллектуальной собственности. Количество судей и состав суда определяются президентом. С 4 января 1997 года должность председателя суда занимает Валентин Сукало.
В 1994 году в Беларуси был учреждён Конституционный Суд, в ведение которого из ведения Верховного Суда были переданы вопросы, связанные с толкованием конституции и определением соответствия законодательных актов конституционным нормам. Председатель, заместитель Председателя и судьи Конституционного Суда избираются и освобождаются от должности Всебелорусским народным собранием. В настоящее время председателем Конституционного суда Беларуси является Пётр Миклашевич, занявший эту должность в феврале 2008 года.

### Государственная символика

Флаг Беларуси

Герб Беларуси

Государственная символика Беларуси регламентируется Конституцией и действующим законодательством (Закон «О государственных символах Республики Беларусь»).
Государственный флаг Беларуси представляет собой прямоугольное полотнище с пропорциями 2:1, разделённое на две горизонтальных полосы — красную наверху и зелёную внизу. Отношение ширины полос красного и зелёного цвета — 2:1. У древка вертикально расположен белорусский национальный орнамент красного цвета на белом поле, составляющем 1/9 длины флага без учёта припуска на карман или штакорину для крепления на древко (флагшток).
Государственный герб Республики Беларусь представляет собой размещённый в серебряном поле золотой контур Государственной границы Республики Беларусь, наложенный на золотые лучи восходящего над земным шаром солнца. Вверху поля находится пятиконечная красная звезда. Герб обрамлён венком из золотых колосьев, переплетённых справа цветками клевера, слева — цветками льна. Венок трижды перевит с каждой стороны красно-зелёной лентой, в средней части которой в основании Государственного герба Республики Беларусь в две строки начертаны золотом слова «Рэспубліка Беларусь».
Текущий государственный герб заменил герб «Погоня», использовавшийся с 19 сентября 1991 года и принятый на заседании Верховного Совета Беларуси.
Государственный гимн Республики Беларусь представляет собой музыкально-поэтическое произведение, исполняемое в случаях, предусмотренных Законом «О государственных символах Республики Беларусь» и иными законодательными актами.

### Государственные праздники
Государственные праздники в Беларуси подразделяются по статусу на: государственные праздники, общереспубликанские праздничные дни и религиозные праздничные дни; могут быть как рабочими, так и не рабочими; иметь фиксированную или плавающую дату.
Всего установлено 17 государственных праздников (полужирным в таблице выделены праздники с нерабочими днями):
| Число, месяц                                            | Название                                                                                         | Статус                               | Рабочие/нерабочие дни |
| ------------------------------------------------------- | ------------------------------------------------------------------------------------------------ | ------------------------------------ | --------------------- |
| 1 и 2 января                                            | Новый год                                                                                        | Государственный праздник             | Нерабочий день        |
| 7 января                                                | Рождество Христово (православное Рождество)                                                      | Религиозный праздничный день         | Нерабочий день        |
| 23 февраля                                              | День защитников Отечества и Вооружённых сил Республики Беларусь                                  | Общереспубликанский праздничный день | Рабочий день          |
| 8 марта                                                 | День женщин                                                                                      | Общереспубликанский праздничный день | Нерабочий день        |
| 15 марта                                                | День Конституции                                                                                 | Государственный праздник             | Рабочий день          |
| плавающая дата, по календарю конфессии                  | Пасха (по календарю католической конфессии)                                                      | Религиозный праздничный день         | Нерабочий день        |
| плавающая дата, по календарю конфессии                  | Пасха (по календарю православной конфессии)                                                      | Религиозный праздничный день         | Нерабочий день        |
| плавающая дата, второй вторник после православной Пасхи | Радуница                                                                                         | Религиозный праздничный день         | Нерабочий день        |
| 2 апреля                                                | День единения народов Беларуси и России                                                          | Государственный праздник             | Рабочий день          |
| 1 мая                                                   | Праздник труда                                                                                   | Общереспубликанский праздничный день | Нерабочий день        |
| 9 мая                                                   | День Победы                                                                                      | Государственный праздник             | Нерабочий день        |
| Второе воскресенье мая                                  | День Государственного флага, Государственного герба и Государственного гимна Республики Беларусь | Государственный праздник             | Рабочий день          |
| 3 июля                                                  | День Независимости (День Республики)                                                             | Государственный праздник             | Нерабочий день        |
| 17 сентября                                             | День народного единства                                                                          | Государственный праздник             | Рабочий день          |
| 2 ноября                                                | День памяти (прим. День памяти предков или «Деды́»)                                               | Религиозный праздничный день         | Рабочий день          |
| 7 ноября                                                | День Октябрьской революции                                                                       | Общереспубликанский праздничный день | Нерабочий день        |
| 25 декабря                                              | Рождество Христово (католическое Рождество)                                                      | Религиозный праздничный день         | Нерабочий день        |

## Внешняя политика
По специальному приглашению Конференции Объединённых Наций в Сан-Франциско, начавшей работу 25 июня 1945 года, БССР, УССР, Дания и Аргентина были приглашены стать членами ООН, таким образом также войдя в число первоначальных членов — учредителей ООН.
После распада СССР Беларусь является членом следующих межгосударственных образований:
- Содружество Независимых Государств
- Союзное государство России и Беларуси
- Организация договора о коллективной безопасности
- Евразийское экономическое сообщество
- Единое экономическое пространство
- Организация по безопасности и сотрудничеству в Европе
- Программа НАТО «Партнёрство ради мира»
- Международный валютный фонд
- Всемирный банк
- Шанхайская организация сотрудничества (Астана, 04.07.2024)[147]

Во время официального визита в Китай в декабре 2005 года президент Беларуси Александр Лукашенко заявил, что Беларусь в ближайшее время может быть принята в Шанхайскую организацию сотрудничества. О поддержке такого шага, по словам президента, заявили все страны ШОС.
В декабре 1991 года независимая Беларусь была признана европейскими государствами, и на первых порах отмечалось устойчивое развитие отношений между Беларусью и ЕС. В 1995 году было подписано Соглашение о партнёрстве и сотрудничестве в политической, экономической и торговой сфере. Беларусь получала значительную помощь в рамках программы ТАСИС и по иным каналам. Развитию отношений между Беларусью и ЕС помешали, однако, некоторые меры руководства Беларуси, которые были восприняты на Западе как ущемление демократии. Евросоюз отказался признать изменения в Конституции Беларуси 1994 года, внесённые в 1996 году. В 1997 году Совет Министров ЕС отказался продлить Соглашение о партнёрстве и сотрудничестве и поддержать вступление Беларуси в Совет Европы; были приостановлены двусторонние отношения на министерском уровне и заморожены программы технической помощи ЕС.
Беларусь потеряла статус специально приглашённого члена в Парламентской ассамблее Совета Европы. Это решение было вызвано тем, что ПАСЕ признала проведённые в Беларуси в 1997 году выборы недемократичными, а давление на оппозицию — незаконным.
В 1998 году имел место инцидент в Дроздах, когда дипломатические представительства были выселены из своих резиденций, что также сыграло свою роль в ухудшении отношений с Европой.
В марте 2005 года Евросоюз объявил о намерении напрямую финансировать «формирование гражданского общества» в Беларуси. 10 марта Европарламент призвал «осудить существующий белорусский режим как диктатуру». В резолюции Европарламента предлагается выявить и заморозить личные активы президента Александра Лукашенко и высших государственных чиновников, а также расширить список представителей белорусских властей, которым запрещён въезд в европейские страны. Решение Европарламента предполагает создание теле- и радиостанций для вещания на Беларусь, в том же году начинает вещание Европейское радио для Беларуси.
Эта резолюция аналогична документам, принятым властями США в 2004 году, однако может нанести Беларуси более значительный ущерб, поскольку среди европейских стран находятся её крупнейшие торговые партнёры.
26 января 2006 года на сессии ПАСЕ была принята резолюция, осуждающая ситуацию в Беларуси накануне президентских выборов. Несмотря на активную поддержку российской делегации, Беларусь вновь не получила статуса специально приглашённой в Совет Европы (которого она была лишена в 1997 году), поскольку не выполнены четыре условия СЕ — расширение полномочий парламента, введение института уполномоченного по правам человека, пересмотр Избирательного кодекса и закона о печати.
ПАСЕ призвала ввести против Беларуси режим международной изоляции, заключающийся в отказе предоставлять визы высокопоставленным белорусским государственным чиновникам и в то же время облегчить выдачу виз простым гражданам. Предложено также заморозить все банковские счета и другие финансовые активы президента Александра Лукашенко и членов его окружения.
4 июля 2024 года Беларусь стала членом Шанхайской организации сотрудничества. Соответствующее решение подписано в ходе заседания Совета глав государств — членов ШОС в Астане (Казахстан).
Беларусь официально стала партнёром БРИКС в 2024 году.

## Правовая система

### Преступность

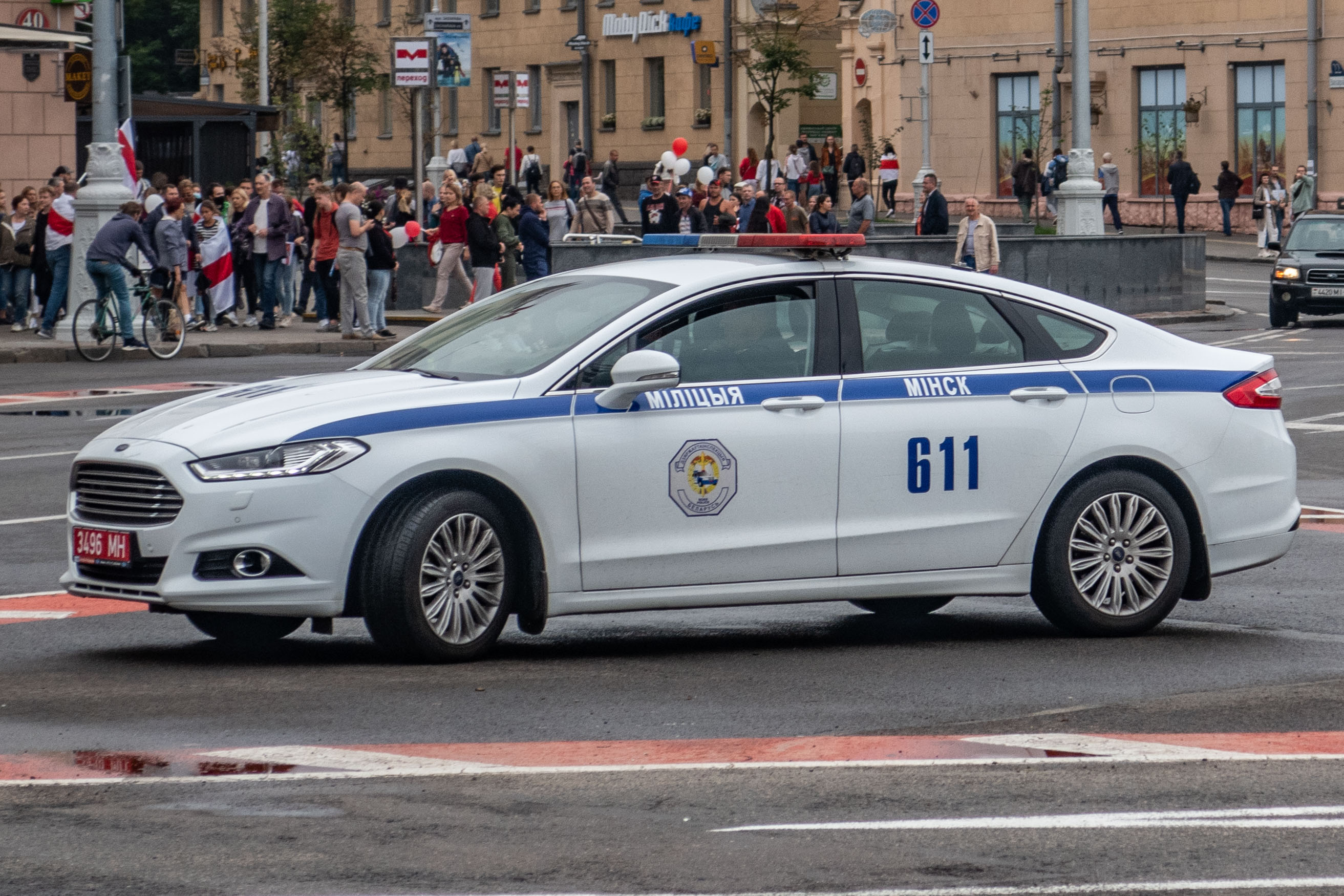
Милицейский автомобиль в Минске

В 2015 году в Беларуси было зарегистрировано 96 982 преступления. Самый высокий уровень преступности среди регионов Беларуси наблюдается в Минской области (1216 преступлений на 100 000 человек населения). На втором месте располагается город Минск (1049 преступлений на 100 000 человек). Из всех зарегистрированных преступлений больше всего приходится на кражи, доля которых составляет 41,6 %. Количество тяжких и особо тяжких преступлений в 2015 году увеличилось на 15,2 % по сравнению с предыдущим годом. Всего в 2015 году зарегистрировано 8372 тяжких и 4018 особо тяжких преступлений. Самым криминогенным местом по коэффициенту преступности является Бобруйский район, самым спокойным — курортный Браславский район.
При этом выросло число преступлений, совершаемых иностранцами и ранее судимыми (47,2 %). Для Беларуси характерно общемировое преобладание мужчин среди лиц, совершивших преступления. Однако за 1990—2010 года доля женщин среди преступников в стране возросла с 13,7 % до 15,3 %. Среди преступлений, совершённых женщинами в 2010 году, 54,5 % пришлось на кражи и уклонение от уплаты алиментов. Убийства женщины совершают крайне редко и в подавляющем большинстве случаев (79,2 %) в состоянии алкогольного опьянения. Почти не встречается в Беларуси убийств матерью новорождённого — в 2007—2010 годах осуждений за такие преступления не зафиксировано.
Средний уровень раскрываемости преступлений — 40,1 %, в том числе квартирных краж — 13 %, убийств — 92 % (данные по Минску). Число зарегистрированных коррупционных преступлений невелико — в 2007 году 2235 преступлений (привлечено 1100 человек), в 2013 году — 1805 преступлений (привлечено 1175 человек). Всего же за 5 лет (2007—2012 годы) в республике зарегистрировано 13 871 коррупционное преступление (7615 привлечённых и 990 жертв), которые нанесли ущерб на общую сумму в 109,6 млрд белорусских рублей.

### Пенитенциарная система
Накануне получения независимости численность заключённых в исправительно-трудовых учреждениях МВД республики была невелика — 21 тыс. в 1991 году. В 2004—2009 годах число заключённых находилось в диапазоне 30-34 тыс., в 2010—2011 возрастало до 39,6 и 36,6 тысячи. На конец 2014 года в стране было 29,7 тыс. заключённых, в 2015—2018 — 32,5—35,1 тыс. В стране применяется смертная казнь, за 1990—1999 год приведено 281 расстрелов, затем число снизилось до 42 расстрелов в 2000—2010 годах и находится в диапазоне от 0 до 4—5 расстрелов в год в 2010-е годы (правозащитники заявляют о более чем 400 казнях за время независимости с 1 помилованием). Беларусь остаётся последней страной в Европе и единственной в СНГ, где сохраняется и применяется смертная казнь в качестве меры наказания.
Имеются сообщения о различных нарушениях прав человека со стороны правоохранительных органов и систем страны, в том числе пытки задержанных и заключённых. Комитет против пыток управления ООН по правам человека выпустил уже 5 обзоров по Беларуси. Эксперты в частности подняли вопрос о создании независимой системы наблюдения за местами задержания, отметив, что текущая система не кажется эффективной против пыток и жестокого обращения в местах содержания, в том числе внутри отделений милиции.

## Вооружённые силы
Министерство обороны и белорусская армия были созданы в январе 1992 года. Они создавались на основе войск Белорусского военного округа, размещённых на территории Беларуси, с привлечением белорусов, служивших в других регионах Советского Союза.
В настоящее время в Вооружённых силах два вида войск: Сухопутные войска и Военно-воздушные силы и войска противовоздушной обороны. Также непосредственно генеральному штабу подчиняются Силы специальных операций (ССО ВС РБ). Существуют также специальные войска (службы), органы тыла.
Смешанный принцип комплектования Вооружённых сил. Порядка 60 % составляют офицеры, прапорщики, солдаты и сержанты, служащие по контракту, и 40 % — солдаты и сержанты срочной службы. Численность вооружённых сил по состоянию на февраль 2014 года составила 59 тыс. человек (в октябре 2011 года около 73 тыс. человек): более 46 тыс. военнослужащих и 13 тыс. гражданского персонала. По состоянию на конец 2006 года, на контрактной основе службу проходило 23,1 % военнослужащих.
ВВС и войска ПВО Беларуси завершают создание всеобъемлющей автоматизированной системы управления, что уже повысило эффективность на 40 %.

## Население

### Численность, расселение
По итогам общенациональной переписи, проведённой в октябре 2019 года, население Беларуси составило 9 413 446 человек, а по оценочным данным, выведенным из расчёта существующих темпов роста населения, в июле 2015 года его численность составляла 9 485 300 человек, а в октябре 2016 года — около 9 505 200 человек, но к январю 2020 года вновь сократилось до 9 408 400 человек. Беларусь, таким образом, занимает 97-е место в мире по количеству жителей.
| Численность населения Беларуси | Численность населения Беларуси | Численность населения Беларуси | Численность населения Беларуси | Численность населения Беларуси | Численность населения Беларуси | Численность населения Беларуси | Численность населения Беларуси |
| 1950                           | 1959                           | 1970                           | 1979                           | 1989                           | 1999                           | 2009                           | 2019                           |
| ------------------------------ | ------------------------------ | ------------------------------ | ------------------------------ | ------------------------------ | ------------------------------ | ------------------------------ | ------------------------------ |
| 7 745 000                      | ↗8 055 714                     | ↗8 992 190                     | ↗9 532 516                     | ↗10 151 806                    | ↘10 045 237                    | ↘9 513 557                     | ↘9 475 702                     |

Средняя плотность населения составляет (из расчёта оценки населения на 1 января 2020 год) около 45,32 чел./км², при этом население распределено крайне неравномерно: 28 % белорусов проживает в Минской агломерации.
Доля городского населения составляет 78,6 %. По состоянию на 2019 год 2 города имеют население численностью более 500 тыс. человек: Минск (2 018 300) и Гомель (536 900).
На 1 января 2024 года численность населения Беларуси составила — 9 155 978 человек, в том числе городское — 7 198 285 человек, сельское — 1 957 693 человек (на 1 января 2023 года — 9 200 617 человек).
Численность населения — 9 109 280 человек (на 1 января 2025 года), в том числе городское — 7 182 690 человек, сельское — 1 926 590 человек.
| №  | Название   | Область             | Население |
| -- | ---------- | ------------------- | --------- |
| 1  | Минск      | Город Минск         | 1 995 471 |
| 2  | Гомель     | Гомельская область  | 501 802   |
| 3  | Витебск    | Витебская область   | 359 148   |
| 4  | Гродно     | Гродненская область | 358 717   |
| 5  | Могилёв    | Могилёвская область | 353 338   |
| 6  | Брест      | Брестская область   | 342 461   |
| 7  | Бобруйск   | Могилёвская область | 208 611   |
| 8  | Барановичи | Брестская область   | 172 150   |
| 9  | Борисов    | Минская область     | 136 409   |
| 10 | Пинск      | Брестская область   | 124 613   |

### Темпы роста, возрастная и гендерная структура

Демографическая пирамида Беларуси в 2023 году

Численность населения достигла исторического максимума (10 243 500) в 1994 году и с этого времени непрерывно снижается. Основным фактором, влияющим на ситуацию, остаётся превышение числа умерших над числом родившихся. По оценочным данным за 2015 год темп прироста населения составил −0,2 % (213-е место в мире) при рождаемости на уровне 10,7 (179-е место в мире) и смертности на уровне 13,36 (16-е место в мире). По прогнозам профильных экспертов ООН, в ближайшие десятилетия темпы падения населения в Беларуси будут постепенно снижаться и, достигнув своего минимума в 2100 году (5,7 млн человек), население Беларуси начнёт расти.
Возрастная структура населения типична для развитых стран: главной особенностью является высокая доля пожилых людей. 15,51 % белорусов моложе 15 лет, 70,04 % — в возрасте 15—65 лет и 14,44 % — старше 65 лет.
Гендерный состав населения относительно равномерен, показатель соотношения полов — 0,87 мужчины на одну женщину. Изменения этого показателя в различных возрастных группах в целом соответствует общемировой тенденции: 1,06 при рождении, 1,06 для лиц младше 15 лет, 1,06 — от 15 до 24 лет, 0,96 — от 25 до 54 лет, 0,79 — от 55 до 64 лет и 0,46 — старше 65 лет.

### Национальный состав

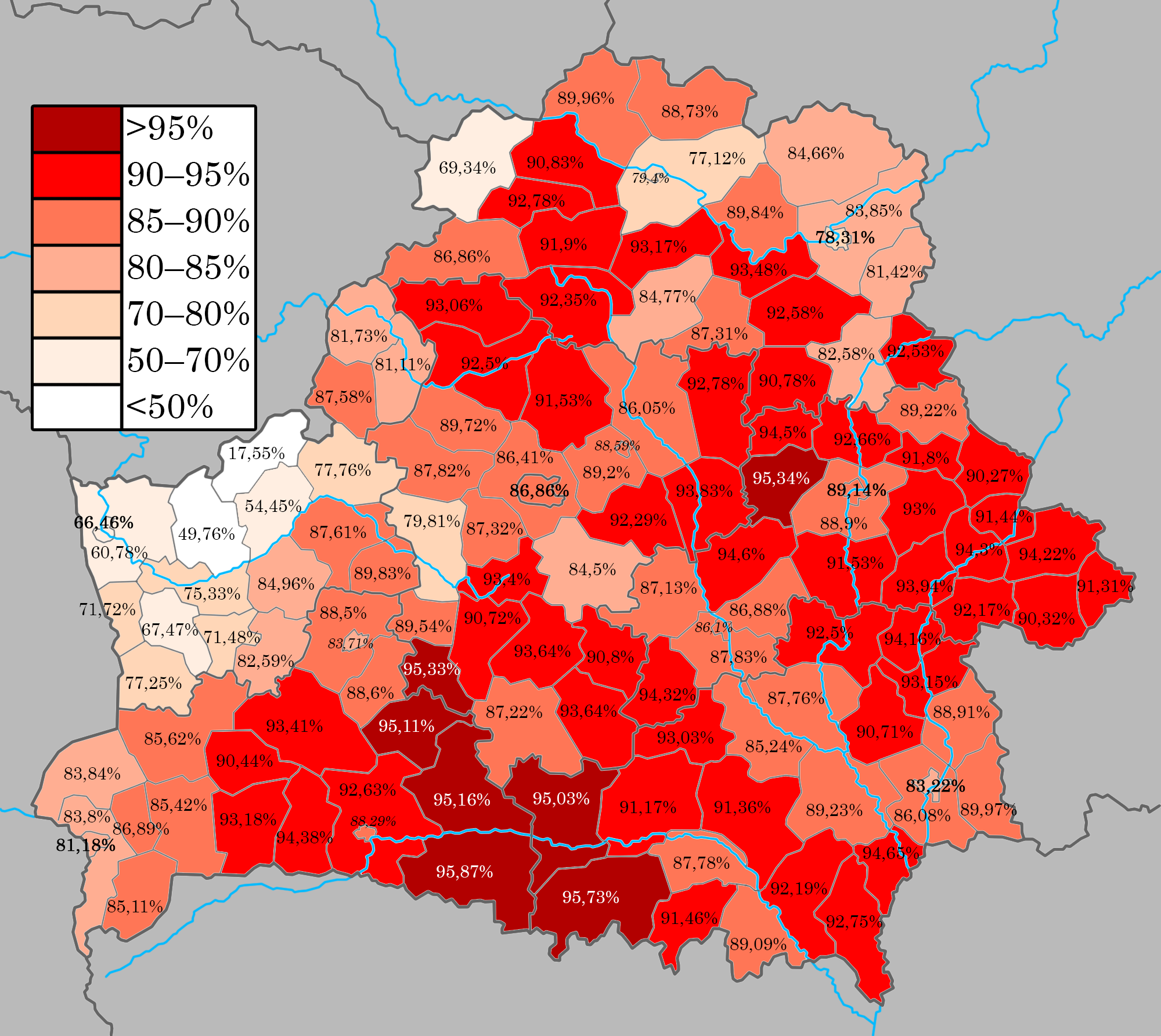
Доля белорусов в населении районов и горсоветов Беларуси по переписи 2019 года

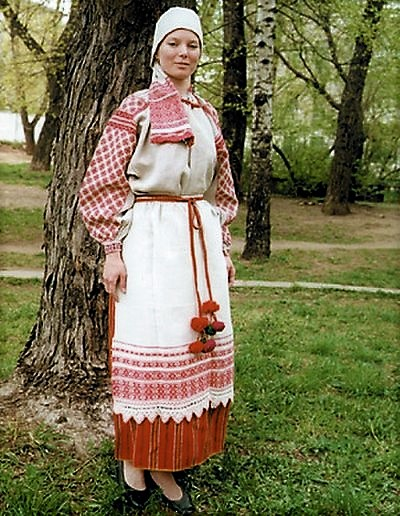
Девушка в образе белоруски, представительницы крупнейшего народа Беларуси, в национальном женском костюме (Калинковичи)

По данным переписи населения 2019 года, на территории Беларуси проживали представители более 130 этносов. Среди них наиболее представлены белорусы (7 990 719 или 84,9 %), русские (706 992 или 7,5 %), поляки (287 693 или 3,1 %), украинцы (159 656 или 1,7 %), евреи (13 705), армяне (9392), татары (8445), цыгане (6848), азербайджанцы (6001), литовцы (5287), туркмены (5231). В Беларуси также проживает от 1 до 3 тыс. немцев, грузин, молдаван, китайцев, латышей, узбеков, казахов, арабов и таджиков.
На протяжении белорусской истории сложилось так, что основным населением сельской местности были белорусы, в городах и местечках — евреи, на северо-западе страны проживало много поляков, на юге — украинцев, а на востоке — русских, в том числе старообрядцев. Многочисленное дворянское сословие — шляхта — была сильно полонизирована. В настоящее время в городах и сёлах наблюдается пёстрый этнический состав, хотя большинство населения (более 80 %) относят себя к этническим белорусам.

### Языки
Государственными языками Беларуси являются белорусский и русский. Их статус регламентируется Конституцией и действующим законодательством. Белорусская письменность образована на основе кириллического алфавита.
Русский язык обязателен для изучения во всех среднеобразовательных учреждениях страны. В той или иной мере им владеет всё население Беларуси.
Согласно переписи 2019 года, из 9 413 446 жителей страны родным языком назвали белорусский 5 094 928 (54,1 % всего населения страны), при этом среди этнических белорусов доля заявивших, что их родным языком является белорусский, составила 61,2 %, среди этнических поляков родным языком назвали белорусский 54,5 %. В повседневной жизни в белорусском обществе преобладает русский язык: так, по переписи 2019 года 6 718 557 человек (71,4 % всего населения) заявили, что дома говорят по-русски, в том числе у этнических белорусов эта доля составляет 61,4 %; 2 447 764 человека (26,0 % всего населения страны) заявили, что языком, на котором они обычно разговаривают дома, является белорусский, среди этнических белорусов эта доля составляет 28,5 %; самая высокая доля тех, кто дома говорит по-белорусски, у этнических поляков — 46,0 %.
| - Родной язык населения в районах и горсоветах Беларуси по переписи 2009 года - Язык общения населения в районах и горсоветах Беларуси по переписи 2009 года - Наиболее распространённый язык общения населения в районах и горсоветах Беларуси по переписи 2019 года. |

Упадок белорусского языка и доминирование русского в стране является последствием длительной политики русификации Беларуси, проводимой во времена Российской империи, Советского Союза и после провозглашения независимости республики при режиме Лукашенко.
По данным переписи 1999 года, преимущественно белорусскоязычными являлись Минская и Гродненская области, преимущественно русскоязычными — город Минск и Витебская, Могилёвская, Гомельская и Брестская области. По данным переписей 2009 и 2019 годов преимущественно русскоязычными являлись уже все области Беларуси и её столица.
До 2022 года в Беларуси существовали две школы с преподаванием на литовском языке — одна в Пелесе, сегодня закрытая, и вторая в Рымдюнах, ныне белорусскоязычная. Польские школы в Гродно и Волковыске были русифицированы. 25 июля 2023 года на сайте Президента были опубликованы изменения в Закон «О языках в Республике Беларусь»: в обновлённом законе убирается пункт о праве обучаться в школе на языках национальных меньшинств. Таким образом, в школах страны разрешено преподавание только на белорусском и (или) русском.
После прихода к власти Александра Лукашенко в стране практически каждый год сокращается доля учащихся на белорусском языке. Так, в 1994/95 учебном году общее среднее образование на белорусском языке получали 40,6 % белорусских школьников, в 2005/06 учебному году — 23,3 %, в 2017/18 учебном году — 12,2 %, в 2020/21 учебном году — 10,2 %, в 2021/22 учебном году — 9,5 %, в 2023/24 учебном году — 8,6 %.
В 2018/19 учебном году в Беларуси только 9,7 % первоклассников (и 11,1 % всех школьников) учились в белорусскоязычных классах — 53,7 % первоклассников в сельской местности и лишь 1,4 % первоклассников в городской местности.
Согласно опросу, проведённому Chatham House с 24 января по 3 февраля 2023 года, 16 % белорусов были согласны с утверждением, что белорусский язык должен быть единственным государственным языком Беларуси, 70 % — не согласны.
По данным Национального статистического комитета Республики Беларусь, в 2023/24 учебном году из 1090,0 тысяч учащихся в дневных учреждениях общего среднего образования Беларуси 93,5 тысяч (8,58 %) обучались на белорусском языке, тогда как 996,5 тысяч (91,42 %) — на русском.
По данным Национального статистического комитета Республики Беларусь, в 2024/25 учебном году из 1 080 159 учащихся в дневных учреждениях общего среднего образования Беларуси 88 885 (8,23 %) обучались на белорусском языке, тогда как 991 274 (91,77 %) — на русском.

### Религиозный состав
На 1 января 2011 года в республике зарегистрирована 3321 религиозная организация (в 1989 году — 768), в том числе 41 монастырь, 15 братств, 10 сестричеств, 14 духовных учебных заведений. Согласно исследованию государственного департамента США в 2015 году, в Беларуси примерно 68 % населения относились к Русской православной церкви (Белорусский экзархат), 14 % — к Римско-католической церкви и 3 % — к другим религиозным группам.
В Беларуси есть приверженцы грекокатолической церкви (униаты) и православных групп, не входящих в РПЦ. Другие официально зарегистрированные религиозные общины: старообрядцы, иудеи, Реформатская церковь, лютеране, евангельские христиане-баптисты, Иоганская церковь, Новоапостольская церковь, Пресвитерианская церковь, христиане веры евангельской, христиане полного Евангелия, христиане веры апостольской, Церковь Христова, мессианские общины, Адвентисты седьмого дня, Свидетели Иеговы, мормоны, Бахаи, кришнаиты, Армянская апостольская церковь.
По данным самой католической церкви в Беларуси, к ней относятся около 1,48 млн верующих (свыше 15 % населения страны). В Минско-Могилёвском архидиоцезе 666 тыс. католиков (14,1 % населения диоцеза), в Витебском диоцезе — 170 тыс. (13,2 %), в Гродненском диоцезе было 591 тыс. католиков (60,7 % населения диоцеза) и в Пинском диоцезе — 50 тыс. (1,6 %).
Есть источники, которые дают значительно более высокую оценку количества верующих всех протестантских деноминаций — 515 024, адвентистов седьмого дня — 4633 человека, по другим данным — 4828 человек, а численность свидетелей Иеговы — 3872 человека.
Еврейские общины полагают, что число евреев составляет 30—40 тыс. Число евреев, по данным переписей, быстро сокращается: так, в 1979 году их было 135 тыс., в 1989 году — 112 тыс.; особенно быстро число евреев сокращалось в период независимости страны: к 1999 году их число сократилось в 4 раза (до 28 тыс.), а в период до 2009 года ещё более чем вдвое — до 13 тыс.
Численность этносов, традиционно относимых к мусульманам, по данным переписи 2009 года, составляла около 22 тыс. человек. На 2014 год количество мусульман оценивается в 19 тыс. (0,2 % населения). Сами представители исламского духовенства оценивают число своих последователей в 100 тыс. человек.

## Экономика
Беларусь является развивающейся страной, Занимая 65-е место в Индексе развития человеческого потенциала ООН, она имеет очень высокий уровень человеческого развития в 2023 году. Экономика в Беларуси строится на принципах социально-ориентированной рыночной модели. Структура экономики Беларуси характеризуется преобладанием государственной собственности в производственной, энергетической, транспортной, добывающей, строительной, сельскохозяйственной и банковской сферах, и незначительной долей частного сектора. Централизованные распределение и планирование, кроме макроэкономических показателей, отсутствует. Государство регулирует цены на социально значимые группы товаров.

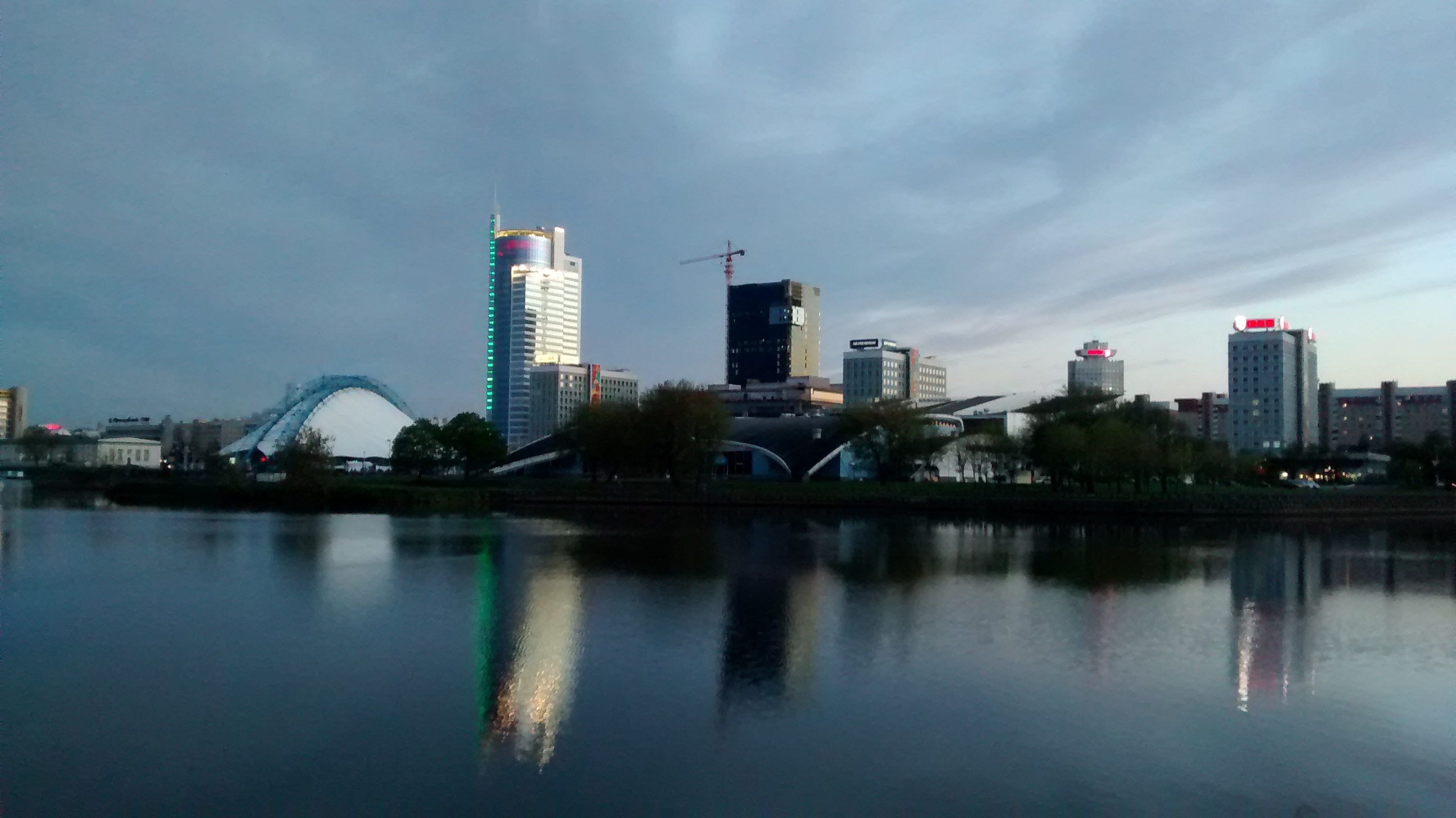
Деловой район Минска

В стране развиты энергетика, машиностроение, сельское хозяйство, химическая, лесная и добывающая промышленности, строительство и производство стройматериалов. Проблемой Беларуси является нехватка открытых источников углеводородов (например, добыча нефти в 2012 году составила 1,66 млн т.), в результате чего значительную часть нефти и газа приходится импортировать. Также, Беларусь обладает внушительным и растущим внешним государственным долгом (60,506 млн рублей[каких?] или 33 % к ВВП на 1 июня 2022 года) и довольно высокой по европейским меркам инфляцией. На платежи по государственному долгу Беларусь тратит значительные средства — 6,8 млрд рублей[каких?] или 34 % республиканского бюджета в 2019 году, однако основная сумма из них рефинансируется, расходы на обслуживание государственного долга в результате в 2019 составили 2,34 млрд рублей[каких?].
Сальдо внешней торговли — хронически отрицательное, с 2007 года положительный результат был достигнут лишь в 2018 году — 22,9 млн долларов США, за 2019 год счёт текущих операций составил −1,26 млрд долларов США.
Прирост ВВП в 2000—2008 годах составлял от 4 % до 11 % ежегодно, но в дальнейшем упал, за 10 лет с 2009 по 2019, по данным Всемирного банка, ВВП вырос на 19,1 %. Средняя годовая инфляция за 2000—2013 годы — 31 %, по данным Всемирного банка по дефлятору ВВП, инфляция в 2018 составила 12,1 %, в 2019 — 6,6 %. Валовой внешний долг на 1 апреля 2025 года составил 37,4 млрд долларов США увеличившись за первый квартал 2025 года на $2,2 млрд долларов США. А к 1 января 2020 года он составил 40,7 млрд долларов США или 64,4 % ВВП из них 17,1 млрд долл. пришлось на внешний долг государственного сектора, в 2010 году эти показатели составляли 22,1 млрд долл., 43,5 % и 8,4 млрд долл., соответственно.
Внутренний государственный долг на 1 июня 2022 года составил 12 864 млн рублей[каких?] или 7 % к ВВП.
На малый бизнес (организации с числом работающих до 100 человек и индивидуальные предприниматели) приходится 19,1 % ВВП (на 2019 год), его доля в экономике медленно растёт (в 2011 году было 16,7 %). Доля малых предприятий во внешней торговле республике невелика — 8 % экспорта и 24 % импорта (по состоянию на 2008 год). В розничной и оптовой торговле, в сфере услуг преобладает частный сектор. Особенностью Беларуси является значительная роль кооперативной торговли, хотя и ослабевшей по сравнению с советским периодом: в 2011 году потребкооперация обслужила 3574,4 тыс. человек (37,9 % населения, в 1990 году — 41,6 %), на кооперативную торговлю пришлось 12 % розничного товарооборота (в 1990 году — 33,5 %), её услугами пользуется всё сельское население страны. В 1991—1995 годах кооперативная торговля переориентировалась на продажи преимущественно продовольственных товаров, которые в 2011 году составили 79,9 % розничного товарооборота кооперативной торговли (в 1991 году — 50,1 %, в 1995 году — 80,9 %). Среднесписочная численность работников Белкоопсоюза постепенно снижается и в 2011 году составила 41 451 человек (в 2001 году — 55 458 человек, в 1991 году — 78 473 человека). Также для Беларуси характерна в последнее время общемировая тенденция повышения доли безналичных расчётов: если в 2009 году безналичный денежный оборот в розничном товарообороте республики составлял 5,5 %, а в объёме платных услуг населению — 8,7 %, то в 2013 году — 16 % и 14,4 %, соответственно.
Трудовые ресурсы (население в трудоспособном возрасте) по состоянию на 2019 год насчитывали 5728,9 тыс. человек, в том числе 4334,2 тыс. занятых. Последняя цифра включала в себя 213,3 тыс. безработных по методологии МОТ, особенностью белорусской статистики является малое число официально зарегистрированных безработных — лишь 8,8 тыс. человек. Средняя начисленная зарплата за 2019 год составила 1092,9 рубля, что соответствует 522 долларам США по среднегодовому курсу. Многолетней заявленной целью экономического развития Республики Беларусь является средняя зарплата в 500 долл., вокруг этого показателя зарплаты скачут в течение 2010—2020 годов.
В марте—сентябре 2011 года Беларусь пережила валютно-финансовый кризис. В результате кризиса девальвация белорусского рубля по отношению к доллару с начала года составила 189 %, инфляция за январь — октябрь достигла 88,7 % (в том числе цены на продовольственные товары выросли на 103,6 %), заработная плата снизилась с эквивалента 527 долларов США до 220—260 долл. Затем последовал период роста, который закончился в 2014—2016 новым кризисом. В целом с 2010 по 2019 год, согласно данным Всемирного банка, валовой внутренний продукт на душу населения по ППС вырос c 17 288 долларов США до 19 149 долл. в постоянных долларах 2017 года.

### Промышленность

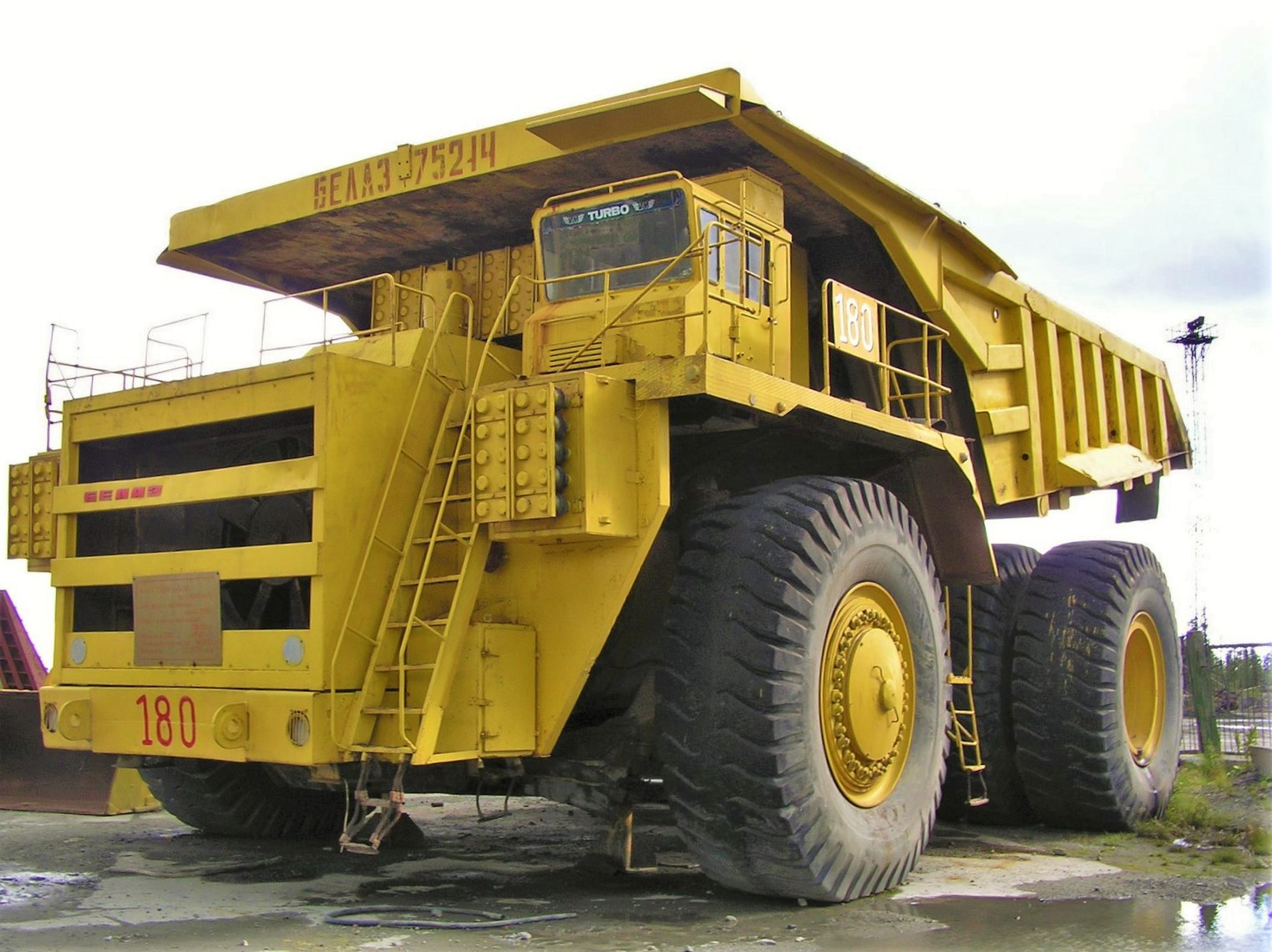
Большегрузный самосвал БелАЗ

На 2014 год доля промышленного производства в структуре ВВП составляла 37 %, более 2/3 этого объёма приходится на обрабатывающие отрасли. Число занятых в промышленности — около 32,7 % трудоспособного населения. Темпы роста заметно ниже, чем по экономике в целом — около 1,9 % на 2014 год.
Основные статьи экспорта — нефтепродукты, калийные удобрения, продукция машиностроения, химической и пищевой промышленностей.

### Сельское хозяйство

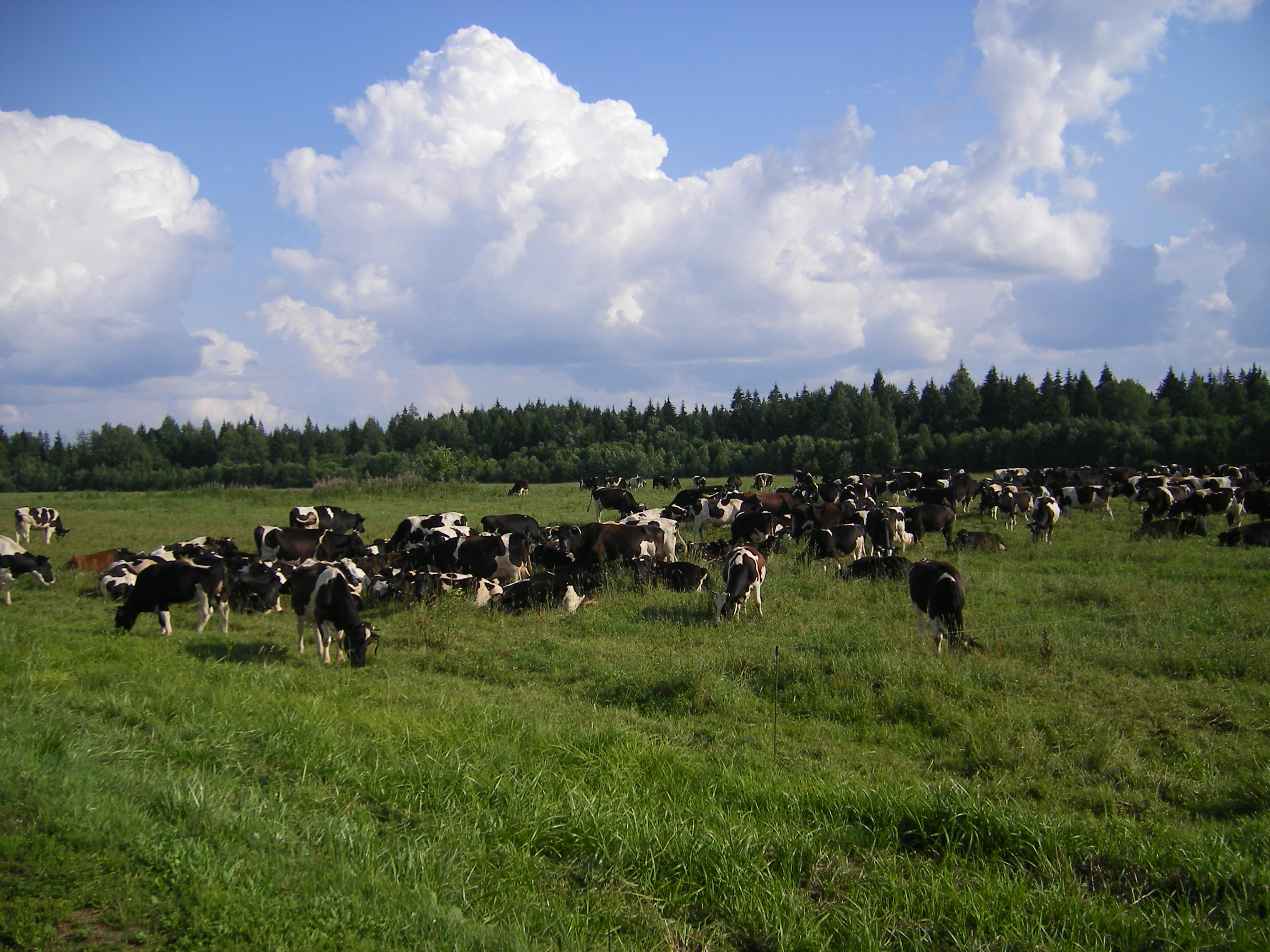
Выпас коров в Шумилинском районе

В Беларуси — 4 агроклиматические зоны.
Сельское хозяйство — исторически важная отрасль местной экономики, давая более 7 % национального ВВП, обеспечивает занятость более 9 % населения. В республике на 1 января 2010 года было 8,8 млн га сельскохозяйственных угодий, в том числе 5,5 млн га пашни (её балл плодородия — 31,2). Основными сельскохозяйственными отраслями являются земледелие и молочное животноводство. Выращиваемые пищевые культуры: картофель (6,9 млн т), сахарная свёкла (4,8 млн т), пшеница (2,5 млн т).
В прошлом традиционная для республики лесная отрасль играет незначительную роль во внешней торговле — вывезено лесопродукции и услуг в 2013 году на 144,8 млн долларов США (0,39 % экспорта страны).

### IT-технологии
В Беларуси динамично развивается IT-сектор. Ряд IT-компаний с мировым имиджем был основан белорусскими бизнесменами. Фирму «EPAM Systems» основали белорусы Аркадий Добкин и Лео Лознер, сегодня она является резидентом Парка высоких технологий. Один из создателей программы «Viber» — израильтянин Игорь Магазинник. Центры разработки программы находятся в Израиле и Беларуси (Брест, Минск). Виктор Кислый, основатель и лидер компании «Wargaming.net», стал первым официальным белорусским миллиардером. Сегодня один из офисов фирмы находится в Минске.

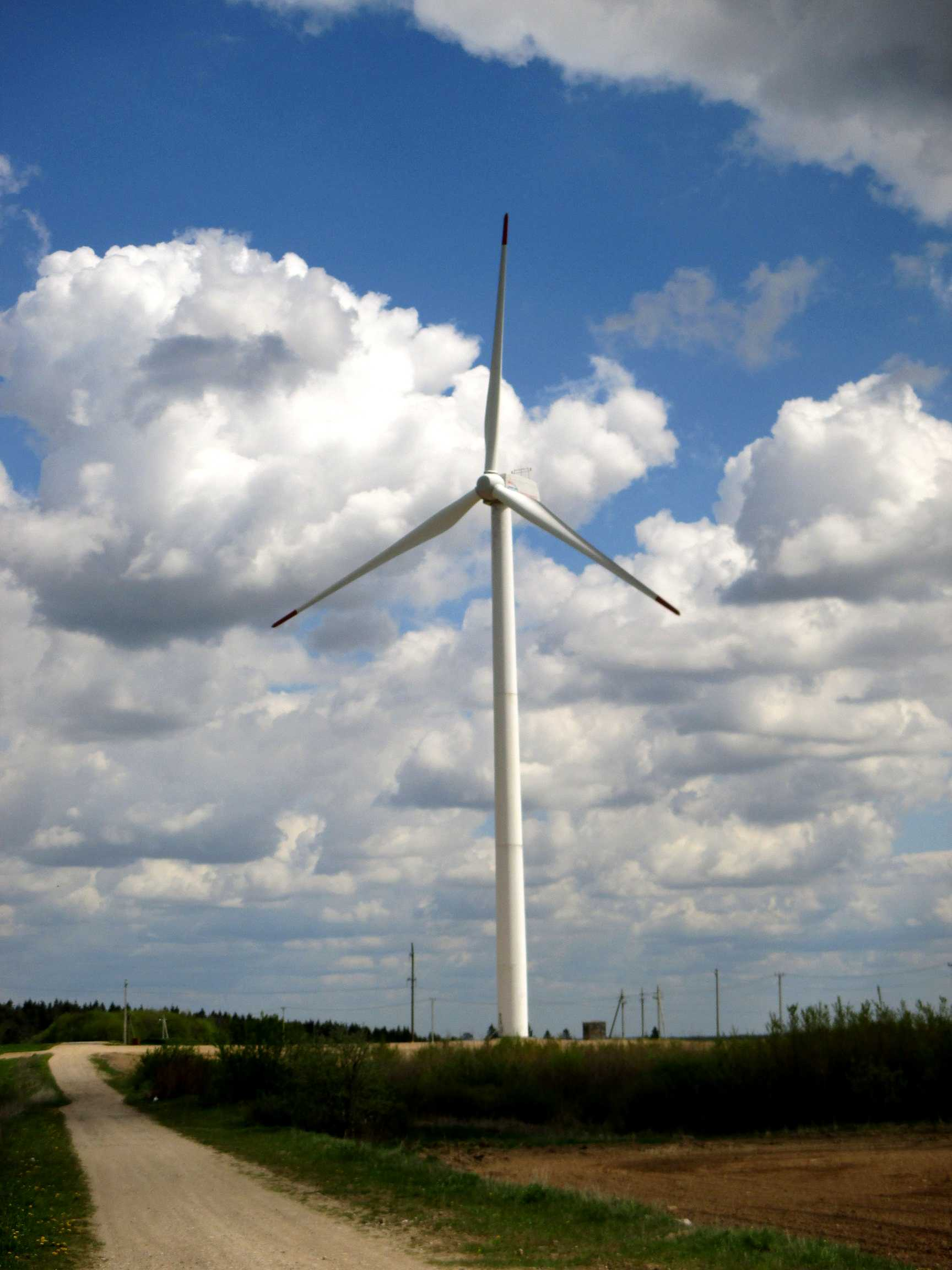
Ветрогенератор в Грабники (Новогрудский район)

С 2005 по 2016 год экспорт ИТ-услуг и продуктов вырос в 30 раз, а доля ИТ-экспорта в общем объёме экспорта товаров и услуг Беларуси выросла с 0,16 % до 3,25 %. IT-индустрия приобретает стратегическое значение для Беларуси. На долю ИКТ приходится 10,5 % ВВП в секторе услуг и 5,1 % общего ВВП. ИТ-услуги составляют 3,2 % в общем экспорте.
В 2023 году в Минске открылся первый офис компании ВКонтакте.

### Энергетика
Беларусь не обладает значительными собственными топливно-энергетическими ресурсами (ТЭР). За счёт собственных ТЭР покрывается только 15 % потребностей страны (2007), остальные 85 % импортируются — в основном из России. Основная часть электроэнергии вырабатывается на ТЭС.
К 2020 году планируется строительство гидроэлектростанций мощностью около 200 МВт. Также к 2020 году предусмотрено создание до 300 МВт мощностей на ветроэнергоустановках с выработкой до 500 млн кВт*ч.
10 июня 2021 года первый энергоблок Белорусской атомной электростанции был введён в промышленную эксплуатацию. 13 мая 2023 года состоялось первое включение в сеть второго энергоблока, а 19 мая 2023 года — официальная церемония его запуска.

## Туризм

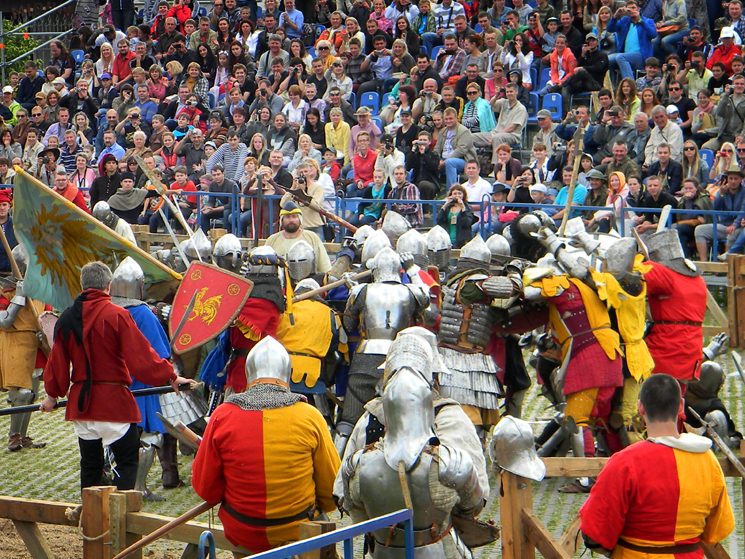
Рыцарский фестиваль «Наследие веков» в Мирском замке

На территории Беларуси, с её древней и богатой историей и самобытной культурой, расположены следующие исторические города: Новогрудок — первая столица Великого княжества Литовского, Полоцк — столица Полоцкого княжества, Туров и Гродно — центры славянских княжеств IX—XII веков, Мстиславль — центр крупного воеводства XVI века. Во многих городах сохранились старинные храмы и монастыри, дворцы и замки, ценные исторические и культурные памятники.

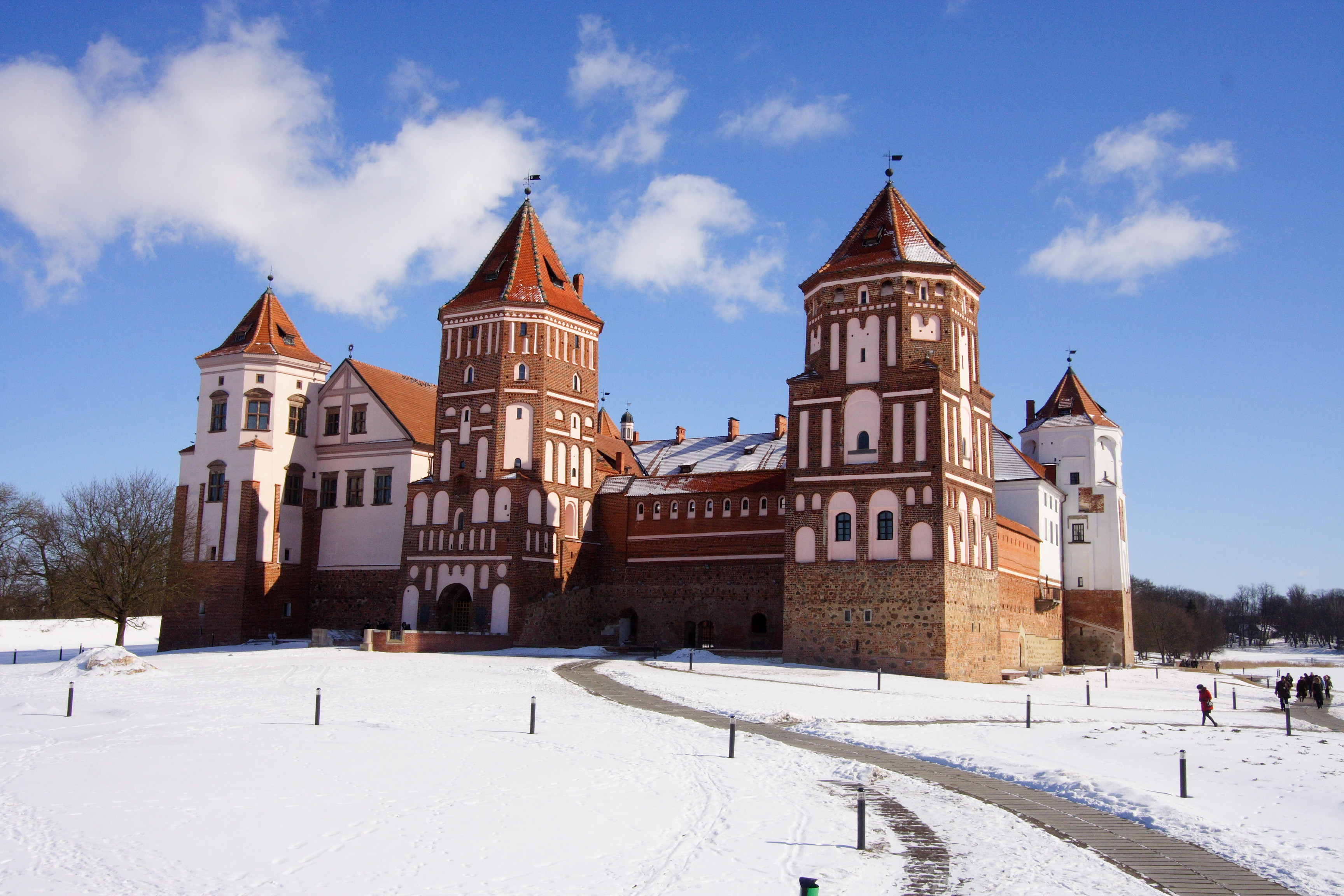
Мирский замок, один из наиболее популярных туристических объектов Беларуси. Построен около 1506—1510 годов

Рынок туризма является динамичной отраслью белорусской экономики. Среднегодовой оборот рынка туристических услуг на протяжении последних трёх лет превышает 20 млн долларов США и увеличивается ежегодно на 8 %. Доходность организации туристического бизнеса, по официальным данным, составляет в зависимости от состояния конъюнктуры рынка 10—20 % годовых. Расходы на организацию туризма составляют свыше 18 млн долл. Годовая выручка на одного занятого в сфере туризма составляет 6—8 тыс. долл. В сфере туризма занято более 3,6 тыс. человек. В Беларуси около 500 фирм имеют право заниматься туристической деятельностью. 86 % из них находятся в частной собственности.
Более 250 гостиниц одновременно могут принять 30 тыс. туристов. В распоряжении туристов 14 туристских гостиниц (более 6,5 тыс. мест), 9 туристических баз и кемпингов (4,3 тыс. мест).
В Беларуси с целью рационального использования сферой туризма национального культурного наследия и наиболее ценных природных комплексов разработана Государственная инвестиционная программа возрождения историко-культурного и природного наследия республики «Золотое кольцо Беларуси», проектом которой предусматривается создание многоточечной специальной экономической зоны туристическо-рекреационного типа.
В Беларуси также широкую известность приобрёл охотничий и рыболовный туризм. На территории охотничьих хозяйств имеется возможность организации коммерческих охотничьих туров с гарантией на разнообразные виды дичи.

## Жилищный фонд
Жилищный фонд республики на начало 2013 года составляет 237 млн м², в том числе городской — 161,5 млн м². Уровень благоустройства (на начало 2013 года) в городах почти полный: 97 % жилья имеет водопровод, 97 % — канализацию, 94 % — ванну, 92 % — горячее водоснабжение, 96 % — центральное отопление. Ситуация в сельском жилищном фонде (начало 2013 года) гораздо хуже: если газификация в целом завершена (93 % всего сельского жилищного фонда), то с остальными видами благоустройства дело обстоит не так хорошо (только 76 % имеют водопровод; 72 % — канализацию, 64 % — центральное отопление, 48 % — горячее водоснабжение, 65 % — ванны). Несмотря на высокие темпы годовой сдачи жилья (356 м² в 2013 году), квартирный вопрос стоит очень остро: на 1 января 2012 года в очереди нуждающихся в улучшении жилищных условий стояло 849 тыс. семей (на 1 января 2006 года — 565 тыс. семей).

## Транспорт, инфраструктура, связь

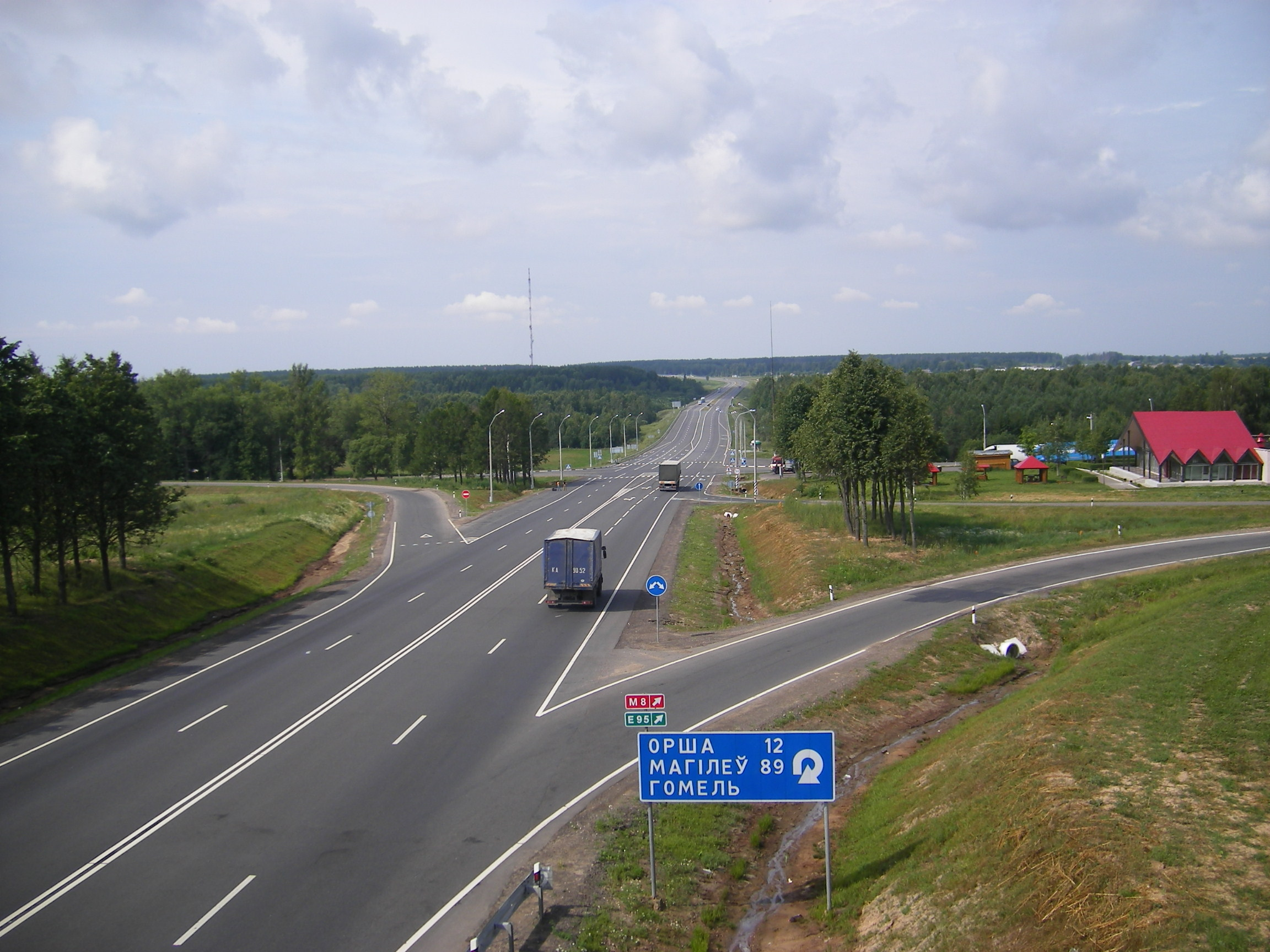
Трасса близ Орши

Железные дороги и автомобильный транспорт — главные виды транспортного сообщения в стране. Сеть железных дорог ориентирована на главную магистраль, проходящую через Оршу, Минск и Брест, которая соединяет Беларусь с Москвой на востоке и Варшавой на западе. Эксплуатационная длина путей — 5512 км. Всего в Беларуси более чем 83 тыс. км дорог общего пользования и около 200 тыс. км ведомственных (сельскохозяйственных, промышленных предприятий, лесных и др.), в том числе 10 тыс. км в городах и населённых пунктах. При этом плотность загородных дорог с твёрдым покрытием пока довольно низкая — 337 км на 1000 км² территории. На тысячу жителей в Беларуси приходится 261 автомобиль.
Речной флот осуществляет перевозки по 1500 км судоходных водных путей (главным образом в бассейне Днепра).
Воздушный транспорт развит относительно слабо; крупнейший аэропорт страны находится близ Минска. Всего в стране семь международных аэропортов.

### Велодвижение
Социологическое исследование, проведённое компанией «Satio» в 2019 году в Минске, Бресте, Гомеле и Гродно, показывает, что раз в месяц и чаще на велосипеде ездят 43 % минчан и 50 % брестчан. Численность велосипедистов в других областных городах также ощутимо выросла по сравнению с 2017 годом: раз в месяц и чаще на велосипеде ездят 41 % жителей Гомеля и Гродно.
В Минске и Бресте на одного взрослого жителя приходится 0,4 взрослых велосипеда. На одного ребёнка или подростка в областных городах приходится 0,5 соответствующих велосипедов, в Минске этот показатель почти в полтора раза выше.

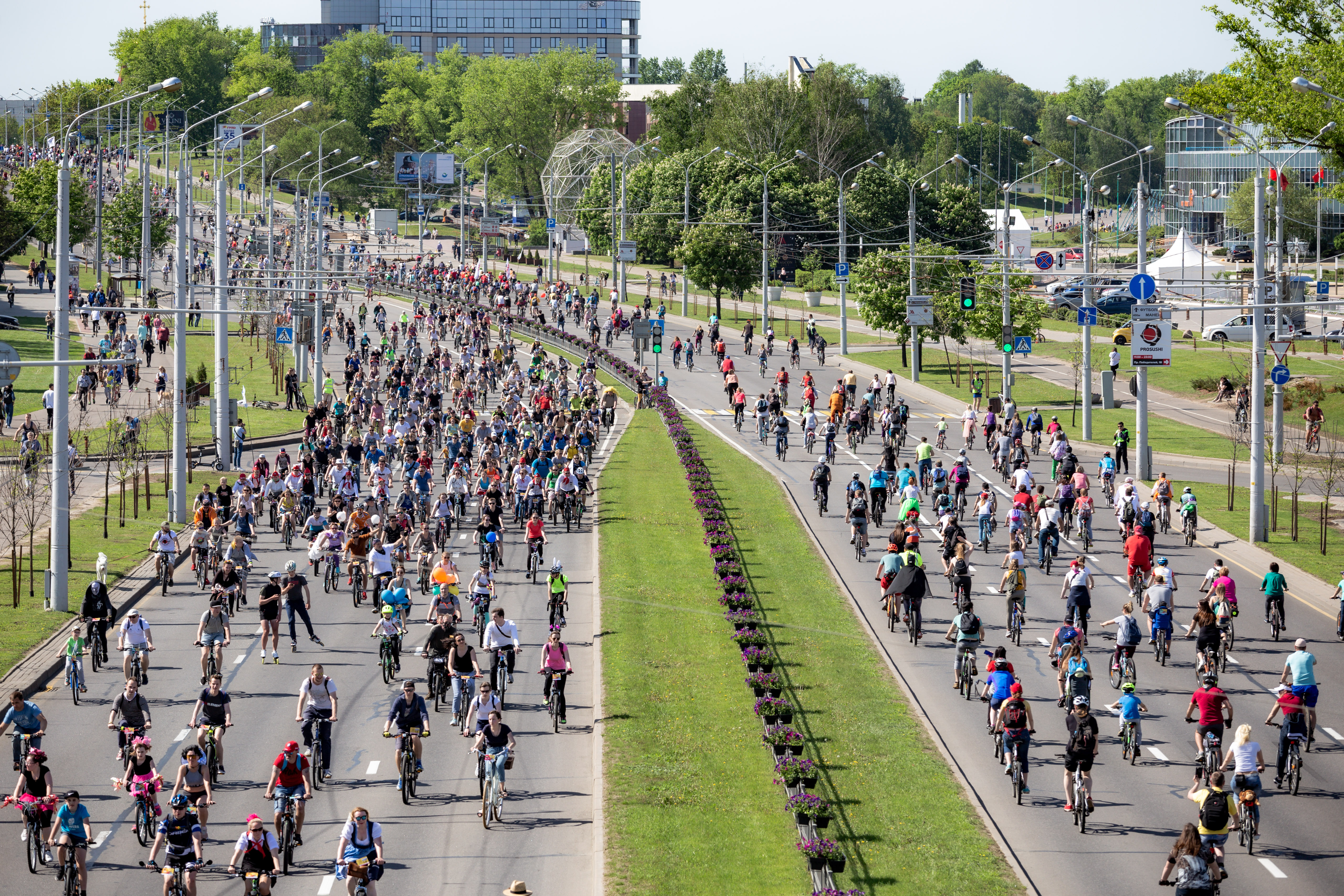
Ежегодный велокарнавал в Минске

В 2017 году Европейский союз профинансировал на сумму 560 тысяч евро проект «Городское велодвижение в Беларуси». Было проведено около 50 мероприятий, связанных с велосипедной тематикой, был построен маршрут «Евровело-2» от Минска до границы с Польшей.
Доля поездок на велосипеде в городах Беларуси составляет не более 1 % от всех утилитарных передвижений с использованием транспорта в городах с населением 50 тысяч жителей и больше, не более 3 % — в городах с населением 20—50 тысяч жителей, не более 8 % — в городах с населением до 20 тысяч жителей.
По белорусским Правилам дорожного движения велосипедисты должны двигаться по тротуару, а не по проезжей части, в отличие от большинства стран.

## Здравоохранение
В 2012 году в Беларуси насчитывался 48 831 врач-специалист (без учёта занятых в учреждениях по подготовке, переподготовке и повышению квалификации, а также на административных должностях), или 51,6 врача на 10 000 человек. Численность средних медицинских работников составляла 125 079 человек, или 132,2 специалиста на 10 000 человек. С 2000 по 2008 год число больничных организаций сократилось с 830 до 773, с 2009 по 2012 — с 661 (применялась новая методика подсчёта) до 657. Число больничных коек с 2000 по 2012 год сократилось с 126 209 (126,8 койки на 10 000 человек) до 106 640 (112,7 на 10 000 человек). Количество амбулаторно-поликлинических организаций выросло с 1843 до 2263. В 2012 году население Беларуси посетило врачей на амбулаторном приёме и приняло врачей на дому в общей сложности 122 млн раз (12,9 посещения на человека в год).
В стране насчитывается 7 больниц скорой медицинской помощи и 153 станции или отделения.
В целом один врач приходится на 254 человека населения, одна больничная койка — на 88 человек. В стране также функционируют (по состоянию на 1 января 2013 года) 2879 аптек, более половины из которых (1672) — государственные.
Государственные ассигнования на здравоохранение в 2013 году составили около 6,1 % от ВВП (143-е место в мире). Ожидаемая средняя продолжительность жизни белорусов, по расчётам 2015 года, достигает 72,48 года.
Беларусь относится к странам с низким уровнем инфекционной заболеваемости. Ситуация с распространением ВИЧ-инфекции относительно благополучна.

## Образование

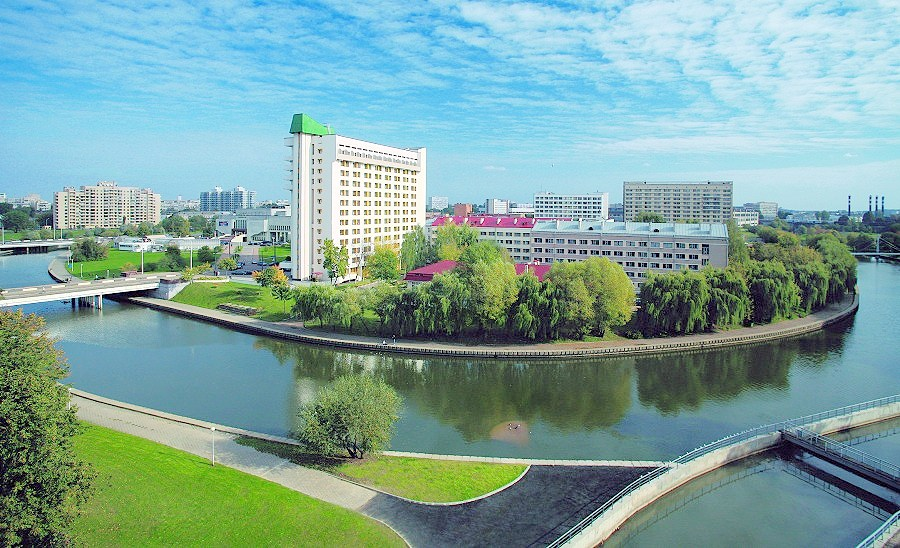
Студенческий городок Белгосуниверситета в Минске

Структура национальной системы образования основывается на Конституции и других нормативно-правовых актах. Гарантируется равенство всех граждан в получении образования, единство образовательных систем и преемственность всех форм обучения. В 2012 году государственные ассигнования на образование составили 17,5 % расходов консолидированного бюджета республики (5,2 % ВВП).
Дошкольное образование представлено в 2012 году 4087 учреждениями, где находилось 367,7 тыс. детей. Среднее образование, по состоянию на 2012 год, — 3821 общеобразовательная школа (в 2010 году их было 4063), где обучалось 1083,2 тыс. человек (в 2010 году — 1179,3 тыс.). После успешного окончания базовой школы имеется возможность продолжить обучение в колледжах, лицеях, гимназиях, профессионально-технических училищах (их в 2012 году насчитывалось 224, с числом обучающихся в 99 тыс.), где одновременно получают среднее образование и профессиональную подготовку. Желающие могут получить общее среднее образование, продолжив обучение в школе. Высшее образование представлено, по состоянию на 2012 год, 53 вузами, где обучалось 420,7 тыс. студентов.
В системе образования используются два официальных языка — белорусский и русский. Вследствие интенсивной русификации системы образования количество городских белорусскоязычных школ практически свелось к нулю, а основная зона преподавания в школах на белорусском сосредоточилась в сельской местности. Так, на начало 2008 года всего в белорусскоязычных школах обучалось 195 592 учащихся (18,4 %), при этом в городах этот показатель составил 1,9 %.
По данным Национального статистического комитета Республики Беларусь, в 2023/24 учебном году из 1090,0 тысяч учащихся в дневных учреждениях общего среднего образования Беларуси только 93,5 тысяч (8,58 %) обучались на белорусском языке, тогда как 996,5 тысяч (91,42 %) — на русском.
Для оценки знаний используется 10-балльная система. Основные документы, дающие право на поступление в высшее учебное заведение, — аттестат об общем среднем или средне-специальном образовании и 3 сертификата ЦТ (централизованного тестирования). В Болонский процесс Беларусь вступила 14 мая 2015 года в Армении во время саммита руководителей профильных ведомств.
Также в республике имеется сеть интернатов для детей с ограниченными возможностями (особенностями психофизического развития), но за период независимости был взят курс на их замену специализированными классами в общеобразовательных школах. Если в 1995/96 учебном году в стране работали 83 спецшколы-интерната, то в 2010/11 учебном году — только 47. Если в 1995/1996 учебном году в спецклассах обычных школ обучались 22,6 % детей с особенностями психофизического развития, то в 2010/11 учебном году — уже 61 %.

## Наука

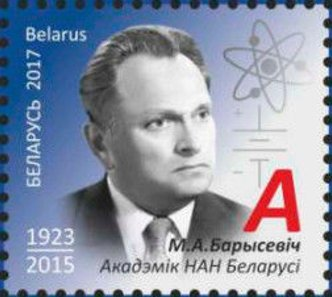
Николай Борисевич, президент АН Белорусской ССР в 1969—1989 гг., учёный, профессор

Высшая государственная научная организация Беларуси — Национальная академия наук Беларуси (Национальная академия наук Беларуси, НАН Беларуси). В 1990—2004 годах наука в республике пришла в упадок — численность работников, занятых научными исследованиями и разработками за этот период сократилась со 107,3 тыс. человек до 28,8 тыс. человек (в 2004 году не считая персонал малых и микроорганизаций). В дальнейшем спад почти прекратился и по состоянию на 2014 год в сфере научных исследований и разработок было занято 27 208 человек. Для научного персонала Беларуси, как и для многих постсоциалистических стран, характерно почти что гендерное равенство — доля женщин в 2013 году составила 41,1 % исследователей (в 2003 году — 44 %, небольшой спад связан со значительным увеличением числа исследователей в технических науках, где большинство составляют мужчины). По состоянию на 2013 год, женщины преобладали среди исследователей республики во всех областях наук, кроме технических. Особенностью науки Беларуси является крайне небольшая доля исследователей, имеющих учёные степени, которая к тому же постоянно уменьшается: в 2003 году степень доктора наук имели 754 работника науки, а степень кандидата — 3420 работников науки, то в 2013 году — 703 и 2946 работников соответственно. Республика занимает третье место в СНГ (после России и Украины) по числу ежегодных патентных заявок: 1688 подано в 1994 году, 1871 — в 2011 году.
Астрономия
В Беларуси есть две профессиональные астрономические обсерватории. Одна находится при Минском планетарии в парке Горького, а вторая в Витебском государственном университете им. П. М. Машерова. Две частные обсерватории зарегистрированы в Центре малых планет. Это обсерватории: «Taurus-1» и Витебская любительская астрономическая обсерватория. Обе находятся в Витебской области.

### Космонавтика

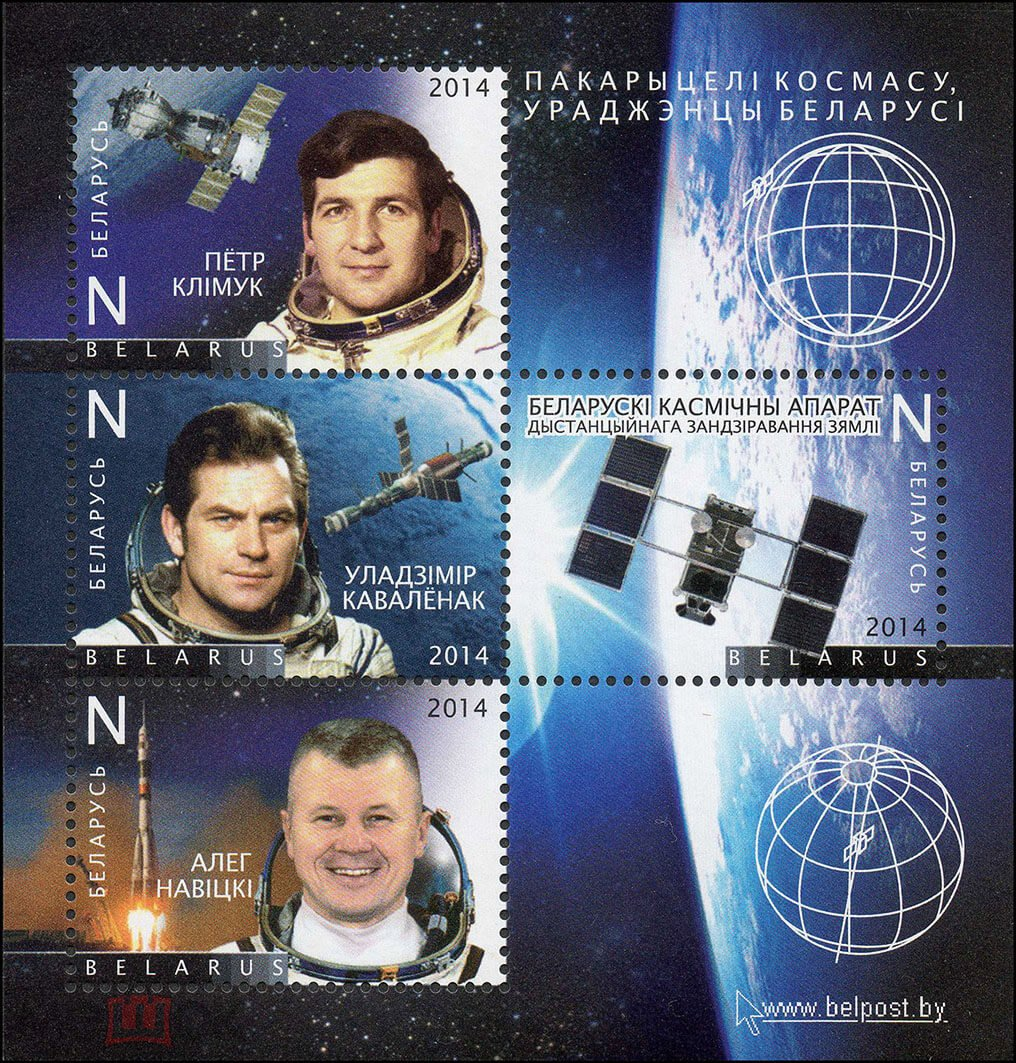
Марка Беларуси «Покорители космоса, уроженцы Беларуси»

Национальная программа исследования и использования космического пространства в мирных целях на 2008—2012 годы утверждена постановлением Совета министров Беларуси от 14.10.2008 № 1517.
Помимо космического агентства, работы по созданию которого уже начались в Беларуси, планируется создание собственного центра управления полётами (будет открыт в здании Объединённого института проблем информатики в Минске). В него будет поступать информация с командно-измерительного пункта (планируется в Логойском районе).
Президентом Республики Беларусь издан Указ «О статусе белорусского космонавта».
23 марта 2024 года первая гражданка Беларуси Марина Витальевна Василевская отправилась в космос. Её полёт начался 23 марта на корабле «Союз МС-25» вместе с Олегом Новицким и астронавтом NASA Трейси Дайсон. Полёт занял двое суток, стыковка с МКС произошла в 18:03 мск (совпадает с минским временем) 25 марта. Ещё через пару часов после выравнивания давления экипаж открыл люки и перешёл на станцию. В программу пребывания Василевской на МКС входит ряд научных экспериментов. Новицкий и Василевская вернулись на Землю 6 апреля, а Дайсон останется на более длительный срок. Василевская, а также её дублёр Анастасия Ленкова, согласно недавно принятому Указу Президента Беларуси, официально считаются белорусскими космонавтами.
- Пётр Ильич Климук — советский космонавт, первый из уроженцев Беларуси, полетевший в космос[289]
- Владимир Васильевич Ковалёнок — советский космонавт, родившийся в Беларуси[289]
- Олег Викторович Новицкий — российский космонавт, родившийся в Беларуси[289]
- Марина Витальевна Василевская — белорусская бортпроводница авиакомпании «Белавиа», космонавт[287][290].
- БелКА-1, БелКА-2 — первый и второй спутники Беларуси

## Культура и искусство

### Общие сведения
Важнейшими факторами развития местной материальной и духовной культуры было поочерёдное воздействие нескольких конфессий — православия, католицизма, иудаизма, кальвинизма, и существенное внешнее влияние, в частности, литовское, польское, российское. Соответствующее многообразное наследие в той или иной мере прослеживается почти во всех формах национального искусства. В 2009 году в республике было издано 12 885 наименований книг и брошюр суммарным тиражом 52,8 млн экз. Издания на русском языке абсолютно преобладают — в 2009 году они составили 85,4 % наименований всех книг и брошюр республики и 85,5 % их суммарного тиража. Вторым языком книгоиздания является белорусский — в 2009 году на него пришлось 8,4 % всех наименований книг и брошюр и 10 % их суммарного тиража.
В 2023 году постановлением Министерства культуры Республики Беларусь от 30 мая 2023 года № 80 статус нематериальной историко-культурной ценности присвоен элементу «Культура белорусской дуды» на территории Витебской, Гродненской, Могилёвской, Минской областей и г. Минска.

### Литература

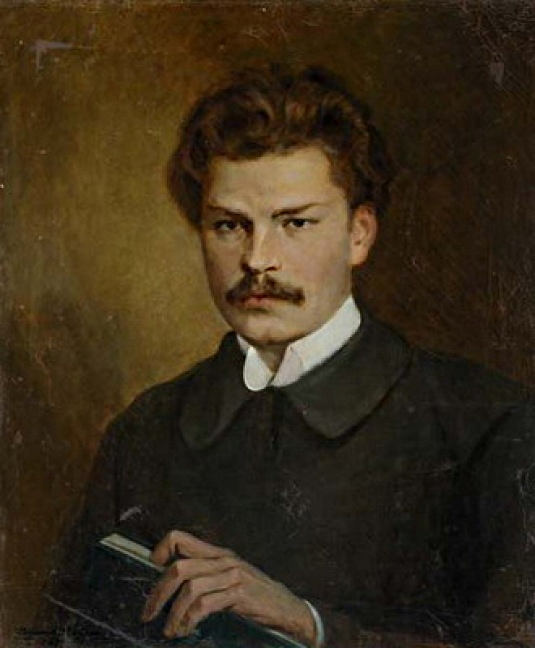
Портрет Максима Богдановича, Валентин Волков, 1927.
Национальный художественный музей Республики Беларусь.

### Книгоиздание
В Белорусской ССР было развитое книгоиздание — в 1991 году вышло 2434 наименования книг и брошюр, общим тиражом 52,9 млн экз. Среди них белорусскоязычные издания составили 17,5 % наименований и 18,9 % суммарного тиража. В независимой Беларуси пик книгоиздания пришёлся на 1993 год, когда суммарный тираж книг и брошюр составил 98,3 млн экз. В 1993 году зафиксирована максимальная доля книг и брошюр на белорусском языке — 26,9 % от общего числа наименований и 18,7 % суммарного тиража. Уже в 2000 году суммарный тираж книг и брошюр упал до 61,6 млн экз. Большинство книг в республике выпускается Харвест: в 2008 году это издательство выпустило 3801 наименование книг и брошюр (из 13 210 в целом по республике) суммарным тиражом 28,7 млн экз. (из 55,4 млн экз. в целом по республике). Подавляющее большинство издательств частные. В 2000-е годы для белорусского книгоиздания характерна общемировая тенденция постепенного перехода к малотиражным книгам, связанная с развитием электронных изданий.

## СМИ
Постановлением Совета министров Беларуси от 26.08.2008 № 1227 утверждена Государственная целевая программа по разработке программно-технического комплекса по автоматизации процесса расчёта подлежащих уплате в бюджет сумм налогов, сборов (пошлин) и представлению в налоговые органы налоговых деклараций (расчётов) в электронном виде на 2008—2010 года.
В 2010 году Совет министров Беларуси утвердил Стратегию развития информационного общества в Беларуси до 2015 года и план первоочерёдных мер по её реализации на 2010 год.
Из-за репрессий и фактически введённой в стране цензуры все оппозиционные СМИ Беларуси вынуждены вещать исключительно из-за рубежа, публикуя свой контент в Интернете.

## Спорт

Стадион «Динамо» в Минске

Власти независимой Беларуси, как правило, придавали большое значение развитию и популяризации спорта, реализуя соответствующие государственные программы через структуры Министерства спорта и туризма и Белорусского национального комитета по спорту.
К XXI веку в стране в той или иной степени получили распространение почти все летние и зимние виды спорта — как мужские, так и женские дисциплины. На региональном и международном уровне белорусские спортсмены принадлежат к числу сильнейших. Так, на зимних Олимпийских играх 2018 года командой Беларуси были завоёваны две золотых и одна серебряная медали. Традиционно наиболее успешными являются белорусские хоккеисты и лыжники. Так, с 2005 года белорусская хоккейная сборная неизменно выступает в ТОП-Дивизионе чемпионата мира по хоккею с шайбой, а в 2014 году Беларусь принимала чемпионат мира по хоккею.
Беларусь участвует в Олимпийских играх с 1994 года, когда на играх в Лиллехаммере в Норвегии Игорь Железовский и Светлана Парамыгина завоевали 2 серебряные медали. В 1997—2021 годах Национальный олимпийский комитет Республики Беларусь возглавлял президент страны Александр Лукашенко. Выступая на Олимпийском собрании по поводу своего избрания главой НОК, президент заявил, что в мире нет аналогов, чтобы Глава государства избирался руководителем Национального олимпийского комитета. С 26 февраля 2021 года президентом НОК РБ является его сын Виктор, но это не получило признания Международного олимпийского комитета.